# 現実主義勇者の王国再建記
『現実主義勇者の王国再建記』（げんじつしゅぎゆうしゃのおうこくさいけんき）は、どぜう丸による日本のライトノベル。略称は「現国」。2024年12月時で電子版を含めたシリーズ累計部数は320万部を突破している。
小説の他にも、漫画化・アニメ化など様々なメディアミックス展開が行われている。

## 概要
異世界転移作品の一つ。現実世界にいた主人公が、異世界に勇者召喚されて、召喚した王国から王位を譲位され、そして国の再建を押し付けられるという展開から始まる物語である。政治思想家マキャベッリの君主論を愛読する現実主義な青年が、国王として富国強兵策を行っていく。
勇者となって魔物達と戦う物語ではなく、王国運営する物語ではある為、食料問題、衛生管理、反逆者や腐敗貴族問題、敵国の首都占領、奴隷問題、医療の発展、難民問題、科学などの国改造、他国との外交、怪獣や感染症の対策などの内政が描かれている。

### web小説の場
作者のどぜう丸が「小説家になろう」で連載していたWEB小説が関連全作品のベースになっている。しかし、感想に対する返信で実在する歌詞の替え歌をつぶやいたのが著作権法違反と見なされたため削除。現在はpixiv小説に一部を除いた作品が掲載されている。
題名は時系列における状況の変化に合わせて改題されている。文庫版は巻数が短いのに題名を変えるのはどうかという理由でそのまま続刊されている。

### 歴史

#### 2014年 - 2020年
- 2014年9月25日から小説家になろうで連載される。
- 2016年2月から、小説家になろうではなくpixiv小説で連載され、物語の節目ごとに改題しながら更新を継続している。
- 2016年5月より、書籍版オーバーラップ文庫から刊行中[3]。イラストは冬ゆき。
- 2017年より、上田悟司による漫画版がオーバーラップのWebコミック配信サイト「コミックガルド」で連載開始となり[5]、Webコミック配信アプリ「コミックガルド＋」のリリース後はそちらで最新話を更新。
- 「次のヒット作はこれだ！ 新作ラノベ総選挙2017」（ブックウォーカー）では10位を獲得している[6]。

#### 2021年
- 7月4日から9月26日まで、テレビアニメ第1部が放送される[7][8]。
- 7月9日から10月8日、Webラジオ『現実主義言者の王国再声記 HOW A REALIST PERSONALITY RADIO THE KINGDOM 〜現国ラジオ〜』が、YouTubeにて毎週金曜12時に配信（出演者は小林裕介、佳原萌枝、その他ゲスト）[9]。
- 7月9日、【第一回】TVアニメ「現実主義勇者の王国再建記」生配信特番〜宝珠放送『王様のブリンチ』〜がYouTubeにて配信[10]。
- 7月24日、水瀬いのりと愛美のレーベルメイト対談が公開[11]。
- 9月26日、【第二回】TVアニメ「現実主義勇者の王国再建記」生配信特番〜宝珠放送『王様のブリンチ』〜がYouTubeにて配信[12]。
- 10月13日、第1部の全13話（1話 - 13話）を収録した「現実主義勇者の王国再建記」Blu-ray BOXが発売される[13]。

#### 2022年
- 1月7日、コミックナタリーで小林裕介のインタビュー、水瀬いのり、石川由依、M・A・Oのコメントが公開[14]。
- 1月7日 - 4月15日（毎週金曜日12時）まで、Webラジオ『現実主義言者の王国再声記 HOW A REALIST PERSONALITY RADIO THE KINGDOM 〜現国ラジオ〜』が、YouTubeにて配信（出演者は小林裕介、佳原萌枝、その他ゲスト）[9]。
- 1月8日、【第三回】TVアニメ「現実主義勇者の王国再建記」配信特番〜宝珠放送『王様のブリンチ』〜がYouTubeにて配信[15]。
- 1月9日 - 4月3日まで、テレビアニメ第2部が放送される[8]。
- 2月1日 - 2月28日まで、スイーツパラダイス上野ABAB店（東京）で、TVアニメ「現実主義勇者の王国再建記」のコラボカフェを開催[16]。
- 4月9日 - 4月15日まで、【第四回】TVアニメ「現実主義勇者の王国再建記」配信特番〜宝珠放送『王様のブリンチ』〜がYouTubeにて配信[17][18]。
- 4月13日に第2部の全13話（14話 - 26話）を収録した「現実主義勇者の王国再建記」Blu-ray BOX IIが発売[19]。
- 4月17日にYouTube LIVE、Twitter Liveで、オーバーラップ文庫9周年記念オンラインイベントが開催（小林裕介、上田麗奈、佳原萌枝が出演）[20]。

## ストーリー

### 本編構成

#### タイトル・web小説
前述の通り、小説家になろうで掲載されていたが、現在はpixiv小説に一部を除いて掲載されている。pixiv小説、なろう小説では題目が変わっており、文庫本では題目が統一されている。
2022年現在も更新中。詳細は作者のどぜう丸のサイトにて。
| 文庫名                   | 収録巻              | pixiv小説・なろう小説    |
| ------------------------ | ------------------- | ------------------------ |
| 現実主義勇者の王国再建記 | 文庫1巻 - 文庫4巻   | 現実主義勇者の王国再建記 |
| 現実主義勇者の王国再建記 | 文庫5巻 - 文庫10巻  | 現実主義勇者の王国改造記 |
| 現実主義勇者の王国再建記 | 文庫11巻 - 文庫15巻 | 現実主義勇者の大国建造記 |
| 現実主義勇者の王国再建記 | 文庫16巻 -          | 現実主義勇者の帝国建立記 |

#### 文庫本とweb小説の違い
- 文庫10巻番外編、14巻プロローグ、17巻おまけ話など、文庫本のみの話もある[25]。
- どぜう丸氏は書籍化した内容を正史としている[26]。
- 収録話の順番が違う場合もある。文庫12巻の「獅子は獲物を狙う」は、WEB小説だと『蒼海疾駆の章』の後に構成されているが[27]、文庫版だと12巻幕間話1に収録されている[28]。
- 漫画の巻末にはオリジナルの書き下ろし小説もある[29]。

### 「現実主義勇者の王国再建記」編
- 文庫本：1巻 - 4巻、アニメ：第1部（第1話 - 第13話）・第2部（第14話 - 第26話）、漫画：1巻 -
- 作中年月：大陸暦1546年4月 - 12月32日

現実世界で天涯孤独となったソーマが超大陸ランディアにあるエルフリーデン王国に勇者召喚される。そこから王位を譲位され、王国再建する物語である。
支援金捻出、人材集め（唯才令）、都市整備、食糧問題の解決（料理番組、食糧調達、道路工事、新都市建設など）、土砂災害時の救助活動、内乱、それに乗じた隣国からの侵入、戦争勝利による都市占領、都市返還交渉や秘密同盟の外交、戦後処理、隣国の内乱とそれによる併合要請、奴隷問題、難民問題などが描かれる。

#### プロローグ
- 文庫本：1巻（第1話）、アニメ：第1部（第1話）、漫画：1巻（第1話）
- 作中年月：大陸暦1546年4月

現代日本に住む相馬一也は、自身の大学の合格発表を見届けるようにして亡くなった最後の肉親である祖父が遺した「家族を持ち、その家族をなにがあっても守り抜く」ことを約束し、新たな生活をはじめるはずだった。
そんな相馬の目の前に、RPGのオープニングに出てきそうな、お城の風景が現れた。
「おお、勇者よ！　よくぞ我が呼びかけに応えてくれた」
そう言ったのはエルフリーデン国王アルベルト・エルフリーデン、周囲には王妃のエリシャ・エルフリーデン、宰相のマルクス、沢山の兵士たちや、文官らしき人も居る。
彼らはソーマに、この世界や国について説明した。
この超大陸ランディアには様々な国があり、人間以外にも獣人、エルフ、ドワーフ、半竜人（ドラゴニュート）などの種族が居る。
十年ほど前（大陸暦1536年頃）、大陸の北の果てに魔界と言われる空間が出現し、魔物が大量に湧きだし、大陸北方の国々を大混乱に陥らせた。各国は討伐軍を編成し魔界へ乗り込んだが、討伐軍は壊滅した。魔界には知能が低い魔物と、知能があり強力な戦闘力を誇る魔族が居るらしく、此の被害は魔族によるものだった。
そして、未確認ながらも魔界には魔族たちを統べる魔王の存在も囁かれている。この戦いの後、主力軍を失った各国に魔物を防ぐ余力はなく、現在の魔界勢力は大陸の三分の一を占めるまでに至った（魔王領）。戦線が拡大し、魔物の数が分散したことで戦線を維持できるようになったが、現在は膠着状態にある。
ソーマを召喚したエルフリーデン王国は、国力に乏しく、食糧難などの問題で衰退していた。しかし、大陸一番の領土を誇るグラン・ケイオス帝国は魔王領と国境を面していない国に対し、戦争支援要請をしている。勿論、王国に支援金など払えないこと。
支援金を払えない王国に対して帝国は、『勇者召喚の儀で召喚した勇者を引き渡すものでも良い』と言いだし、王国は勇者を召喚した。そして召喚されたのが相馬一也（ソーマ・カズヤ）だった。
帝国に引き渡されると不安に感じたソーマは富国強兵案を言いだし、王国に『勇者を引き渡させない選択』を取らせようと、アルベルトとマルクス、ソーマの三人で2日に渡って会談をした。
会談後、アルベルトの口から発せられた「我、エルフリーデン王国第十三代国王アルベルト・エルフリーデンはここに退位し、王位を召喚されし勇者ソーマ・カズヤに譲る！　また我が娘リーシア・エルフリーデンとソーマ殿の婚約を、ここに、重ねて発表する！」

#### 王国再建活動、1週間戦争
- 文庫本：1巻 - 3巻、アニメ：第1部（第2話 - 第13話）・第2部（第14話 - 第18話）、漫画：1巻 - 8巻（第2話 - 第41話）
- 作中年月：大陸暦1546年5月 - 11月

大陸暦1546年、国王となったソーマは、リーシアと共に国を立て直すために、まず有能な人員をかき集めるところから始める。人材集めで仲間になったのは、王国一の武を誇るダークエルフのアイーシャ・ウドガルド、怜悧な頭脳を持つハクヤ・クオンミン、大食いのポンチョ・イシヅカ・パナコッタ、歌姫のジュナ・ドーマ、動物と意思疎通できる少女トモエ・イヌイだった。彼らと共に、食糧難の解決、新都市建設、王国中の道路建設、神護の森で起きた災害救助などを行う（アニメ第1部：第2話 - 第8話）。
そんな中、三公のゲオルグ・カーマイン、カストール・バルガスがソーマに反逆を起こす。これを機に、アミドニア公国軍が侵攻してくるも、ソーマはこの三勢力を退ける。3つの場所で同時に戦いが行われていたので三正面戦争、あるいはその短さから1週間戦争と呼ばれる（アニメ第1部：第9話 - 第12話）。
この戦いでアミドニア公国首都ヴァンを占領していたが、グラン・ケイオス帝国の介入で返還する。しかし、これを機にグラン・ケイオス帝国とエルフリーデン王国の上層部同士で秘密同盟を結ぶ。これ以降、帝国女皇のマリア・ユーフォリア、帝国陸軍総帥のジャンヌ・ユーフォリアはソーマ達にとって盟友となる。1週間戦争の報奨で、アイーシャ、ジュナがソーマの婚約者となる。戦犯となったゲオルグは毒酒で自害し（実際はカゲトラとして生きている）、カストールはエクセル預かりとなり、同じくソーマに反逆したカルラ・バルガスは王族所有奴隷兼侍従となる（アニメ第1部第12話・第13話、第2部第14話 - 第18話）。

#### フリードニア王国建国
- 文庫本：4巻、アニメ：第2部（第19話 - 第26話）、漫画：8巻 - （第42話 - ）
- 作中年月：大陸暦1546年11月 - 12月32日

戦後処理を終えたソーマやリーシア達は、超科学者ジーニャ・マクスウェルと会っていた。
一方アミドニア公国では、新たに公王となったユリウス・アミドニアが先代より続けた圧政、ルナリア正教皇国の介入、アミドニア公女ロロア・アミドニアによって、内乱が起きる。これによってユリウスは追放され、グラン・ケイオス帝国に亡命する。アミドニア公国全土からの要請で、エルフリーデン王国は公国を併合することになり、エルフリーデン及びアミドニア連合王国（通称フリードニア王国）が建国される。これを機にロロアがソーマの婚約者となる。
その後は奴隷商の公務員化、職業訓練所の設立、パルナム国立博物館への訪問、難民問題の解決、年末紅白歌合戦などを行う。最後にソーマはアルベルトから国王を譲った訳を聞く。事情を話したアルベルトとエリシャは王国山間部の旧領で隠居する。こうして新年を迎える。

### 「現実主義勇者の王国改造記」編
- 文庫本：5巻 - 10巻、アニメ：第2部（第25話）
- 作中年月：大陸暦1547年1月 - 大陸暦1548年4月

フリードニア王国となって初めて迎える新年の挨拶から始まる。
啓蒙活動（教育番組など）、軍備増強、花嫁育成講座（アニメだと大陸暦1546年12月に行われた）、宗教国家との外交、宗教との付き合い方、竜国への外遊、龍との契約、付き合いのない極寒国との外交、三国医療同盟結束、魔物大量発生による被害、他国への援軍派遣、以前敵対した者との共闘、将来強大な敵となる王との出会い、将来有望な者のスカウト、穿孔機の共同研究、結婚式・戴冠式などが描かれる。

#### 啓蒙活動、外国3カ国との交流
- 文庫本：5巻 - 7巻
- 作中年月：大陸暦1547年1月 - 8月

大陸暦1547年、フリードニア王国となって初めて迎える最初の年、ソーマは啓蒙活動、軍備強化などを行う。同時期にルナリア正教皇国の聖女メアリ・ヴァレンティが派遣され、ルナリア正教を国教化して欲しいと依頼される。これに対し、ソーマ達は破戒司教ソージ・レスターを派遣してもらい、国内の全宗教を国教化、春告祭のイベントを開催する。
その後、ソーマはこの世界について知る為、他国に外遊することになる。まずは星竜連峰に行き、龍であるナデン・デラールと出会い、婚約者に迎える。その時、黒い立方体により、星竜連峰で嵐が来るが、ソーマ達によって収まる。
星竜連峰から帰国後、次はトルギス共和国に行き、そこで共和国元首の息子であるクー・タイセー達と出会う。そこで共和国と国交を結び、帝国も交えて三国医療同盟を結成する。また父ゴウランの意向でクーが幼馴染でもあるタル、レポリナを連れて、フリードニア王国に行くことになる。

#### 東方諸国連合の魔浪、新たな出会い
- 文庫本：8巻 - 9巻
- 作中年月：大陸暦1547年9月 - 大陸暦1548年1月

魔王領から日ごとに魔物が大量発生し、魔物が押し寄せて各国が襲撃されていた。これが魔浪と呼ばれる現象だった。
魔王領に隣接しているグラン・ケイオス帝国、東方諸国連合、ノートゥン竜騎士王国では魔浪による被害を受けていた。帝国は西・北で従っている国々を守り、竜騎士王国は自国の竜騎士で凌いでいた。
グラン・ケイオス帝国の要請、フリードニア王国は東方諸国連合のラスタニア王国とチマ公国に援軍を出すことになった（東方諸国連合の魔浪）。
同時期に1週間戦争で敵対した元アミドニア公子ユリウス・アミドニアから、自らの首と引き替えでも構わないので、ラスタニア王国への援軍を要請されていた。
ラスタニア王国主都ラスタでは籠城状態で、ユリウスの指揮、フリードニア王国から来た難民ジルコマ、ラスタニア王国兵士長ローレン・フランの武勇で凌いでいたが、備蓄も無くなりつつあった。敗北寸前のところでソーマ達フリードニア王国軍が到着し、ソーマとロロアは、ユリウスと1年ぶりの再会を果たし、和解する。また、シィル・ムント王女率いるノートゥン竜騎士王国の援軍も加わり、ラスタニア王国での魔浪を治める。
ラスタニア王国を後にし、フリードニア王国軍はチマ公国に向かう。そこで東方諸国連合の1つ、草原遊牧国家マルムキタンの王であるフウガ・ハーン、その妹のユリガ・ハーン、チマ家の末子イチハ・チマ、チマ家の長姉ムツミ・チマと出会う。チマ公国では早々に魔物に勝利し、フウガの本音を聞いたソーマは改めて警戒すべき人物となった。報奨獲得場では、フウガはムツミと婚約し、ソーマはイチハを留学名目でスカウトする。その翌日、フウガは自身の野望にユリガを巻き込ませない為に、ユリガをソーマに預ける。そして、ソーマ達はフリードニア王国に帰国した。

#### 戴冠式・合同結婚式
- 文庫本：10巻
- 作中年月：大陸暦1548年1月 - 4月

大陸暦1548年、フリードニア王国では戴冠式・結婚式が開催される。これでソーマは正式に国王に、リーシア、アイーシャ、ジュナ、ロロア、ナデンは王妃となる。
ラスタニア王国でもユリウスとティアの結婚式が行われていた。
草原遊牧国家マルムキタンでは、フウガ達が国内の敵対勢力を殲滅し、フウガとムツミの婚約の儀が行われていた。
|        | 場所                     | 花婿                           | 花嫁1                    | 花嫁2                  | 花嫁3          | 花嫁4              | 花嫁5            |
| ------ | ------------------------ | ------------------------------ | ------------------------ | ---------------------- | -------------- | ------------------ | ---------------- |
| 1組目  | フリードニア王国         | ソーマ・カズヤ                 | リーシア・エルフリーデン | アイーシャ・ウドガルド | ジュナ・ドーマ | ロロア・アミドニア | ナデン・デラール |
| 2組目  | フリードニア王国         | ポンチョ・イシヅカ・パナコッタ | セリィナ                 | コマイン               |                |                    |                  |
| 3組目  | フリードニア王国         | ルドウィン・アークス           | ジーニャ・マクスウェル   |                        |                |                    |                  |
| 4組目  | フリードニア王国         | ハルバート・マグナ             | カエデ・フォキシア       | ルビィ                 |                |                    |                  |
| 5組目  | ラスタニア王国           | ユリウス・アミドニア           | ティア・ラスタニア       |                        |                |                    |                  |
| 6組目  | ラスタニア王国           | ジルコマ                       | ローレン・フラン         |                        |                |                    |                  |
| ７組目 | 草原遊牧国家マルムキタン | フウガ・ハーン                 | ムツミ・チマ             |                        |                |                    |                  |

### 「現実主義勇者の大国建造記」編
- 文庫本：11巻 - 15巻
- 作中年月：大陸暦1548年4月 - 大陸暦1550年9月

定礎活動（東西リアル歌合戦、魔物学シンポジウムなど）、傭兵国家との交流、帝国との直接会談、九頭龍諸島連合との緊張状態、怪獣による被害、二国の緊張状態からの共闘、海洋同盟の結束、東方諸国連合統一戦争（反対・中立派の駆逐、裏切り、亡命など）、新たな王国建国、未知の病原体発生とそれによる主要国首脳会議などが描かれる。

#### 定礎活動、直接会談
- 文庫本：11巻 - 12巻章末話
- 作中年月：大陸暦1548年4月 - 12月

トモエ、イチハ、ユリガは王立アカデミーに入学し、ダークエルフのヴェルザ、ロロアファンのルーシーと友達となる。その頃のフリードニア王国では、東西対抗歌合戦、魔物学シンポジウム、オバケ祭りなどが行われていた。
傭兵国家ゼムの国王からの招待を受けたが、傭兵を信用しないソーマは断るつもりだった。しかし、ゼムの使者が、1週間戦争で自害したゲオルグ・カーマインの娘であるミオ・カーマインであり、彼女の真意を知る為、ソーマらは傭兵国家ゼムに行く。武術大会で優勝したミオの真意は、父・ゲオルグがなぜ反乱を起こしたのかを再調査願いだった。ソーマはそのことを確約し、ミオは帰国することになった。武術大会終了後、マリア達帝国首脳陣との会談をし、九頭龍諸島連合に軍を派遣することを話す。その時の貸しとしてマリアは縁起でもない約束をソーマとする。ソーマの帰国後、一部脚色された上で公表され、ゲオルグの名誉は回復する。

#### 親子島沖海戦（オオヤミズチ退治戦）、海洋同盟の発足
- 文庫本：12巻章末話 - 13巻
- 作中年月：大陸暦1548年12月 - 大陸暦1549年2月

フリードニア王国と、南の九頭龍諸島連合で小競り合いが発生し、戦争する噂が流れる。実は九頭龍諸島連合では、怪物オオヤミズチによる被害で、九頭龍王シャナ公認でフリードニア王国で密漁せざるを得ない状況になっていた。九頭龍王シャナの娘であるシャ・ボン、双子島の島主であるキ・シュンがフリードニア王国に訪問し、各島で独立心の強い九頭龍諸島連合が一致団結できない為、フリードニア王国に協力をお願いする。
フリードニア王国と九頭龍諸島連合の艦隊が向き合い、開戦寸前になった。しかし、裏でつながっていたソーマとシャナが諸島連合各島の一致団結を図ったことにより、フリードニア王国と九頭龍諸島連合で協力し、オオヤミズチを退治する（オオヤミズチ退治戦、または親子島沖海戦）。
この責任を取ってシャナは九頭龍王を退位し、シャボンは九頭龍女王に、キシュンは宰相になる。これを機に、フリードニア王国、九頭龍諸島連合、トルギス共和国の間で海洋同盟を結ぶ。

#### 東方諸国連合統一戦争、ハーン大虎王国建国
- 文庫本：14巻
- 作中年月：大陸暦1549年5月 - 大陸暦1550年1月

フウガ率いるマルムキタン勢力（フウガ派）が魔王領（魔物の領域）を少しずつ解放していた。これにより、フウガを最高指導者とした東方諸国連合統一国家を求める声が大きくなっていく。それに反対する勢力、中立派がいたが、フウガ派は駆逐する。これに伴い、ユリウス達ラスタニア王国の一部関係者ら40名、イチハの次姉サミ・チマはフリードニア王国に亡命する。
ルナリア正教皇国でも、フウガに従うか反発するかで動乱が起こる。この動乱から逃れる為、メアリ・ヴァレンティ率いる神官、聖女候補の少女の80名は事前準備していたソーマやシィル達ノートゥン竜騎士王国によって、フリードニア王国に亡命する。
こうしてフウガ派は東方諸国連合を統一し、ハーン大虎王国を建国する。セバル平原でフウガ派と反フウガ派の衝突、東方諸国連合の統一を急ぐハシムの中立派国王の謀殺、ユリウス達亡命時の竜騎士王国とフウガ達精鋭部隊の衝突、これらを称して東方諸国連合統一戦争、あるいは東方諸国連合統一の戦いと呼ばれる。
ユリウスはソーマに仕えることになり、ソージは大司教となって正教皇国から切り離して王国ルナリア正教として動き、メアリもソージの補佐役となる。
姉・ムツミの依頼でフリードニア王国にサミを送り届けたニケ・チマは、クーにスカウトされる。そのニケを連れたクーは、タル、レポリナと共に、共和国に戻る。

#### 精霊王の呪い、バルム・サミット
- 文庫本：15巻
- 作中年月：大陸暦1550年1月 - 9月

大陸暦1550年、ガーラン精霊王国から依頼を受けたハーン大虎王国はガーラン精霊王国の父なる島を奪還し、大虎王国の支配領域にしたが、精霊王の呪いと呼ばれる原因不明の病が流行る。
フウガの嘆願により、ハーン大虎王国とフリードニア王国が共同調査することになった。そんな中、ガーラン精霊王国のゲルラ・ガーラン本人の希望で彼の遺体を人体解剖したこと、父なる島での調査により、精霊王の呪いは魔虫症(潜血魔虫蝕症)と呼ばれる魔物からの感染症だと判明する。
その後ソーマは、超大陸ランディアの主要6カ国であるフリードニア王国、グラン・ケイオス帝国、ハーン大虎王国、トルギス共和国、九頭龍諸島連合、ノートゥン竜騎士王国でバルム・サミットと呼ばれる首脳会談を行い、魔虫症の対処するように動く。。

### 「現実主義勇者の帝国建立記」編
- 文庫本：16巻 -  （WEB小説でも2022年現在も更新中）
- 作中年月：大陸暦1552年4月 -

精霊王の呪い発生時から2年後から始まる。揺らいでいる帝国（2大派閥、急な制度廃止、災害、属国二国の独立運動など）、それに端を発した2大勢力の衝突（大虎ケイオス戦争）、裏切り、海洋同盟の武力介入、停戦協議、敗戦した帝国の後処理、同君連合の誕生、2度目の合同結婚式、魔王領への侵攻、未知の魔族（シーディアン）との交流、世界の成り立ちなどが描かれる。

#### 大虎ケイオス戦争、二大勢力拮抗時代への突入
- 文庫本：16巻 - 17巻第3章
- 作中年月：大陸暦1552年4月 - 12月

大陸暦1552年、精霊王の呪い発生から2年間は、人類宣言、海洋同盟、フウガ派の三勢力が足並みを揃えたことで平穏だった。
フリードニア王国は他国との交易や技術開発などを進めており、トルギス共和国はクーの結婚式が行われており、九頭龍諸島連合は中央集権化が進んで、九頭龍諸島王国となった。竜との契約上、どの勢力にも属さないノートゥン竜騎士王国では竜騎士を運び屋として運営する。
ハーン大虎王国は、傭兵国家ゼムを同盟に加えて、力を蓄えていた。内政官僚を得る為に、フリードニア王国かグラン・ケイオス帝国と戦争することを企んでいた。
グラン・ケイオス帝国では、上層部の間で現状維持派と強硬派に分かれ、奴隷制度廃止、災害、属国二国（フラクト連邦共和国、メルトニア王国）の独立運動などで揺らいでいた。ソーマはフウガの意向（実際はユリガやリーシア達王妃によってフリードニア王国と争わない為に煽られたこと）によって、ユリガと婚約することになる。フウガが帝国に宣戦布告し、ハーン大虎王国、ルナリア正教皇国、傭兵国家ゼムの３カ国が帝国東部・北部から侵攻する（大虎ケイオス戦争）。
帝国東部はジャモーナ城塞でジャンヌやギュンター達帝国軍が防いでいたが、帝国北部の強硬派の裏切りで、帝都ヴァロアがフウガ軍に包囲され、国家滅亡の危機に陥る。しかし、ソーマがマリアと交わした縁起でもない約束を果たす為、海洋同盟を帝国に加勢させたことで停戦する。
この結果、ハーン大虎王国は領土拡大、内政官僚と支配地域の領主となれる人材を確保する。グラン・ケイオス帝国は解体され、人類宣言は解散する。そしてユーフォリア王国となり、海洋同盟に加わる。これに伴い、マリアは退位しソーマと婚約する。ユーフォリア女王となったジャンヌは、ハクヤと婚約する。フリードニア王国とユーフォリア王国は別々の国でありながら、一つの国として動くことになった。人々はこの二つにして一つの国を、グラン・フリードニア帝国と称され、ソーマをフリードニア皇帝と呼ぶようになる。
トルギス共和国はこの戦争で傭兵国家ゼム南部都市2つを獲得し、名実共に共和国の都市として組み込む。
力をつけた海洋同盟に対抗する為、ハシムの献策でハーン大虎王国はハーン大虎帝国となり、フウガは大虎帝を名乗る。以降は海洋同盟とハーン大虎帝国の二大勢力が拮抗する時代となった。

#### 魔王領解放戦争、魔族（シーディアン）との交流
- 文庫本：17巻第4章-おまけ話
- 作中年月：大陸暦1553年1月 - 11月

大陸暦1553年、フリードニア王国とユーフォリア王国で結婚式の開催、トモエとイチハの婚約発表が行われていた。
結婚式を挙げたカップル
|       | 場所             | 花婿                      | 花嫁1                  | 花嫁2                |
| ----- | ---------------- | ------------------------- | ---------------------- | -------------------- |
| 1組目 | フリードニア王国 | ソーマ・A・エルフリーデン | ユリガ・ハーン         | マリア・ユーフォリア |
| 2組目 | フリードニア王国 | ギャツビー・コルベール    | ミオ・カーマイン       |                      |
| 3組目 | フリードニア王国 | イヌガミ                  | トモコ・イヌイ         |                      |
| 4組目 | ユーフォリア王国 | ハクヤ・クオンミン        | ジャンヌ・ユーフォリア |                      |

フウガ派陣営は、傭兵国家ゼムをハーン大虎帝国ゼム地方として取り込む。ルナリア正教皇国は、フウガ支持派の分裂騒動によって大虎帝国に直接支配されることとなった。
その後、フウガの魔王領完全解放の協力要請により、ソーマ達海洋同盟は魔族に関する情報収集をする。
大陸暦1553年11月、魔王領解放戦争が勃発し、大虎帝国軍は陸地から魔王領の奥地へと向かって進軍を開始するも、巨大キノコ型兵器による被害を受ける。その途中、星竜連峰からの要請で援軍に来たノートゥン竜騎士王国軍と共に大虎帝国軍は兵器を撃破する。
一方海洋同盟もフリードニア王国と九頭龍諸島王国の連合艦隊で、海路から北の果てを目指し、ジャンガル兵器と遭遇する。言葉が通じないことの弊害、九頭龍諸島の艦が緊張状態に耐えられずに動いたことにより、被害を受ける。しかし、その場に現れた聖母竜ティアマトと黒い立方体により、戦闘中止となる。
ティアマトによってソーマらは魔族の都市ハーザルに転送され、黒い立方体の正体にして、魔族を率いる電脳の歌姫（ディーバロイド）MAO（マオ）、コボルトのガロガロ、ジルコマと同じ民族のポコ、バンピールのラビン・ゴア、リザードマンのククドラと対面する。
魔族とは、北の海にある様々な島に住んでいる海の民シーディアンであった。しかし、北で不具合を起こしていたダンジョンが魔物を吐き出し続け、一つの島まで追い詰められて、超大陸ランディアへと転移してきた。
世界の成り立ちを知り、ソーマの血筋により魔物が出てくる転移ゲートを閉じた。これで北半球から魔物が入ってくることを防ぐことができ、魔浪も起きなくなった。
トモエは昔会った老コボルトのガルルン・バートルと再会し、フリードニア王国陣営とシーディアン陣営で親睦を深める。
一方ソーマは、フウガ、MAOと共に、海洋同盟・大虎帝国・シーディアンとの間で停戦内容をまとめる。交渉終了後、北の世界に興味を持ったフウガは、南をまとめて北の世界に乗り出すと語る。それは大虎帝国と海洋同盟との対決することを示唆していた。フウガ派の侵攻に備える為、ソーマ達はシーディアン達と別れ、フリードニア王国に帰還する。

## 登場人物

### 本項について

#### 凡例
作中で主に活動している地域・組織を元に分類（登場当初の組織にいた場合、リンクを表示して示す）

#### キャラクターの記入
- 名前：キャラクター名。物語途中で変更されたら、それも記入。
- 声：担当声優。
- 概要：要素の整理のため、以下のような順で記入。
  - 役割・肩書・異名：物語における役割について冒頭に記載。
  - プロフィール：年齢の変遷、生年月日、身長、出身地などを記載。
  - 人物：そのキャラクターの人物像（性格、人間関係など）
  - 来歴：そのキャラクターの前歴、本編中の動向を記入
  - 由来：そのキャラクターのモデル、渾名の由来

#### 登場人物の仕分け
作中では併合、侵略などで国の情勢も変わる。以下の表は、登場キャラクターの順番に準じた国の順番を表示。この表にある国名を押せば、その国のキャラクターを表示可能。
| 文庫1巻 - 13巻       | 文庫1巻 - 13巻       | 文庫14巻 - 16巻      | 文庫14巻 - 16巻      | 文庫17巻             | 陣営、契約        |
| 文庫1巻 - 3巻        | 文庫4巻 - 13巻       | 文庫14巻 - 15巻      | 文庫16巻             | 文庫17巻             | 陣営、契約        |
| - 大陸暦1546年       | 大陸暦1546年 -       | 大陸暦1550年 -       | 大陸暦1552年         | 大陸暦1553年 -       | 陣営、契約        |
| -------------------- | -------------------- | -------------------- | -------------------- | -------------------- | ----------------- |
| エルフリーデン王国   | フリードニア王国     | フリードニア王国     | フリードニア王国     | フリードニア王国     | 海洋同盟          |
| アミドニア公国       | フリードニア王国     | フリードニア王国     | フリードニア王国     | フリードニア王国     | 海洋同盟          |
| グラン・ケイオス帝国 | グラン・ケイオス帝国 | グラン・ケイオス帝国 | ユーフォリア王国     | ユーフォリア王国     | 人類宣言→海洋同盟 |
|                      | ルナリア正教皇国     | ルナリア正教皇国     | ルナリア正教皇国     | ルナリア正教皇国     | 中立→フウガ派     |
| 星竜連峰             | 星竜連峰             | 星竜連峰             | 星竜連峰             | 中立、騎乗契約       |                   |
| トルギス共和国       | トルギス共和国       | トルギス共和国       | トルギス共和国       | 海洋同盟             |                   |
| 東方諸国連合         | ハーン大虎王国       | ハーン大虎王国       | ハーン大虎帝国       | フウガ派             |                   |
| 傭兵国家ゼム         | 傭兵国家ゼム         | 傭兵国家ゼム         | ハーン大虎帝国       | 中立→フウガ派        |                   |
| ノートゥン竜騎士王国 | ノートゥン竜騎士王国 | ノートゥン竜騎士王国 | ノートゥン竜騎士王国 | 中立、騎乗契約       |                   |
| 九頭龍諸島連合       | 九頭龍諸島連合       | 九頭龍諸島王国       | 九頭龍諸島王国       | 海洋同盟             |                   |
|                      | ガーラン精霊王国     | ガーラン精霊王国     | ガーラン精霊王国     | 中立                 |                   |
|                      |                      |                      |                      | 魔族（シーディアン） | 人類の敵→中立     |

以下の表は作中の主要国家、または陣営に準じた順番で表示。上の表と同じく、以下の表にある国名を押せば、その国のキャラクターを表示可能。
太字はランディア大陸の主要国家。グラン・ケイオス帝国はユーフォリア王国となってから、海洋同盟に加入。
| 文庫1巻 - 13巻       | 文庫1巻 - 13巻       | 文庫14巻 - 16巻      | 文庫14巻 - 16巻      | 文庫17巻                | 陣営、契約        |
| 文庫1巻 - 3巻        | 文庫4巻 - 13巻       | 文庫14巻 - 15巻      | 文庫16巻             | 文庫17巻                | 陣営、契約        |
| - 大陸暦1546年       | 大陸暦1546年 -       | 大陸暦1550年 -       | 大陸暦1552年         | 大陸暦1553年 -          | 陣営、契約        |
| -------------------- | -------------------- | -------------------- | -------------------- | ----------------------- | ----------------- |
| エルフリーデン王国   | フリードニア王国     | フリードニア王国     | フリードニア王国     | フリードニア王国        | 海洋同盟          |
| アミドニア公国       | フリードニア王国     | フリードニア王国     | フリードニア王国     | フリードニア王国        | 海洋同盟          |
| グラン・ケイオス帝国 | グラン・ケイオス帝国 | グラン・ケイオス帝国 | ユーフォリア王国     | ユーフォリア王国        | 人類宣言→海洋同盟 |
|                      | トルギス共和国       | トルギス共和国       | トルギス共和国       | トルギス共和国          | 海洋同盟          |
| 九頭龍諸島連合       | 九頭龍諸島連合       | 九頭龍諸島王国       | 九頭龍諸島王国       |                         | 海洋同盟          |
| 東方諸国連合         | ハーン大虎王国       | ハーン大虎王国       | ハーン大虎帝国       | フウガ派                |                   |
| 傭兵国家ゼム         | 傭兵国家ゼム         | 傭兵国家ゼム         | ハーン大虎帝国       | 中立、人類宣言→フウガ派 |                   |
| ルナリア正教皇国     | ルナリア正教皇国     | ルナリア正教皇国     | ルナリア正教皇国     | 中立→フウガ派           |                   |
| ノートゥン竜騎士王国 | ノートゥン竜騎士王国 | ノートゥン竜騎士王国 | ノートゥン竜騎士王国 | 中立、騎乗契約          |                   |
| 星竜連峰             |                      |                      |                      | 中立、騎乗契約          |                   |
|                      | ガーラン精霊王国     | ガーラン精霊王国     | ガーラン精霊王国     | 中立                    |                   |
|                      |                      |                      |                      | 魔族（シーディアン）    | 人類の敵→中立     |

### エルフリーデン王国／フリードニア王国エルフリーデン地方
主人公ソーマが召喚された国。大陸の南東に位置する中規模国家。人口約200万人。総兵数は約10万人（禁軍＋陸海空軍）。王都パルナム。国土面積だけでいえば魔王領を除き人類国家第二位だが、資源に乏しく国土面積ほどの国力はない。人間族の王を頂点に様々な種族が共存している多種族国家。「人類宣言」非加盟国。モデルはイタリア。
種族差別を嫌った者達が誰にも隷属しないために手を取り合い、それを異世界から召喚された勇者でもある初代国王がまとめ上げることによって建国された有力国家であった。しかし、グラン・ケイオス帝国に触発された先々代王の無理な拡張政策により、エリシャ以外の王族が併呑された者たちの怨恨などで激化した継承権争いで全滅したという血塗られた歴史を持つ。
魔物による被害はないが、食糧難や財政難、経済不況、難民の流入、侵攻を企てるアミドニア公国やトルギス共和国の脅威、グラン・ケイオス帝国との関係悪化など、問題を数多く抱えている。財政難のため、グラン・ケイオス帝国からの戦争支援金供出要請に応えることができず、代替案として「秘儀により召喚された勇者の身柄・所有権の帝国への譲渡」を提示され、勇者召喚の儀を執り行った。
その結果ソーマが召喚され、彼の人材集めなどの政策で大きく解決し、大陸暦1546年11月のアミドニア公国併合によってフリードニア王国エルフリーデン地方となる。

#### 暫定国王・婚約者
ソーマ・カズヤ／相馬一也／ソーマ・A・エルフリーデン／ソーマ・E・フリードニア
声 - 小林裕介
勇者→エルフリーデン王国暫定国王→フリードニア王国暫定国王（大陸暦1546年 - 大陸暦1548年）→フリードニア王国第14代国王（大陸暦1548年4月 - ）、海洋同盟の盟主（大陸暦1549年 - ）、フリードニア皇帝（大陸暦1552年 - ）。
本作の主人公。勇者王。人材狂い。フリードニア大王。フリードニア皇帝。
現代日本から異世界へと召喚された勇者。闇系統魔法を使用できる。将来の夢は地方公務員。現実主義的な性格だが、家族に対しては損得勘定を抜きにして考えることも。
両親は物心つく前に亡くなり、祖父母に育てられた。祖母亡き後、ソーマの大学合格を見届けるようにして、最後の肉親である祖父を亡くす。
天涯孤独となった中、異世界のエルフリーデン王国に勇者召喚される。帝国に売り飛ばされないようにする為、保身を図る。各種資料を読ませてもらった上で、支援金を支払えることが可能で、それにより稼いだ時間で富国強兵政策を行い、帝国と交渉できる国家にするという提案をした結果、アルベルトに王位を譲位され、リーシアと婚約される。
国家運営を軌道に乗せるところまでやって、あとは王国の者たちに任せるつもりだったが、神護の森での災害救助、1週間戦争を経て、真剣に国王としてやっていくことを決意する。
唯才令などで人材集めをして、国の基盤を固め、食糧難などの問題を解決する。1週間戦争やアミドニア公国内乱を経て、フリードニア王国を建国する。その過程でアイーシャ、ジュナ、ロロアとも婚約し、グラン・ケイオス帝国のマリア、ジャンヌと秘密同盟を結ぶ。
大陸暦1547年 - 大陸暦1548年は、啓蒙活動を行い、他にも将来グラン・ケイオス帝国が方向転換、または新たな強国が現れた時の為に軍備増強する。星竜連峰でナデンと契約・婚約し、帝国やトルギス共和国と医療・技術同盟締結も行い、共和国元首の息子クーとも親交を深める。
東方諸国連合の魔浪では、帝国の要請に従い、ラスタニア王国やチマ公国に援軍を派遣し、魔物を殲滅する。まずは、1週間戦争で敵対したユリウスからも援軍要請の来たラスタニア王国へ軍を率いる。そこでユリウスと再会・和解し、ラスタニア戦線での指揮を彼に任せる。この一件でユリウスや竜騎士王国王女シィルと友誼を結ぶ。ラスタニア王国戦後は、まだ魔浪が鎮圧されていないチマ公国に軍を動かす。そこでマルムキタン国王フウガ、その妹ユリガ、チマ家末子のイチハ達と出会う。魔浪戦終了後、フウガが将来大陸統一に乗り出すことを警戒する。その彼から預かったユリガ、魔物の体系化をしたイチハを連れて帰国する。帰国後に戴冠式・結婚式を挙げ、正式に国王即位し、ソーマ・A（アミドニア）・エルフリーデンと改名。
国王即位後は、東西リアル歌合戦、魔物学シンポジウム、オバケ祭りの開催、傭兵国家ゼムを訪問する。ハクヤとイチハが共著で制作した魔物事典をマリア、ユリウス、フウガにも送った。その後、九頭龍諸島連合の王シャナと組み、親子島沖海戦でオオヤミズチ退治を行う。オオヤミズチ退治戦を機に、クー、シャボンと協力して、フリードニア王国、トルギス共和国、九頭龍諸島連合との間で海洋同盟を結ぶ。地理上の関係で海軍戦力を持たないクー、オオヤミズチの件で借があるシャボンが立てた為、海洋同盟の盟主となる。
東方諸国連合統一戦争時は、黒猫部隊とユリウスから東方諸国連合の情報を集め、戦争に関与しないことを決める。ただし、ティア達ラスタニア王家関係者、メアリ達ルナリア正教皇国関係者、サミ・チマの亡命、ユリウスの仕官を受け入れる。
精霊王の呪い発生時は、大陸主要6カ国でバルム・サミットを開き、事態収拾させる。
大虎ケイオス戦争時は、フウガの意向でユリガと婚約することになり、海洋同盟に動かないよう釘を刺される。しかし、ゼムでマリアと交わした約束により、海洋同盟を武力介入させ、停戦する。マリアと婚約後は、ソーマ・E（ユーフォリア）・フリードニアと改名する。
翌年の大陸暦1553年は、生涯2度目の結婚式でユリガとマリアを嫁に迎える。その後の魔王領解放戦争では、マオ達魔族（シーディアン）と対面する。マオと共に異界ゲートを閉じて、シーディアン達との和解、大虎帝国軍を停戦させるよう尽力し、事態収拾後はフリードニア王国へと帰国し、フウガ達大虎帝国に備える。
名前
現実世界にいた頃の本名は相馬一也（そうま かずや）。異世界では欧米と一緒で名前が先に出ることを知らず、そのまま名乗ってしまい、フルネームはソーマ・カズヤとなる。
その2年後（大陸暦1548年）、戴冠式・結婚式後はソーマ・A（アミドニア）・エルフリーデンと改名。
大陸暦1552年、マリアと婚約後はソーマ・E（ユーフォリア）・フリードニアと改名する。
年齢
勇者召喚時は現実世界年齢だと満18歳（数え年で19歳）。
ただし、異世界は1週間8日なので、それで換算するとジュナより年下（それが判明したのは大陸暦1547年の花嫁育成講座時）。
18歳（大陸暦1546年時点）→19歳（大陸暦1547年時点）→25歳（大陸暦1553年時点）。
君主論
マキャベッリの君主論や現代知識を参考に改革を行っているが、これらの知識を得ることは現代人なら決して難しくないこともあり、そこに関して過度に自慢したり誇ったりすることは基本的にない。
生きた騒霊たち（リビング・ポルターガイスツ）
ソーマが勇者召喚されたときに得た固有能力。
異世界での魔法体系では闇属性に該当する。物体に意識をコピーして操る能力で、軽ければ軽いほど自由自在に操ることができ、更に俯瞰的に見ることが可能。意識をコピーする関係上、同時に別の行動をすることも本体が休憩している最中に独立して活動することも可能。有効距離は100mだが、媒介するものを人形にすることでそれを突破することが可能。その特性上書類仕事などに非常に有効であり、国王就任直後の各種財源確保はこの力で乗り切ったといってもいい。また人形による有効距離の拡大は汎用性が高く、木彫りの動物を使って普通では入れないところを探ったり、精密な人の腕を模した「コーボー・アーム」によって遠出しながらも書類仕事を行ったり、王都に連絡するなど、できることがどんどん増えている。特撮番組の変身シーンじみた真似までやったことも。
戦闘において
自分の住んでいたところのゆるキャラ「ムサシ坊や君」を模した着ぐるみや人形を使って戦うことができる。無駄に金を使って(王としての私的に使える範囲内であり、贅沢をしないソーマだからこそできる金だが)最高峰の素材を使って作られており、地味に高性能。本人が戦うよりはるかに強いのだが、周りにさらに上回る実力者もいるためあまり使わないものの、  大型の着ぐるみに入ってパワードスーツのように使ったり、中型の人形を複数運用して多角的に戦うこともできる。
国王として
国王としては人材狂い、勇者王と呼ばれる。彼が王として唯一誇っていることは人材運用。事実、後年で最も戯曲化された偉業は最初期の人材集め（唯才令）である。
ポンチョ、ジンジャー、イチハなど面白い人材と出会う時は活き活きしている。
フウガの人物評では山よりデカい亀と称されている。動きは鈍く派手さはないが、一度動き出せば山さえ砕き、地形さえも変えてしまう。尻尾には無数の蛇を飼っており、その蛇たちは亀の意思に関係なく、亀に危害を加えるような者に容赦なく襲いかかるとしている。
五色の名臣
ソーマには有能な家臣がおり、後年の人々によって自分の思う組み合わせで括りを作って呼んだ名家臣の1つ。リーシア、ハクヤ、ハルバート、ユリウスの4名は確定とされているが、5人目はエクセル、セバスチャンなど諸説あり。
- 【金の氷城】リーシア・エルフリーデン：ソーマを献身的に支えた妃
- 【黒衣の宰相】ハクヤ・クオンミン：政略で支えた宰相
- 【赤鬼】ハルバート・マグナ：戦場で武功を揚げた武将
- 【白の軍師】ユリウス・ラスタニア：軍略で支えた軍師
- 【蒼の歌姫】エクセル・ウォルター
- 【銀鹿】セバスチャン・シルバディア

勇者召喚
エルフリーデン王国に伝わる儀式で、過去に2度使用した。1度目は王国建国時（大陸暦1046年頃）に初代国王を、2度目はグラン・ケイオス帝国に突き付けられた『戦争支援要請』の支援金の代わりとして（大陸暦1546年）にソーマを召喚した。勇者とは「時代の変革を導く者」とされている。。
元は旧人類（地球の人類）が大量の物資や移住してくる人々を運搬する目的で建設されたもの。そのエネルギー源であるナノマシンの多くは、地中深くに眠っており、人一人を呼び出すのに数百年単位の充填期間が必要となる。パルナムの上に都市を築いて、人々の生活の中から少しずつエネルギーを蓄えるように改造し、不具合を起こした管理者（マオやティアマト）が現れたときに止める手段として、管理権限を持つ地球人を召喚できるように造り替えられていた。召喚された者がランディア大陸の人類とコンタクトがとれるよう、翻訳能力も追加されている。
勇者召喚の条件は以下の条件になっていた。
- 【大体20世紀から22世紀くらいの人物】
- 失踪しても影響の少ない【家族のいない天外孤独な若者】

結婚式
作中で2度結婚式を挙げたことがある。1度目はリーシア、アイーシャ、ジュナ、ロロア、ナデンの5人。2度目はユリガ、マリアの2人。
王国では愛人枠の側妃が正妃に気遣って出席を辞退するケースもあったが、ソーマやリーシアの意向で、結婚式は正妃・側妃に関わらず、皆で一緒に挙げることになっていた。
ロロアの発案で、ソーマ達の結婚式時は家臣が王都中で結婚式を挙げることになっている（第1次・第2次合同結婚式）。
|       | 時期            | 花婿                      | 花嫁1                    | 花嫁2                  | 花嫁3          | 花嫁4              | 花嫁5            |
| ----- | --------------- | ------------------------- | ------------------------ | ---------------------- | -------------- | ------------------ | ---------------- |
| 1度目 | 大陸暦1548年4月 | ソーマ・カズヤ            | リーシア・エルフリーデン | アイーシャ・ウドガルド | ジュナ・ドーマ | ロロア・アミドニア | ナデン・デラール |
| 2度目 | 大陸暦1553年1月 | ソーマ・A・エルフリーデン | ユリガ・ハーン           | マリア・ユーフォリア   |                |                    |                  |

リーシア・エルフリーデン
声 - 水瀬いのり
エルフリーデン王国王女→エルフリーデン王国暫定国王の婚約者（大陸暦1546年）→フリードニア王国第一正妃候補（大陸暦1546年 - 大陸暦1548年）→フリードニア王国第一正妃（大陸暦1548年 - ）。
17歳（大陸暦1546年時点）→18歳（大陸暦1547年時点）→24歳（大陸暦1553年時点）。
本作のメインヒロイン。金の氷城。プラチナブロンド髪で、赤を基調にした軍服を着た人間族の少女。水系統の氷魔法の使い手。武器はレイピア。アルベルトとエリシャの娘。
戦闘能力は当然ソーマより上であり、前線で戦闘を行うことも。士官学校を卒業後、陸軍に所属していた。陸軍大将ゲオルグに師事しており、彼を敬愛している。
ソーマと最初に婚約した関係で立ち位置が第一正妃であり、ソーマの嫁達を束ねるリーダー的存在となる。ロロア、ナデン、マリアを嫁にするときはリーシアに最終判断を仰ぐ。ソーマの意思を無視して、ユリガも嫁申し出する際の相談相手となっていた。付き合いの長さもあってソーマの暴走しやすい所、弱点を見越して他の嫁達に指示を出す。反面、第一正妃でありエルフリーデン王家の血を継いでいることが重なっているため、権威的にナンバー２であることから、国外での活動ではソーマとともに行動できないことが多々ある（傭兵国家ゼム、九頭龍諸島連合など）。
軍人になりたくて士官学校入学するが、姫のすることじゃないとゲオルグに反対されていた。士官学生時代に言い寄る男達を冷たくあしらったことにより、金の氷城という二つ名がついた。士官学校卒業後は、ゲオルグの手元に置かれて、督戦、各地の慰問や兵士の激励などの仕事を任されていた。地方巡査の任務についていた中、ソーマの婚約者とされ、簒奪を疑い、急ぎパルナム城に戻る。アルベルトやソーマから事情を聞き、ソーマに王の資質を見出したことを機に、彼を支援することを決心した。
ソーマの嫁としては、ソーマの強さを引き出す。反面ソーマより年下なので、自分の前では弱いところを見せまいと虚勢を張ると分かっているので、立ち振る舞いが大人びているジュナに励まして欲しいとお願いすることも。
1週間戦争も乗り越え、報奨の場ではアイーシャを娶るか迷っているソーマに対して背中を押す。同じソーマの嫁となったアイーシャ、ジュナとは戦友であり、敵国の公女だったロロアとは姉妹のような関係になっており、嫁間の仲は良好。普段泣きもしないが、旧貧民街の難民キャンプで、難民の子供を誘拐しようとした奴隷商一味と戦う時、戦えないソーマが前に出た時は涙声になって怒った。大陸暦1546年12月31日にソーマにプロポーズされる。
翌年（大陸暦1547年）、パルナム城に来たナデンとも親睦を深め、彼女の婚約を許可する。嵐が来た星竜連峰では竜たちの指揮を執る。星竜連峰での嵐解決後は体調崩し、フリードニア王国に残る。ヒルデに診てもらったところ、双子を妊娠しており、アルベルトの旧領に戻り、大陸暦1547年12月21日に双子のシアン、カズハを出産する。出産後に眠り、夢の中でソーマの祖父母と出会う。
ソーマの国王即位時、正式にフリードニア王国第一正妃となる。
その後は、ハクヤと共にユリガの扱いに困っていたソーマから相談を受ける。魔物学シンポジウムではソーマを補佐し、東西リアル歌合戦では、白馬に乗ってアイーシャを助太刀してレポリナを追いかける。
傭兵国家ゼムの大武術大会、九頭龍諸島連合での親子島沖海戦では、シアン達の面倒を見る為、フリードニア王国に残る。
精霊王の呪いでは、バルム・サミットに参加し、マリアと交流を深める。
大陸暦1552年では、ソーマ達と共にトルギス共和国で行われるクーの結婚式に参加し、その後のスキーを楽しんだ。その合間、ユリガの相談を受けて、ソーマの嫁達と共にユリガと婚約させる代わりに、大虎王国がフリードニア王国と争わないように危機感を煽らせていた。大虎ケイオス戦争後、敗戦国の女皇となり、重責を背負うマリアを甘やかして欲しいとソーマに頼む。帝都ヴァロアに到着し、2年振りにマリアと再会し、ソーマに嫁ぐことを許可した。
魔王領解放戦争では、ロロアやマリアと共にフリードニア王国に残る。

#### 主要家臣
大陸暦1546年、ソーマの人材集め（唯才令）で集結し、その中で稀有な才を示した5人の家臣。唯才令での主役は3人いるとされ、ハクヤ、ポンチョは確定としたが、3人目はアイーシャ、ジュナ、トモエのどちらかで諸説は分かれている。
アイーシャ・ウドガルド／アイーシャ・U・エルフリーデン
声 - 長谷川育美
「神護の森」の住民（ - 大陸暦1546年）→国王の護衛役（大陸暦1546年）→東風侍、エルフリーデン王国暫定国王の婚約者（大陸暦1546年）→フリードニア王国第二正妃候補兼東風侍（大陸暦1546年 - 大陸暦1548年）→フリードニア王国第二正妃兼東風侍（大陸暦1548年 - ）。
外見年齢19歳前後。実年齢は不明だが、ダークエルフの適齢期だと30年以上生きている。
2人目のヒロイン。東風侍。褐色肌に銀色のポニーテールが特徴的なダークエルフの女性。ソーマの唯才令で集まった1人。ダークエルフ族長ボーダンの娘。風魔法の使い手。エルフリーデン王国（後のフリードニア王国）最高クラスの戦闘能力を持つ大剣使い。「武」の才能をもち、故郷の「神護の森」における窮状を訴えるために武闘会に出場し優勝を果たす。
ソーマの唯才令で重罰覚悟で直訴をし、そこから来たソーマの言葉に感銘を受けて忠誠を誓い、惚れ込む。ただし、当初の威厳が飛んでおり、ソーマからの認識としては「玩動物（ペット）っぽい」で、エクセル主催の花嫁育成講座で聞いた人たちはみな納得した。
故郷である神護の森での災害が起きた際、ソーマの補佐をする。
1週間戦争時のカストール戦ではソーマ、リーシアと連携して、勝利する。アミドニア公国軍との戦いではリーシアの護衛につく。
ジャンヌが交渉時、ソーマに帝国に来て欲しいと暴言（暴言許可を得た上で）を聞いた際は、剣に手をかけていた。ソーマがペットに注意するような形でしており、アイーシャの扱いは雑になっていた。1週間戦争後の報奨時では、正式に国王直属の東風侍となる。これまでは押しかけ護衛（ソーマのポケットマネーで雇用した傭兵）だったが、騎士扱いとなり国から俸給が出る形となった。更に父・ボーダンの願い、リーシアの説得により、ソーマと婚約する。
カストール、カルラの裁判、アミドニア公国併合時での表彰などで護衛をする。同じくソーマの婚約者となったロロアとも気が合っている。
大陸暦1547年の春告祭に参加時は、学生服を着て変装していた。
星竜連峰でソーマが連れて行かれた時は、狼狽・暴走し、その跡が後に農業用のため池に使用されることになった。また、ソーマを連れて行った星竜連峰の使者にも斬りかかっていたが、ソーマを連れてきたナデンには感謝しており、特にナデンがソーマと婚約することについては反対しなかった。
トルギス共和国への外遊時は、ソーマの護衛を務める。途中、リーシアから妊娠報告の手紙が届いた際、帰国しようとしたソーマを止める。クーとは早食いで競い合い、結果は、早食いだとクーが勝つが、量ではアイーシャが勝った。新たなダンジョン出現時は、戦闘分析でソーマに助言し、共和国組と共闘する。 王国帰国後、結婚の挨拶でソーマやナデンと共に、神護の森にいるボーダンに会い行く。
東方諸国連合の魔浪では、ラスタニア王国戦からチマ公国戦まで、ソーマに同行する。
ラスタニア王国戦では、魔物の生態を知る為、リザードマン1体を捕獲する。敵対していたユリウスとはティアと婚約する前まで、警戒していた。ルドウィン達フリードニア王国軍本隊到着時、ソーマ自ら先遣隊を連れて行ったことをルドウィンに咎められ、リーシアから共犯として説教決定したら、ロロア、ナデンと共にしばらくリーシアに会いに行くのをやめようと話していた。ジルコマとローレンを見て、ソーマに褒めてもらいたいと苛立つき、リザードマン達を薙ぎ倒していった。ラスタニア王国戦終了後の宴会では、ソーマに甘えていた。
チマ公国戦では、フウガと出会い、彼の戦闘力は自分以上だと警戒する。途中、トモエやイチハに絡んだ男達をアイアンクローで威圧し、チマ公国戦の合間にフウガと手合わせしていた。チマ公国戦終了後の懇親会で、ソーマに言い寄る各国首脳陣を、ジュナ、ナデンと共に牽制する。
ソーマの国王即位時、フリードニア王国第二正妃となり、アイーシャ・U（ウドガルド）・エルフリーデンと改名し、国王護衛役も兼務する。
新婚初夜でソーマと過ごす。アイーシャの部屋は、全体的には質素で壁に盾などの装備品が掛けられている。いつもの軽装鎧を掛けてあるマネキンの頭には、猫耳カチューシャが乗っかっていた。ソーマの趣味で作ったクマのぬいぐるみが枕元に置かれていた。東西リアル歌合戦では、クー、ハルバートのコンビと戦う。
傭兵国家ゼムの大武術大会では、ソーマに同行する。帝国との会談で、マリアと食関係で意気投合する。
親子島沖海戦では、九頭龍諸島連合に行くソーマに同行し、戦時中は甲板に出てオオヤミズチが投げるてくるものを斬る。戦後はオオヤミズチ処理の宴でソーマの料理を堪能する。
東方諸国連合統一戦争が起きた後、トルギス共和国へ帰国するレポリナ達を見送る。
翌年の大陸暦1550年では、ゲルラが謁見時に妃代表兼護衛役として参加する。精霊王の呪いでは、竜騎士王国に行くソーマに同行する。
クーの結婚式でトルギス共和国に来た際、リーシアの娘・カズハの面倒を見ていた。大虎ケイオス戦争では、リーシアの護衛につく。
フリードニア王国での合同結婚式前は、マリアやユリガとお茶会をする。魔王領解放戦争では、ソーマに同行する。
東風侍の由来は、三国志に出てくる曹操の親衛隊長・許楮のあだ名「虎痴」からとったもの。本家は「虎のように強いが阿呆」という意味なので、「東風」という字を当てた。
ジュナ・ドーマ／ジュナ・ソーマ
声 - 上田麗奈
エルフリーデン王国海軍海兵隊長カナリア→エルフリーデン王国暫定国王の婚約者（大陸暦1546年）→フリードニア王国第一側妃候補（大陸暦1546年 - 大陸暦1548年）→フリードニア王国第一側妃（大陸暦1548年 - ）。
18歳 - 19歳（大陸暦1546年時点）→19 - 20歳（大陸暦1547年時点、ソーマより1つ年上の為）→26歳（大陸暦1553年時点）。
3人目のヒロイン。第一歌姫（プリマ・ローレライ）。ソーマの唯才令で集まった1人。
青髪の人間族の美少女で性格は大人びている。水系統魔法の使い手。歌声喫茶ローレライで働く。東方諸国連合との国境線に近い小さな港町の出身。
現代日本の曲でもすぐに覚えるなど歌唱力および踊りの才能をもっている。またその美貌も当代随一。
実は海軍大将エクセルの孫娘の一人。ローレライ、蛟龍族の血を引いている。エクセル配下の海軍にも所属しており、海軍内で唯一、奇襲戦・上陸戦を想定している特殊部隊“海兵隊”のリーダーカナリア。武勇だけでなく諜報にも秀でる。エクセルの息子（ジュナの父親）の1人がラグーンシティで商家を営み、ローレライを祖先に持つドーマ家に婿入りし、生まれたのがジュナであった。
急な王位交代劇を怪しんだエクセルによって、ソーマに王としての資質があるか見極めるための密偵として王都パルナムに派遣され、人材集めのイベントをきっかけにソーマに近づいた。ソーマの唯才令で歌を披露し、登用される。王様のブリンチでポンチョと共に司会、歌声喫茶ローレライを営業などを行い、その傍らプロジェクトローレライを進める。後に王国随一の歌声を持つ第一歌姫（プリマ・ローレライ）として国民から慕われる。歌声喫茶ローレライでの出来事があった後、ソーマに自身の正体を教え、エクセルとのパイプ役となる。
1週間戦争では、海兵隊を率いて、アミドニア公国軍を奇襲する。公都ヴァン占領時、プロジェクト・ローレライの一環で、娯楽番組に歌姫として参加する。その功績とエクセルの助言で、ソーマの婚約者となる。ただし、ジュナの場合は第一の歌姫として人気も高く、もし婚約を発表した場合、王都で暴動が起きる可能性があるので先送りとなる。歌姫が集まり、路線を継承できる人材が育ったら、迎えにあがることになった。
翌年（大陸暦1547年）、啓蒙活動の一環で始めた教育番組で、ボーイッシュな姿でジュナお姉さんとして参加する。これは、ソーマの私情も挟んでおり、国民の反発を少なくする為でもあった。その後、エクセルやカストールがいる海軍基地に行くソーマに同行する。
エクセル主催の花嫁講座では、ソーマの評価は、容姿や歌声だけでなく心根も綺麗、美しいとのこと。仲間の中ではいつも一歩引いた場所から、全体を見ている理想の女性とのこと。ただし、大人過ぎて甘え下手な面もあると評している。またソーマが現実世界年齢でなく、作中の世界で計算すると年下であることが判明すると、珍しく取り乱していた。
東方諸国連合の魔浪時は、ラスタニア戦後に到着し、最終兵器を利用してエクセルを帰国させる。その後、チマ公国に行くソーマ達に同行する。
ソーマの国王即位時、フリードニア王国第一側妃となり、ジュナ・ソーマと改名。
東西リアル歌合戦では、歌手として参加する。 ソーマ達が傭兵国家ゼムに行く際、九頭龍諸島連合の情報収集を行う。
九頭龍諸島連合に行く頃、妊娠していたがソーマのことが心配なのでそのことを隠し、オオヤミズチ退治戦でエクセルと共に指揮を執る。
その翌年（大陸暦1550年）、エンジュ・ソーマを出産する。
大陸暦1551年から大陸暦1552年の間、息子・カイトを出産し、クー達の結婚式の際、ソーマ達家族で共和国に行く。ユリガがソーマに嫁ぐ為に協力し、フウガへの手紙の監修を行っていた。マリアがソーマと婚約・結婚後は、彼女と共にチャリティーコンサートを開催した。。
トモエには大人らしい手腕や立ち振る舞いなどを教えていた。魔王領解放戦争では、ソーマに同行する。
ハクヤ・クオンミン／ハクヤ・ユーフォリア
声 - 興津和幸
エルフリーデン王国宰相→フリードニア王国宰相（大陸暦1546年 - 大陸暦1552年）→フリードニア王国王配・宰相兼ユーフォリア王国宰相（大陸暦1552年 - ）。
24歳（大陸暦1546年時点）→31歳（大陸暦1553年時点）。
「法」の才能を持つ黒衣の青年。人間族。黒衣の宰相。ソーマの唯才令で集まった1人。国法を暗唱し、天文学から地質学まであらゆる学問を収めている傑物。
唯才令では、叔父からの他薦で参加したが、一見して分かりにくいポンチョの才能を見極め、歓迎するソーマの対応を見て心変わりし改めて、ソーマの覇業を支えると申し出る。マルクスに預けられ、宰相の座を渡され、黒衣の宰相と呼ばれる参謀として活躍しソーマを支える。
政治方面でも軍事方面でも優秀な才覚を保有し、またソーマが語る君主論などの偉人がつ立てた知識や言葉も、真摯に受け止め参考にできる柔軟性も保有。基本的に口うるさい立場でソーマの威厳維持など小言や交渉や会議において冷酷よりな意見をいうが、ソーマ自身がそういう立場の者がいることの必要性やあえてそう言う意見や認識を提示させていることを理解し、またハクヤもソーマにとって威厳が欠ける在り方が必要であることを感じているため、関係は良好。自身もトモエに請われて勉学を教えるなど、ソーマからは意外と甘い所もあるとみられている。
1週間戦争では、アミドニア公国軍を誘い出したり、ソーマの能力を利用して、国境線周辺の民を避難させるなど、その頭脳を発揮する。その傍ら、トモエの教育係となる。
1週間戦争後、ヴァン返還の交渉をしに来たジャンヌとは君主に振り回される身として意気投合し、親交を深める。
翌年、貴族からソーマに来るお見合い願いを跳ね除ける為、星竜連峰やトルギス共和国へ外遊させるようお願いする。
東方諸国連合の魔浪では、王国に残っていた。その途中でエクセルをラスタニア王国に派遣する。彼女がラスタニア戦終了後にも帰国しないことを見越して、ジュナを派遣する。
ソーマ達の帰国後、チマ公国から来たイチハ・チマ、マルムキタンから来たユリガ・ハーンを教え子に加える。
その後、魔物学シンポジウムを開き、イチハと共に魔物辞典を発行する。
傭兵国家ゼムでは、グラン・ケイオス帝国上層部と直接会談をする為、ソーマに同行する。会談後はジャンヌの苦悩を聞いてあげた。
精霊王の呪い発生時は、トモエ、イチハ、ユリガ、ヒルデ、ブラッド達と共にガーラン精霊王国に行く。そこでシュウキンやエルルとも合流し、事態収拾に取り組む。
大虎ケイオス戦争前、フリードニア王国のことを考えると帝国は見捨てた方がいいという結論に至るが、ジャンヌを見捨てることになるため、苦悩する。しかし、ソーマからマリアの意向を知り、海洋同盟を帝国に武力介入させ、その指揮を行う。停戦後、ジャンヌと婚約する。フリードニア王国宰相代理は弟子であるイチハを推薦する。
翌年の大陸暦1553年、ジャンヌと結婚する。魔王領解放戦争前の魔族調査では、サミ・チマをユーフォリア王国に招待する。
トモエ・イヌイ
声 - 佳原萌枝
エルフリーデン王国難民→エルフリーデン王国王女（大陸暦1546年 - 大陸暦1547年）→フリードニア王国王女兼王立アカデミー生徒（大陸暦1548年 - 大陸暦1552年）→フリードニア王国侍中候補（大陸暦1552年）→フリードニア王国侍中（大陸暦1553年 - ）。
10歳（大陸暦1546年時点）→15歳 - 16歳（大陸暦1552年時点）→17歳（大陸暦1553年時点）。
妖狼族の少女。賢狼姫。ソーマの唯才令で集まった1人。動物の言葉を理解し会話する才能がある。その才で、魔族との会話も可能（闇系統魔法）。
元は北方に住んでいたが、事前に危機を知らせてくれた魔族のコボルト（ガルルン・バートル）によって、魔王領拡大の影響から逃れた。故郷を追われ、難民としてエルフリーデン王国に住んでいた。
唯才令では、厩舎で馬の健康状態から来歴まで全て言い当てた。謁見の間でソーマにコボルトのことを耳打ちで伝えた。この事を下手に知られると国際情勢が混乱すること確定で彼女を暗殺するものまで出かねないこともあり、国内でも機密事項にした上で、登用後は護衛を兼ねて王宮に住まわせるため前王夫妻の養子となり、リーシアの義妹となる。そして、家族ごと城内に退避させられている。
各種動物と直接交渉することで調教の手間を大幅に省き、原生生物相手でも繁殖条件を早急に把握することも可能。これによりゼルリンの繁殖による食料や医療面での貢献、ライノサウルストレインによる運搬面の大幅改善、ポンチョと共に猩々との交渉によるアミドニアの食糧難改善などに多大な貢献を果たしており、のちに賢狼姫と呼ばれることになる。
1週間戦争の翌年（大陸暦1547年）、ソーマ達と共に星竜連峰、トルギス共和国に行く。
東方諸国連合での魔浪では、ラスタニア王国、チマ公国に行く。そこで友となるイチハ、ユリガと出会う。
ソーマの即位後は、イチハ、ユリガと共に王立アカデミーに入学し、ヴェルザ、スールーとも親交を深める。
オオヤミズチ退治戦前は、ソーマやイチハ達と共に、九頭龍諸島へ行き、オオヤミズチの感情を読み取る。
精霊王の呪い発生時では、イチハ、ユリガ、ハクヤ、エルル達と共に、事態収拾に取り組む。
王立アカデミー卒業後は、背、髪も伸び、身体付きも段々と女性らしいものへと変化している。勉学の傍ら、ジュナから礼儀作法や美しく見える挙措などを習っていたこともあってか、佇まいだけで、見る人を圧倒する可憐さも備えていた。能力を利用して生き物の生育環境を整える仕事をし、マルクス引退後の後任として侍中を務める。
フリードニア王国の合同結婚式前は、イチハと婚約する。母トモコが護衛役であるイヌガミと再婚することには賛成した。魔王領解放戦争では、恩人であるガルルン・バートルと再会し、交流を深める。帰国後は王立アカデミー時代の友人達と同窓会をし、イチハとのラブラブなところを見せつけ、ソーマと仲が発展しないユリガを焚きつける。
ポンチョ・パナコッタ／ポンチョ・イシヅカ・パナコッタ
声 - 水中雅章
エルフリーデン王国食料問題担当大臣→エルフリーデン王国農林大臣→フリードニア王国農林大臣（大陸暦1546年 - ）。
27歳（大陸暦1546年時点）→34歳（大陸暦1553年時点）。
ポッテ村出身の寸胴体型で気弱な人間族の男性。食神イシヅカ様。ソーマの唯才令で集まった1人。
「食」の才能をもち、食材の生息地や自生地に加え、現地人にだけ伝わる郷土料理の調理法にも詳しい。ソーマよりイシヅカの氏を授かり、食糧問題担当大臣に任命される。
後に農林大臣として王国の食を支え、王国民からも食の神様、食神イシヅカ様と称される。その名前は、アミドニアの食糧難も解決したことで、三国医療同盟結成まで交流が乏しいトルギス共和国にも轟いていた。
食い意地が張っており様々な食を楽しむために散財までしていることから周りから馬鹿にされており、当人も気弱なためその評価に反論はしなかった。しかしそれゆえに食糧難の即効性のある対応策（エルフリーデンではあまり知られていない食用可能な動植物）に対する知識は絶大で、ソーマやハクヤからも一目置かれている。
食糧難エルフリーデン王国（後のフリードニア王国）農林大臣を任命され、補給部隊に彼がいるという事実だけで士気が上がるほどになる。その才能から、ソーマからは召喚前の自分の世界の料理の再現を頼まれており、ソーマが製造方法を知らない調味料も、断片的な情報から再現することに成功するなど、専門分野において優れている。
ラーメンの再現をしていた際、セリィナがポンチョが作るB級グルメの虜となり、それ以来補佐をお願いし、そのお礼にセリィナに新作を食すという凸凹コンビに近い立場となっている。1週間戦争後、帝国の山間部に住む民族から猩々を使ってリリー根団子を回収することを教わり、ヴァンで食糧難解決の為、トモエとセリィナと共に、リリー根団子の配給ができるようにする。
ワイストの準備が整うまで、新都市ヴェネティノヴァの知事に任命される。縁談の話が大量に舞い込んできたときは、セリィナによって自惚れた女性達は跳ね除けられていた。セリィナによって、B級グルメの魅力に取り憑かれたコマインの仕官を許可され、後日お見合いの際、2人が控えることになった。
東方諸国連合の魔浪時は、ポンチョが兵糧輸送を担当することになり、セリィナ、コマイン、フリードニア王国軍本隊と共に、ラスタニア王国へ行く。
帰国した翌年（大陸暦1548年）、セリィナ、コマインと結婚し、その後マリン、マロンを儲ける。
親子島沖海戦後は、オオヤミズチの死体処理の指揮を執る。
大虎ケイオス戦争後は、竜騎士王国の運び屋でガーラン精霊王国へ行き、交易品を調査した。セリィナとコマインが子供二人目を欲しがったせいで体型が痩せている。

#### 軍事関係者
王国の軍事構成
三公に率いられた陸海空軍、王家直属の禁軍、貴族の私軍がある。
空軍
飛竜騎兵。知性がなく、前足部分が翼となっている飛竜（ワイバーン）に騎乗して飛び、火薬樽を落とすなどして爆撃などを行う。戦力は1千騎兵（飛竜騎兵1騎は陸軍100人に相当するので、陸軍計算だと10万となる）。
海軍
戦艦を大型の海洋生物に牽かせている。海上では魔法が使用しにくくなるため、主要な攻撃手段は大砲である。上陸戦用に海兵隊もいる。戦力は1万。
陸軍
近接武器、騎馬、弓矢、魔法を駆使して戦う。攻城戦用の大砲もある。装備は軍服か甲冑のどちらかである。軍服は機動力に優れ、甲冑は軍服よりも防御力を強化できるため、使用する者の好みや兵科によって異なる。戦力は4万。

##### 禁軍
国王直属の軍隊。有事の際、近衛騎士団長が指揮する。戦力は4万強。
ルドウィン・アークス／ルドウィン・M・アークス
声 - 古川慎
エルフリーデン王国近衛騎士団長→フリードニア王国国防軍副総大将。
27歳（大陸暦1546年時点）→34歳（大陸暦1553年時点）。
ストレートの長い金髪、フリューテッドアーマーを装備した近衛騎士団長。ソーマの配下の中では、人材集め（唯才令）より前からいる古株の配下。
禁軍のトップは国王であるソーマだが、有事の際は近衛騎士団長である彼が、禁軍を指揮する。
必要なら勝ちが決まった状態でもあえて命を懸ける度胸もあり、またソーマを立てるために相対的に頭の固いふりも演ずることができるやり手。
1週間戦争では、禁軍総大将として采配を振るうが、必要とあらば総大将自ら突撃して、あとで副官のカエデに怒られている。1週間戦争後、フリードニア王国国防軍副総大将となり、将来はフリードニア国防軍総大将となる予定。
幼馴染でもあるジーニャに対しては惚れた弱みもあって弱く、研究費用の援助のために高給取りでありながら、食堂では一番安いメニューばかり食べたり、竜の骨を勝手に持ち出されたり、振り回されている。優秀な彼女を確保したかったソーマの推薦で婚約する。
翌年（大陸暦1547年）、ジーニャの相方メルーラの保護者でもあるソージとは気が合う。
東方諸国連合の魔浪では、ラスタニア王国やチマ公国に援軍派遣時、実質的な総大将として軍を率いる。また、ユリウスとは、1週間戦争時の実力で互いに認め合っていた。
帰国後、ジーニャと結婚し、ルドウィン・M（マクスウェル）・アークスと改名する。
東西リアル歌合戦では、守備軍大将を務める。
大虎ケイオス戦争では、取り乱すトリルに対しては海洋同盟の動きを守秘義務で答えずに励まし、リーシアやエクセル達と共に軍を率いる。
魔王領解放戦争では、国防軍の陸軍・空軍（島形空母の飛竜騎兵とハルバート旗下の竜挺兵以外）と共に国に残り、ジャンヌやクーと連携して防備に徹する。
ハルバート・マグナ／ハル
声 - 八代拓
エルフリーデン王国陸軍士官→エルフリーデン王国禁軍士官（大陸暦1546年）→フリードニア王国国防軍特殊降下部隊竜挺兵突撃隊長（大陸暦1547年 - ）
19歳（大陸暦1546年時点）→26歳（大陸暦1553年時点）。
陸軍閥名門であるマグナ家の嫡男。赤鬼。愛称はハル。火系統魔法の使い手。武器は槍、トルギス共和国への外遊後は双蛇槍（2本の槍）を使用する。
士官学校時代から飛び抜けた戦闘力を有しており、リーシアからも一目置かれていた。大陸暦1553年には王国屈指の実力者であるカストールに勝利するほど強くなる。
功名心や陸軍に対する意識から三公側につこうとしたが、休日に出くわしたソーマに各種問題点を突かれ断念。その後、それに対する謝罪を名目に、グレイヴがソーマに伝えた1週間戦争にかかわる重要情報を知ったこともあり、幼馴染のカエデの副官として、禁軍所属の突撃隊長を務める。
正体を知らずに舐めた口をきいてきたことが逆によかったのか、ソーマからはタメ口で会話するようにと命じられ、気心の知れた仲となる。この関係で共和国元首の息子であるクーともタメ口で話す仲となる。
1週間戦争で、赤鬼ハルという異名ができ、突撃隊長として活躍。戦後の年末、紅白歌合戦の準備をする。
フリードニア王国国防軍が組織された後、フリードニア王国国防軍竜挺兵（ドラトルーパー）隊長となる。
星竜連峰では、ソーマがいなくなったことで暴走したアイーシャを止める為に苦労する。その後、嵐の対処を行う。ただし、ルビィからの頼みとはいえ、竜騎士の契約を交わしていないルビィの背に乗るという、ハル自身も知らなかったとはいえ、星竜連邦の価値観からすると不貞になる行動をしてしまう。カエデの説得もあり、ハルバートと竜騎士の契約を交わすことになった。
トルギス共和国に行くソーマの護衛として同行する。オズミ工房のタルに武器がないか相談して、双蛇槍を貰う。新たなダンジョンが見つかった際、クーと共闘する。ボーダンの依頼で、神護の森に行くソーマ、アイーシャ、ナデン、ルビィに同行する。その時に災害救助した少女ヴェルザと再会する。ヴェルザの好意にも気づかず、家臣の申し出も子供の戯言だと信じなかった（これについてはカエデとルビィから彼の鈍感に呆れていた。その後はハル本人の意思を無視して、上司・同僚・部下を嫁で固めて増殖を防ぐこととなった）。
東方諸国連合の魔浪時では、ラスタニア王国やチマ公国に行き、フウガと出会う。
翌年（大陸暦1548年）、独身最後の旅をして、家に戻る。その後、カエデ、ルビィと結婚する。
カエデ妊娠時は、東西リアル歌合戦、オバケ祭りに参加する。
オオヤミズチ退治戦では、ルビィと共にドラトルーパーを率いる。
大虎ケイオス戦争では、ソーマ達と共に帝都ヴァロアへ赴く。
フリードニア王国の合同結婚式前は、王国最強クラスの武人であるカストールと手合わせし、勝利する。その後はソーマ達の結婚式に参加する。
魔王領解放戦争では、魔族の兵器相手に奮闘する。停戦後はソーマやルビィ達と同行し、シーディアンと親交を深める。ハーザルの酒場ではトモエとの再会に喜んだガルルンに振り回される。
カエデ・フォキシア
声 - 高野麻里佳
エルフリーデン王国禁軍の土系魔導士→エルフリーデン王国禁軍参謀→フリードニア王国国防軍参謀（大陸暦1546年 - ）。
18歳（大陸暦1546年時点）→25歳（大陸暦1553年時点）。
赤い眼鏡をかけた妖狐族の少女。ハルバートの幼馴染。ショートボブの金髪の上に、三角形の耳が特徴的である。口調は敬語で「 - なのです」と話す。
フォキシア家は九頭龍諸島の流れを汲む家系。結婚式では家に伝わる伝統衣装を着た。
ハルとは相思相愛で手綱を握る立場でもあるが、考えなしに突っ走る彼をいつも心配し、ルビィの婚約騒動、ヴェルザがハルに惚れこんだりと、苦労している。それとは関係無くルビィとは仲が良い。
作戦立案能力に優れており、ルドウィンやユリウスと共に軍を率いる。
王都パルナムにある歌声喫茶ローレライの常連客で、そこでソーマと知り合う。後日、本質を見抜く慧眼をソーマに見出だされ、ルドウィンの参謀となる。
1週間戦争では、土系魔法を駆使して勝利に導く。戦後の年末、紅白歌合戦の準備をする。
翌年、秘密基地でハルバートと共に訓練をし、途中来たジュナと握手する。
星竜連峰では、ハルバート、カルラと共に暴走したアイーシャを止めようと苦労する。嵐鎮圧の為とはいえ、ハルバートがルビィに乗ったことは不貞行為となったが、マグナ家にとってもメリットが大きいので、ルビィを第2夫人とすることを許す。
トルギス共和国でも護衛としてソーマ達に同行する。
東方諸国連合の魔浪時では、ソーマ達と共に援軍を率いる。ラスタニア王国戦では、ユリウスと共に作戦を決める。
帰国後、ヴェルザが家臣の申し出をしてきた際、これ以上嫁を増やすのだけは断固阻止するため、彼の意思を無視して、ヴェルザを部下として据えるべく手をまわし、上司・同僚・部下の三つの視点での警戒網の設立を目論んでいる。ハルバートと結婚し、第1夫人となる。
その後は、東西リアル歌合戦前に妊娠し、産休中も九頭龍諸島連合に行くハルバートを気にかけていた。
後に息子ビルを出産し、ビルがもう少し大きくなってから復帰する予定だった。
魔王領解放戦争では、既に復帰しており、フリードニア王国に残ってユリウスと共にルドウィンを補佐する。
ジーニャ・マクスウェル／ジーニャ・M・アークス
声 - 小原好美
エルフリーデン王国禁軍の科学者兼土系魔導士→フリードニア王国科学者（大陸暦1546年 - ）。
22歳（大陸暦1546年時点）→29歳（大陸暦1553年時点）。
超科学者（オーバーサイエンティスト）。代々アークス家がマクスウェル家のパトロンだった関係上、ルドウィンとは幼馴染み。
悪意は無いが、突飛な発明で周囲を巻き込んでしまうマッドサイエンティスト。典型的な天才肌のため、兵器開発部門の画一化された雰囲気に馴染めずダンジョンに籠もっていた。
魔力を蓄える事が出来る呪術鉱石の研究をしており、研究の重要性を認識したソーマに薦められてルドウィンと婚約する。王都近くに建設した専用の研究所へと移り、研究開発に勤しんでいる。
新たに仲間となったメルーラと様々なことを検証しており、トルギス共和国出身の職人タル、帝国の穿孔姫トリルも加えて、穿孔機の研究する。トリルからお姉様と慕われている。
大陸暦1548年、婚約者のルドウィンと結婚し、ジーニャ・M（マクスウェル）・アークスと改名する。魔物学シンポジウムでは、魔物ダンジョン起源説について話す。
メカドラ強化計画では、研究女子仲間と共に、穿孔機をつける。
共和国に帰国するタルを、共和国国境線まで見送る。その後、メルーラ、メアリ、ソージ、ソーマと共に科学と宗教から分かる知識の摺り合わせを行う。
精霊王の呪い発生時では、魔素＝ナノマシン説に至り、研究を進めていた。
大虎ケイオス戦争では、取り乱すトリルに振り回されるもルドウィンと共に励まし、王城へ行くルドウィンを見送る。戦後はトリルが帰国し、ルドウィンと夫婦の時間を楽しめることを喜ぶ。

##### 三公
陸海空軍の大将として、エルフリーデン王国の軍権を握る3人の公爵。それぞれが自治領をもつ。人間族の国王が人間族優位の政策を採らないように監視するための制度。ソーマと敵対関係であったが、エクセルは彼に王の資質があると分かると最初から従い、王家への忠誠心が強いゲオルグは自ら反乱軍の中心となって不正貴族を潰そうとしていた。
ゲオルグ・カーマイン／カゲトラ
声 - 楠大典
エルフリーデン王国陸軍大将→フリードニア王国国王直下諜報部隊黒猫隊長（大陸暦1546年 - ）。
50歳（大陸暦1546年時点）→57歳（大陸暦1553年時点）。
ライオンの顔を持つ獣人族。パルナムの黒虎。ミオの父。ランデルを拠点としている。前王アルベルトとは幼い頃からの親友。
歴戦の名将であり、烈火のごとき采配で敵から恐れられている。種族差別のないエルフリーデンの国風を愛していることもあって忠誠心は非常に強い。王国内でも圧倒的な人望を集めており、長寿のカストール、エクセルからも一目置かれ、また、陸軍にいる部下、ハルバート、娘のミオ、王女であるリーシア達からも慕われていた。ゲオルグ自身も、リーシアのことを娘のようにかわいがっており、このことでミオが嫉妬した翌日、稽古時間を少し長引かせる。
大陸暦1546年、アルベルトがソーマに王位を譲渡してからは、ソーマが追放した不正貴族を匿うなど敵対姿勢を明確にする。
実は三公の中で唯一アルベルトから王位退位の経緯、ソーマが宰相となった場合の未来を聞いていた。その為、エクセル同様ソーマのことは王として認めており、彼に王国の未来を託していた。これにより、不正貴族の血族、隠し資金を危険視し、自分を旗頭に不正貴族達を一ヶ所に集め、一網打尽にさせる為に反逆した。また、隠し資産は、貴族たちに傭兵を集めさせることで散在させ、捕虜にした傭兵の身代金を払わせることで、王国の国庫に集めさせるという二段構えの作戦でもあった。事前に自身の妻と娘ミオと縁を切った上で、国外に逃す。グレイヴ達一部の部下を、表向きはゲオルグに対する不信感で離脱したことにして、ソーマのところに合流させる。
1週間戦争では、ソーマと空軍が到着次第、降伏し、不正貴族達を拘束する。不正貴族軍を除く全ての将兵達はゲオルグの命令に従っただけとし、陸軍の罪を不問とさせた。
戦争後、反逆罪で牢獄に投獄された。反逆の真意はあったものの、戦争の遺族感情、傭兵国家ゼムなどの外交問題から、公表するわけにいかず、処刑されることになっていた。しかし、これを嫌がったソーマに毒酒を勧められ、自害する。表向きは死亡したことになっているが、ソーマ直属の諜報部隊黒猫の隊長カゲトラとして生きている。
翌年（大陸暦1547年）、ルナリア正教皇国の諜報員と戦う。
東方諸国連合の魔浪では、情報収集を行い、チマ公国で部下の報告中に放たれた矢を斬った。
帰国後、ソーマの依頼でアルベルトの領地へ行く。ソーマ達の結婚式・戴冠式に参加する。
傭兵国家ゼムの武術大会では、ミオが優勝し、ゲオルグがなぜ反乱を起こしたのか、フリードニア王国へ再調査して欲しいと願い出る。その際、ソーマの命令でミオと戦い、勝利を譲る。また、カーマイン夫人とも再会する。公表前の死亡したゲオルグは、忠義に厚い武将だったが老いて増長した反逆者というレッテルを貼られていたが、ゲオルグ・カーマインの反乱に対する再調査を公表（ミオからの同意も得て一部脚色した上で）したことで、敵も味方も欺いてみせた報国の士となり、名声は回復した。
フリードニア王国の合同結婚式では、ミオとコルベールの結婚式に参加し、カーマイン夫人とも親交を深める。イヌガミの結婚には祝いの品を送る。
エクセル・ウォルター
声 - 堀江由衣
エルフリーデン王国海軍大将→フリードニア王国国防軍総大将（大陸暦1546年 - ）。
蒼の海姫。海賊を先祖に持つ蛟龍族。艦隊戦だけでなく政治にも通じている女傑。王国西部のラグーンシティを拠点としている水系魔導士。
見た目は青髪の20代中盤の美女だが、実年齢では500年以上生きているため、建国期から王国を見ており、初代国王を知っている。長い寿命の間に何度か大恋愛をしているので、子孫が多い。毎回1人は子供を産んでおり、歴代の夫とは全員死別で別れている。
したたかなのだが、茶目っ気のある性格をしており、隙あらばソーマにモーションを掛けてソーマの婚約者達に発破をかけることも。反面、自分がつつかれることには抵抗があるのか、ジュナは最終兵器として彼女が夫（ジュナの祖父）に宛てた恋文を持ち出したこともある。
王位継承の争乱では、三公軍まで関われば内戦となる為、カストール、先代カーマイン公と共に、配下の軍を抑えていた。エリシャ以外の王族が全滅した際、エリシャに王位を継ぐようお願いする。しかし、エリシャからは断られ、アルベルトを王とする提案を受け入れる。
アルベルトが突然ソーマに王位譲位したと聞き、ジュナに依頼してソーマが国王としての資質があるかどうか、探りを入れさせる。そのジュナから、王の資質があると報告を受け、ソーマを王と認める。最終勧告以前からソーマに臣従していたが、最終勧告前まではゲオルグの不穏な動向を監視し、カストールをギリギリまで説得する為、その事実を伏せ、カストール、ゲオルグと歩調を合わせていた。1週間戦争では、ワイストと共にアルトムラでアミドニア公国軍を足止めし、アミドニア公国への宣戦布告時に、ゲオルグの反乱は作為的であったことを悟る。
1週間戦争後の報奨贈呈時、ジュナが自らの功績でカストール、カルラの助命を願い出ようとしたが、それを止め、ソーマに好意を抱いていたジュナの背中を押す。エクセル自らは功を返上し、カストール、カルラの助命を願い出る。これにより、ソーマ自らがカストール達を裁くことになる。裁判の結果により、カストールはエクセルが預かることになった。同時にフリードニア王国国防軍総大将となる。
カストールを海兵として鍛え上げて、島型空母の艦長として育て上げる。国防海軍の本拠地ラグーンシティにて新兵器の視察にきたソーマとジュナを迎える。その合間、ジュナ達ソーマの花嫁達に花嫁育成講座を開く。
東方諸国連合の魔浪では、ラスタニア王国に救援の助っ人として現れる。川の水を持ち上げて柱を作りアーチ状にするなど、卓越した魔法の才を披露する。チマ公国まで付いて行くつもりだったが、ジュナに最終兵器を出されて帰国する。
翌年（大陸暦1548年）、ソーマとジュナの結婚式・戴冠式に参加する。
魔法の実験のために開催された東西対抗歌合戦では、攻城側の総大将を務めるが、途中参戦して、ナデン、ルビィと戦う。
親子島沖海戦では、王国艦隊の指揮官として参戦する。
大虎ケイオス戦争では、リーシア、ルドウィン達と共に軍を率いる。その後は総大将としての仕事をルドウィンに、海軍の指揮はカストールに任せている。ハクヤの依頼でユーフォリア艦隊の指導官となる。
魔王領解放戦争では、艦隊を率いる総大将として指揮を執る。
花嫁育成講座
エクセルが仕事の合間に、ソーマの妻となるリーシア達に花嫁育成講座を開く。講義受講者への報酬として、２つのノートを用意している。
白いノートは門外不出、極秘扱いのもので、ソーマから聞いたリーシア達への印象について書いている。
黒いノートは最重要極秘文章、読了後、要焼却処分のもので、リーシア達としたい【自主規制】や、そのシチュエーションが書かれている。後日、リーシア達からの正式な依頼を受けて、定期的に発行することになる。当初は毎号、読了後には焼却処分にしていたのだが、そのうちまた使えるかもしれないと厳重に保管するようになった。後年そのうちの数冊が入った箱を発見した歴史学者は、その内容を歴史学会に発表しようとしたのだが、直前になって発見した資料が偽書であったと発表を取りやめた。その歴史学者が怪しげな男達と接触していたという報告もあるが、真相は闇の中である。ソーマはテキュールの入ったジュースを飲まされて（アニメでは幻惑の魔導士による自白の魔法で）、ノートに記載してあることを語ったが覚えていない。
第1回花嫁育成講座（開催時期は大陸暦1547年3月、アニメだと大陸暦1546年12月）では、エルフリーデン王国王位継承の争乱、夜のオツトメ、夫婦円満の秘訣などを授業する。
第2回花嫁育成講座（開催時期：大陸暦1548年2月）では、新たに花嫁となるナデンを招待し、キスについて講義する。
カストール・バルガス／カストール
声 - 福山潤
エルフリーデン王国空軍大将（ - 大陸暦1546年）→フリードニア王国国防海軍島型空母ヒリュウ艦長（大陸暦1547年 - ）。
160歳（大陸暦1546年）→167歳（大陸暦1553年）。
赤い半竜人（ドラゴニュート）。妻はエクセルの娘アクセラ。豪放磊落な熱血漢。飛竜（ワイバーン）騎兵で構成される空軍を統べる空の王者。飛竜騎兵隊の運用にかけては王国で右に出る者がいないほどで、過去100年ほどのエルフリーデン王国に関わる大戦では常に飛竜騎兵隊の先頭に立ち、突撃隊長として外敵を薙ぎ払ってきた。武勇はアイーシャと互角に渡り合えるほどであり、王国でも屈指の実力者である。ただし、領地経営は苦手で、妻アクセラや家宰トルマンに任せている。
50年前（大陸暦1496年、110歳時）、エクセルに恋していたが玉砕された。それが忘れられなかったのか、年齢の近いアクセラと結婚した。
三公の中では、ソーマに対する疑心暗鬼が最も強く、王位を簒奪し、リーシアに婚姻を迫り、国を乗っ取ったと誤解していた。最終勧告では、アルベルトがなぜ自分達に相談もなく、王位を譲渡したのか困惑していたが、戦友であるゲオルグが野心に憑りつかれたと信じられず、友誼に殉ずるつもりでゲオルグにつく。ただし、自分1人だけで決めたので、紅竜城邑の手勢100騎のみとし、他の空軍には中立を守らせ、連座制を恐れ、アクセラ、カルルとの縁を切る。1週間戦争で、紅竜城邑でソーマ、アイーシャと戦うも、リーシアの不意打ちで敗れる。
戦争後、エクセルが自らの功績と引き替えに裁判が開かれ、100年間エルフリーデン王国の防衛に携わっていた功により、命は助けられ、エクセル預かりとなる。
その後はエクセルから海兵として育て上げられ、ソーマから島型空母ヒリュウ艦長を任される。同時に、国王としての素質があるソーマを主君として認める。エクセルの教えを受けたことで、自分が戦うことしか考えていなかった以前に比べ、戦後処理など様々なことに考えを巡らせるほど、思慮深くなっている。
東方諸国連合の魔浪が起きていた頃、密漁していた九頭龍諸島の船舶を拿捕する。その功績からソーマにより、アクセラからカストールに会いに行くことが許可されている。ハルバートの相談に乗っていた時、訪問してきたアクセラと再会する。
カーマイン家の名誉回復運動と同時に、バルガス家の名誉も回復されたので、家族との面会も許可される。ただし、余計な詮索を受けることを嫌って、バルガス家に復帰しないことを決めている。
オオヤミズチによる影響で、九頭龍諸島連合との戦争の噂が流れていた頃、ソーマと接触を図ろうとするシャボン、キシュンを保護する。その後、オオヤミズチ退治戦では、空母ヒリュウ艦長として加わる。
大虎ケイオス戦争後はエクセルから海軍の指揮を任されている。フリードニア王国の合同結婚式が行われる前は、ハルバートと手合わせし敗北する。その後はソーマ達の結婚式に参加する。魔王領解放戦争では、ヒリュウ艦長として参戦する。

##### 三公軍
グレイヴ・マグナ

カルラ・バルガス／カルラ

トルマン

ベオウルフ・ガードナー

#### 前国王・前王妃
アルベルト・エルフリーデン
声 - 麦人
エルフリーデン王国山間部の貴族→第13代エルフリーデン国王（大陸暦1529年頃 - 大陸暦1546年）→フリードニア王国山間部の貴族（大陸暦1547年 - ）。
ソーマに王位を禅譲した前エルフリーデン王。リーシアの父。エリシャの夫。ゲオルグとは幼い頃からの友人。
40歳 - 50歳の中年男性で、コートほどの厚みある赤いマントを羽織り、頭には王冠を載せている。
よく言えば野心なく温厚、悪く言えば覇気なく臆病な人物。人に愛されることで国家を運営するタイプで、善良な人物は支えてあげたいと思い、奸臣の類はちょろいあいてだと思うため、積極的に排除されにくい。穏やかな人柄で国民から敬愛されており、ソーマ曰く平時においては名君と称される可能性があった。
元は王国山間部に住む貴族である。王家の血筋は王妃にあるため、王位継承権は妻にある。ただし、王位継承の争乱で傷ついた王国を癒す時間を稼ぐ為、エリシャから王位を委任される。
不況、不作、魔王領出現による難民流入、アミドニア公国の圧力、グラン・ケイオス帝国から、国家予算並みの戦争支援金要請、または勇者召喚して帝国に送る事を要請されるなど、エルフリーデン王国の衰退に苦労していた。グラン・ケイオス帝国からの要請を拒みきれず、王家に伝わる勇者召喚の儀を行いソーマを召喚した。召喚したソーマから、富国強兵策を提案され、2日間ソーマやマルクスと対話する。その翌日、退位し、ソーマに王位を譲り、リーシアと婚約させる。
別の未来では、ソーマに国王の座を丸投げすることは躊躇して宰相に抜擢した。十分要職でありソーマはその世界線でも改革を行っていたが、気弱なアルベルトに認可を必要としていたため、国王の座を丸投げされたときほどは進まなかった。結果としてゲオルグからも信頼され、陸軍所属だったリーシアとも恋仲になったソーマだが、不正貴族たちの抵抗や突き上げが大きくなり、国が二分化されることを憂慮し、リーシアの説得も無視して、ソーマを罷免してしまう。これが原因で王国民からの信用を失う。また、アミドニア公国との戦争が勃発したのを機に、不正貴族たちにより、ソーマ、リーシア、ゲオルグが、死体こそ発見できなかったが、ほぼ確実に討ち死にされた状況となった。挙句パルナム城が炎上する事態になってしまう。
最終的にエリシャの能力で、この情報を受け取ったアルベルトは、勇者召喚直後のソーマを国王にすることを決定また、ゲオルグには包み隠さず、その事実を告白し、ゲオルグは不正貴族潰しを行う。ソーマに王位を譲った訳を話した後、山間部の旧領で隠居することになった。
リーシア妊娠時は、彼女を療養する為、旧領に招待する。リーシアが出産時は、ソーマ以上に狼狽していた為、エリシャの睡眠薬によって寝ていた。
ソーマやリーシア達の結婚式と戴冠式に参加し、戴冠の儀を行う。
その後は時々パルナム城に来てはシアン達の世話をする。
エリシャ・エルフリーデン
声 - 井上喜久子
エルフリーデン王国王女→エルフリーデン王国王妃（大陸暦1529年頃 - 大陸暦1546年）→フリードニア王国山間部の貴族（大陸暦1547年 - ）。
プラチナブロンドの髪の女性。闇属性の魔法使いで、その内容はリーシアにも知らせていなかった。
温和な性格でいつもニコニコしている。10代後半でリーシアを産んだため、大陸暦年1548年時点で40歳手前である。ソーマが王位を継ぐことには肯定的で、婚約者にされて戸惑うリーシアにソーマと対話するよう促す。
闇系統魔法の使い手で、能力は過去の対象に自分の記憶を送ること。
先々代エルフリーデン国王と第三正妃の娘として生まれた。
先々代エルフリーデン国王死亡後の王位継承の争いでは、能力を活かして、暗殺が頻発した王位継承争いを生き抜き、アルベルトを婿に選んだ。リーシアを身籠った頃、王位継承の争いで自分以外の王族が全滅する。アルベルトの山間部領に来たエクセルから王位継承を依頼されるが、次代までのつなぎにする方が国の命脈を繋ぐことができると判断し、アルベルトに委任する。
ソーマが勇者召喚された後、ソーマに王位を譲らなかった世界での記憶をアルベルトに送ることで、ソーマの政策が円滑に進むようにした。
アルベルトがソーマに真実を語った後、アルベルトと共に、山間部の旧領に隠居する。
リーシア妊娠時は、彼女を療養する為、旧領に招待する。リーシアが出産時は、ソーマを落ち着かせ、彼以上に狼狽していたアルベルトには睡眠薬を盛って、部屋に閉じ込めた。
ソーマやリーシア達の結婚式と戴冠式に参加し、ソーマ家の幸せを願う。
その後は時々パルナム城に来てはシアン達の世話をする。

#### その他国民・配下
その他エルフリーデン王国（文庫1巻 - 4巻第1章、アニメ第1話 - 第20話登場）時代の国民は以下を参照。
- パルナム城
- 国防軍
- 湾岸都市ヴェネティノヴァ
- 神護の森（ダークエルフの里）
- 放送番組関係者
- 貴族
- 冒険者

### アミドニア公国／フリードニア王国アミドニア地方
エルフリーデン王国の西に位置する公国。人口は約100万人。総兵数は約5万人。公都ヴァン。人間族を中心とした国家。アミドニア公王家が統治しており、質実剛健な気風で軍人の力が強い。
先々代エルフリーデン国王との戦争により国土の約半分を奪われており、王国への復仇と国土の奪還を国是とする。鉱物資源は豊富だが、痩せた土地が多く、エルフリーデン以上の深刻な食糧難を抱えている。「人類宣言」加盟国。モデルはドイツ。
大陸暦1496年、先々代エルフリーデン国王の拡大政策のせいで国土の半分を奪われる。当時王国だったが「エルフリーデンに領土を奪われた状態では王国とは呼べない」とした当時の王により公国と改名。
大陸暦1546年10月、1週間戦争でエルフリーデン王国に敗戦し、公王ガイウス八世が戦死する。公都ヴァンは王国に占領される。グラン・ケイオス帝国の介入によってヴァンは返還されたが、賠償金を王国に支払うことになった（フリードニア王国建国時に賠償金支払いはなくなった）。王国が占領中に行ったプロジェクトローレライ、ポンチョの炊き出しなどの支援により、国民は圧政が当たり前でないことに気付く。
大陸暦1546年10月 - 11月、ユリウスが王国の影響下を取り除く為に先代から続けた圧政を続けるも、民の心は離れていく。そんな中、ルナリア正教皇国の介入によって北西部で民衆の反乱が起きる。ユリウスは反乱を鎮圧したが、住民の蜂起・要請により公都ヴァンは王国に再占領される。更にロロア派の一斉蜂起で、ユリウス派が追放される。その後、ルナリア正教皇国やトルギス共和国が侵攻してきて、国民の間で分割統治されるくらいなら頼りになる人物に任せた方がいいと議論され、アミドニア公国全土の要請でエルフリーデン王国に帰属し、フリードニア王国アミドニア地方となる。
ガイウス・アミドニア八世
声 - 稲田徹
アミドニア公王。ユリウスとロロアの父。土系統魔法の使い手。享年50歳。
類稀な武勇を誇り、力で全てを勝ち取ろうという考えを持つ。先々代エルフリーデン国王の国土拡大政策によって奪われた領土を取り返す機会を狙っている。ロロアやコルベールといった有能な人材を有していたが、武闘派ゆえにその能力を活かしきれなかった。
外交面ではグラン・ケイオス帝国と手を結び、ゼムの傭兵と契約し、弱腰だったアルベルト統治下のエルフリーデン王国を威圧し、トルギス共和国やルナリア正教皇国に対しては武威を示すことで、アミドニア公国を維持しており、ソーマや共和国元首ゴウランからも一目置かれている。
エルフリーデン王国復仇だけではなかったが、妻である王妃が亡くなって以降、復仇しか残ってしまい、ロロアとの関係もこじれてしまう
1週間戦争では、ソーマと三公の諍いにつけ込む形で暗躍した。ソーマに謀反したゲオルグの要請を受け、軍を率いて王国内のアルトムラに攻め込むが、これはゲオルグの偽の謀反計画を利用した、ソーマとハクヤの罠だった。エクセルとワイストによって時間稼ぎを喰らい、王国全軍を軍門に降らせたソーマに宣戦布告される。
公都ヴァンに急いで戻ろうとするも、ジュナ率いる海兵隊の奇襲に奇襲に遭う。ヴァン周辺に到着するも、王国軍は万全の体制で待ちかまえており、公国軍は追い詰められる。相手の最優先目標が自分であることを見抜き、それを逆手にとってユリウスを脱出させる（脱出させる前に全ての責任を自分に被せるようユリウスに進言する）。王国禁軍を出し抜いてソーマをあと一歩で殺せる寸前まで追い詰める。最期はソーマ本陣へと突撃し、戦死する。死亡後の遺体はアミドニア公国に返還される。
戦いに敗れた者は悪く言われるのが普通だが、1週間戦争から1年経った頃も、武を重んじる軍人からは敬愛されている。
ロロアによって両国の融和が図られていたこと、ソーマも内心ガイウスのやり方が正しいとは思っていないが、武勇に秀でた彼なりに公国民の幸せを願っていることは分かっていたので、否定しなかった。ガイウス慰霊祭開催により、彼の名誉も上がっていた。
ガイウス慰霊祭
大陸暦1547年にガイウス含む戦死した兵士達の1周忌という形で、慰霊祭を行いたいとアミドニア地方から署名が集まった。
ロロアやコルベールもやるべきか戸惑ったが、ソーマはアミドニア公国民だけでなく、先の戦争で亡くなった人々全般にも広げ、名称もそのままで開催許可を得る。 ソーマの意向を聞いたロロアは、灯篭流しなどを企画し、華のあるお祭りイベントにした。
ユリウス・アミドニア
アミドニア公子。
ロロア・アミドニア
アミドニア公女。
ギャツビー・コルベール
アミドニア公国財務大臣。
セバスチャン・シルバディア
声 - 中野泰佑
公都ヴァンの商店「銀の鹿の店」経営者。灰色髪で、紅茶の香りが似合いそうな紳士風の中年男性。
元はロロアの祖父ヘルマン配下の軍人であり、地形をものともしない敏捷性と、銀髪であったことから、銀鹿（シルバーディア）と呼ばれた物見の名手。
主君であるロロアのことは「子狸のような愛くるしい御得意様」と称していおり、もしロロアが王位に就いていたら、アミドニア公国は住みやすい国になっていただろうと評している。
1週間戦争時はロロア、コルベールと行動を共にする（アニメ第1部第9話 - 第12話）。アニメでは第1話から登場し、ロロアを補佐している。
戦争後、お忍び休暇で来店したソーマ、ジュナ、トモエの相手をする。トモエにプレゼントしようとしたソーマに助言をする。その時にソーマがエルフリーデン国王であることに気付いており、見た目は平凡な青年だが、人の意見に素直に耳を傾けることができ、身内を大事にしていると評している。
コルベール、ヘルマンと共に、ロロアのアミドニア公国併合に協力する。アミドニア公国併合後（大陸暦1546年）に娘フローラが生まれる。また、パルナムで銀の鹿の店・2号店をオープンさせた。その時に風変わりな奴隷商ジンジャー・カミュを知り、ロロアに教える。
ユリウスの結婚時は、ロロアの依頼で結婚祝いを送る。
大陸暦1550年時点では、娘・フローラと、生まれたレオン、ディアスを微笑ましく見ていた。
フローラ・シルバディア
セバスチャン・シルバディアの娘。フリードニア王国建国時（大陸暦1546年）に誕生する。大陸暦1550年時点で4歳になり、生まれたレオン、ディアスを見ていた。
マルガリタ・ワンダー
声 - 東内マリ子
アミドニア公国の女将軍→フリードニア王国の女歌手（大陸暦1546年 - ）。
男性を立てる貞淑さを女性の美徳とするアミドニアにおいて将軍の地位にまで上り詰めた女傑。人柄は公明正大で、国民からの信頼も集めていた。実は子持ちで夫は文官。背丈は二メートル近くあり、着込んだ軍服の上からもわかるほど逞しい体格をしている。ただし、主君のロロアからはマルちゃんと呼ばれており、頭が上がらない。
1週間戦争終結後、ヴァンを守備していた将兵達が退去する中で、エルフリーデンが約定通り住民に危害を加えないか監視する為、最後まで残っていた。その後ソーマが用意した音楽番組に国民の士気高揚を狙って死罪覚悟で参加するが、それを読んでいたソーマによって逆にアミドニアの思想に自由を与える方法として利用される。その時の歌唱力もあってソーマは彼女を歌手としての価値を見出されており、ユリウスとの交渉で捕虜のアミドニア将校数名と引き換えになる形て登用される。
アミドニア公国が併合された後も、芸能活動に参加しており、ロロアの発案に巻き込まれている。
歌手として活動している間も武人としての鍛錬を欠かしていない。
東方諸国連合の魔浪では、ルナリア正教皇国に備える為、王国に残ってソージと共に行動する。
ヘルマン・ノイマン
声 - 堀総士郎
アミドニア公国（フリードニア王国アミドニア地方）南西部の城塞都市ネルヴァの領主。
亡きアミドニア公妃は娘。ガイウスの岳父。ユリウスとロロアの祖父。レオンとディアスの曾祖父。
トルギス共和国の進軍を何度も阻んできた百戦錬磨の猛将として、年老いた今もアミドニア公国内で一目置かれている。
オーエンとは同じ老将であり、また若い者への負けず嫌い気質もあり、ライバルのような関係である。
ガイウスやユリウスとの対立で、ロロアが孤立することを見越し、セバスチャンに協力するよう手を回していた。
1週間戦争後のアミドニア公国内乱時は、ロロアの案に乗ってアミドニア公国併合計画に協力し、トルギス共和国の進軍を阻止する。
東方諸国連合の魔浪時では、傭兵国家ゼムを警戒するため、オーエンと共に西部国境線に軍を構えていた。
ロロアの結婚式前、ソーマにガイウスの過去を話し、戴冠式ではソーマのアミドニア公位継承の儀を行う。

### フリードニア王国（エルフリーデン及びアミドニア連合王国）
大陸の南東部を占める王政の国家。人口は300万人程度と推測される。王都パルナム。多種族国家。
アミドニア公国全土の要請で、エルフリーデン王国がアミドニア公国を併呑したことによって建国される。ソーマの現代知識を応用した発想とロロアの財力が融合したことにより、様々な政策が為されている。
歴史
大陸暦1546年11月に建国される。
大陸暦1547年5月、トルギス共和国、グラン・ケイオス帝国との間で三国医療同盟を結ぶ。
大陸暦1547年10月 - 11月、グラン・ケイオス帝国の要請で東方諸国連合へ援軍派遣する（東方諸国連合の魔浪）。
大陸暦1548年4月、ソーマ達の戴冠式が行われる。
大陸暦1549年2月、九頭龍諸島連合艦隊と協力してオオヤミズチを退治する（親子島沖海戦）。その後、海洋同盟国となる。
大陸暦1552年8月、大虎ケイオス戦争でグラン・ケイオス帝国に加勢する。ユーフォリア王国と同君連合となる（グラン・フリードニア帝国）。
大陸暦1553年11月、魔王領解放戦争で魔王領に艦隊を派遣する。戦闘になるもシーディアンと和解する。

#### 王族

##### 国王・王妃
一夫多妻制。正妃と側妃で分けられている。
正妃は、高貴な血筋の女性がなることができ、子供に王位継承権が存在する。
側妃は、娼婦だろうと奴隷だろうとなれるが、子供に王位継承権がない。ただし、マリアのように高貴な血筋でありながら、自ら希望して側妃となることもできる。
現在の王妃は7人で、その内の武に優れた嫁がリーシア、アイーシャ、ジュナ、ナデンの4人、文官のロロア、ユリガ、マリアの3人で構成されている。
第1正妃のリーシアはソーマが望むなら一夫多妻は可能とし、自分を含め嫁8人までなら許すとしている。
| 国王           | 正妃・側妃 | 王妃                     | 王妃                   | 王妃                 | 王妃           |
| 国王           | 正妃・側妃 | 第1王妃                  | 第2王妃                | 第3王妃              | 第4王妃        |
| -------------- | ---------- | ------------------------ | ---------------------- | -------------------- | -------------- |
| ソーマ・カズヤ | 正妃       | リーシア・エルフリーデン | アイーシャ・ウドガルド | ロロア・アミドニア   | ユリガ・ハーン |
| ソーマ・カズヤ | 側妃       | ジュナ・ドーマ           | ナデン・デラール       | マリア・ユーフォリア |                |

ソーマ・カズヤ／ソーマ・A・エルフリーデン／ソーマ・E・ユーフォリア
フリードニア王国国王。
リーシア・エルフリーデン
フリードニア王国第一正妃。
アイーシャ・ウドガルド／アイーシャ・U・エルフリーデン
フリードニア王国第二正妃。
ジュナ・ドーマ／ジュナ・ソーマ
フリードニア王国第一側妃。
ロロア・アミドニア
声 - M・A・O
アミドニア公国公女→フリードニア王国第三正妃候補（大陸暦1546年 - 大陸暦1547年）→フリードニア王国第三正妃（大陸暦1548年 - ）。
16歳（大陸暦1546年時点）→17歳（大陸暦1547年時点）→23歳（大陸暦1553年時点）。
4人目のヒロイン。人間族。二つお下げの愛くるしい少女。口調は関西弁。ガイウスの娘。ユリウスの妹。胸が小さいことでナデンと気が合っている。
抜群の経済センスによって公国を財政面から支えている才女。国民の安寧、財政重視のスタンスのため、軍事第一主義のガイウスやユリウスとは距離を置いており、コルベール、セバスチャンと行動を共にしている。ユリウス曰く計算高いが情が絡むと優柔不断になる。嫁ぐ相手は面白い人がいいと思っていた。
1週間戦争前にエルフリーデン王国とアミドニア公国の財布をくっつける方法を思いつき、コルベール達文官と雲隠れして、戦況などの情報収集をする。その後、商人の情報網を駆使して同時多発的に反乱を起きるよう調整し、ユリウスを追放する。最終的にアミドニア公国をソーマに押し付け、自身はソーマと婚約する。ソーマのことは音楽番組などで見ており、純粋に好意を抱いている。また、父ガイウスの仇でもあるが、上記の関係と戦場でのやり取りから遺恨はなかった。それどころか、ソーマが父の遺体を丁重に扱ってくれたり、ガイウス慰霊祭の開催してロロアに配慮していた為、関係は良好。エルフリーデン王国出身者であるリーシアのことはシア姉、アイーシャはアイ姉、ジュナはジュナ姉と慕い、打ち解けている。ただし、ルナリア正教皇国のことは、アミドニア公国北西部の民を扇動させたので嫌っている。
翌年（大陸暦1547年）、啓蒙活動の一環で始めた教育番組で、ジュナお姉さんのアシスタントとして参加する。エクセル主催の花嫁講座にも参加していた。
トルギス共和国では、ソーマ達と同行しクーやゴウラン達と対面する。ゴウランがガイウスの話をした時は困っていた。帰国後、ガイウス慰霊祭に参加する。
東方諸国連合の魔浪時、ユリウスからラスタニア王国へ援軍派遣をソーマにお願いするよう手紙が来ていた。ソーマ達に同行し、ユリウスと再会し、和解する。同時に年下の義姉となったティアと親交を深める。ラスタニア王国で起きた魔浪鎮圧後はパルナム城に帰還。
ユリウスの結婚時は、セバスチャンに頼んで結婚祝いを送る。ソーマが国王即位時、フリードニア王国第三正妃となる。
東西リアル歌合戦の司会を、クリスと共に行う。
傭兵国家ゼムの武術大会時は王国に残り、ミオと面識のあるコルベールを連れて行くといいとソーマに助言する。
九頭龍諸島連合への派兵時は、ユリウスと連絡を取る為、王国に残る。
東方諸国連合統一戦争時に妊娠し、フリードニア王国に亡命したユリウスやティアと再会する。翌年、レオンを産む。
トルギス共和国でクーの結婚式には参加し、スキーや温泉を楽しむ。
魔王領解放戦争では、リーシアやマリアとフリードニア王国に残る。
ナデン・デラール／ナデン・デラール・ソーマ
星竜連峰の龍→フリードニア王国第二側妃候補（大陸暦1547年）→フリードニア王国第二側妃（大陸暦1548年 - ）。
5人目のヒロイン。星竜連峰に住むただ一匹の龍。外見年齢15歳（実年齢は不明）。口癖は「合点承知」。
人間形態だと、黒髪・黒ワンピースの少女で、鹿角が生えており、黒い尻尾があり、背も低めで、スタイルも平均以下。竜族の特性で寒いのは苦手。胸が小さいことでロロアと気が合っており、彼女からはナデっちと呼ばれている。
龍状態だと体長30ｍで、直接言葉で話すのではなく、テレパシーのようなもので会話している。龍状態にあるヒゲは、その場所の向こう1週間の天気が分かるくらい敏感である。嵐が来るなら感じ取れる。王国移住後、この才を買われて、玉音放送でお天気お嬢ちゃんを務める。
星竜連峰では、竜たちの基本から離れている（ソーマ曰く「受験戦争中の進学クラスで実家継ぐといっている奴」）。また、翼がなく飛ぶことができないことでワームと蔑まれていた為、親友のパイと母竜ティアマト以外の竜のことを嫌っていた。よく突っかかってくるルビィとは険悪だったが、普通の竜であることには羨ましく思っていた。嵐の一件で和解後は、喧嘩友達のような関係となっている。
王国移住後は、パルナムでの暮らしを満喫しており、1人でよくパルナムの城下町に出て散歩や買い食いをしている。誘拐など警戒すべきところだが、龍であるナデンを縛れる縄もないので、ソーマの意向もあってパルナム内では自由に行動しており、街のおばちゃん達に野菜の配達を頼まれることも。
エクセルのことは苦手で、ラスタニア王国でソーマに悪ふざけをしていた為、自然と警戒してしまう。蛟龍族の先祖は蛟龍（シー・サーペント）とされており、ナデンと同じ龍ではないかと推測されている。
大陸暦1547年、帝国の蚤の市で簡易受信機を拾う。自分の能力を簡易受信機を作動させ、グラン・ケイオス帝国の音楽番組「ミュージック・ポート」を見ていた。星竜連峰と帝国は過去の戦歴で敵対関係だったが、穏やかそうな美人のマリアと仲良くしてもいいと感じていた。その為、マリアに対する印象は歌って踊れる女皇様である。
正体を隠しながら星竜連峰にやってきたソーマと出会う。ソーマの「龍は滝を登ることで天に昇る」という言い伝えをヒントに、泳ぐ形で飛ぶことができるようになる。その最中、王都に行った時にソーマの正体を知り、婚約者となる。星竜連峰の嵐が収まった後、ルビィとの関係も改善する。
ソーマ達がトルギス共和国へ外遊時は、龍族の特性で寒いのが苦手な為、王国に残る。ソーマに自分ができる仕事ないか相談した結果、報道番組の天気予報コーナーでお天気お嬢ちゃんを務める。ナデンがもたらす数日前の嵐の予報は、農業や漁業を営む人々にとってはとくに有益であり、十分な備えを行うことができ、この国の生産性もアップしていた。これにより、すでに漁村の一部では、ナデンを豊漁の女神様として崇めだしている地域もあった。天気を調べる際は、ソーマを乗せて王国中を飛び回る。
その後、ソーマとアイーシャの結婚挨拶で神護の森に同行する。
東方諸国連合の魔浪では、ソーマ達と共にラスタニア王国、チマ公国へ行き、アイーシャと共に、ソーマやロロアの護衛役を務める。ラスタニア魔浪戦の決戦前夜に、ソーマが書類仕事しているのを発見し（リーシアからその場合は精神的な負担で寝れない状態であると聞いていた）、ロロアと共に励ます。決戦時に親友パイと再会し、親交を深める。チマ公国ではフウガとその相棒飛虎ドゥルガを警戒していた。
ソーマの国王即位時はフリードニア王国第二側妃となり、ナデン・デラール・ソーマに改名。
東西リアル歌合戦では、ルビィと共にエクセルと戦う。
武術大会時では、ソーマ達と共に傭兵国家ゼムへ行き、マリアと対面する。
九頭龍諸島で起きたオオヤミズチ退治戦では、ソーマと共に転覆した船の救助を行う。
パイがフリードニア王国に来訪時は、パルナム城内の「お食事処イシヅカ」でルビィ、パイと共に同窓会をする。
精霊王の呪い（魔虫事件）では、パイと連絡を取り、バルム・サミットが開催できるよう取り計らう。
大虎ケイオス戦争では、マリア達帝国を守る為、ソーマ達と共に帝都ヴァロアへ先行する。戦後は、マリアの慈善活動でお供することに。
魔王領解放戦争では、ソーマやアイーシャと共に魔族の兵器を引き付ける。停戦後はシーディアンと親交を深める。
ユリガ・ハーン
東方諸国連合の草原遊牧国家マルムキタン王女、フリードニア王国王立アカデミー生徒（大陸暦1548年 - 大陸暦1552年）→フリードニア王国第四正妃（大陸暦1553年 - ）。
13歳（大陸暦1547年時点）→17歳 - 18歳（大陸暦1552年時点）→19歳（大陸暦1553年時点）。
6人目のヒロイン。天人族。水色の遊牧民風の装束を身に纏い、活力漲る目が印象的で、紺色の髪を結んだ少女。髪型はツインテールだったが、王立アカデミー卒業後はハーフアップに変えた。
性格はちょっと気の強く、リーシアやナデンに近いタイプ。護衛を付けても撒いて自由行動するお転婆で、フウガの妹ということで周囲も甘いのでフウガも手を焼いていた。
東方諸国連合の魔浪時、フウガにわがまま言ってチマ公国まで付いて来る。その時にソーマ、後に友となるトモエ、イチハと親睦を深める。魔浪戦後、フウガの意向でフリードニア王国に行く。 王立アカデミーに通うまで、ハクヤが教育係となる。リーシアに対しては自分と同じ空気を感じて緊張する。
フリードニア王国の戴冠式・結婚式には、マルムキタンの客人として出席する。
トモエ、イチハと共に王立アカデミーに通い、ルーシーとヴェルザと出会う。魔物学シンポジウムが始まる時期には、魔導サッカーに興味を持ったり、オバケ祭りにも参加する。
その翌年（大陸暦1549年）は、九頭龍諸島でのオオヤミズチの討伐に向かうソーマやトモエらに無断で付いてくる。トモエやイチハに聞いても教えてくれないので、ゴンドラの荷物に紛れ込んで付いていったが、船の貨物室に詰め込まれていた。その場はソーマが一緒に謝ってくれたので、事なきを得る。九頭龍諸島から帰還後は、無断欠席の罰として、毎日授業終了後2時間、講師が付きっきりでの補習（2週間は休日返上）を受けることになった。本来密航、密入国までやると国際問題レベルの大事件となり退学となるが、ソーマらの温情で、密航・密入国の事実自体揉み消したので、無断欠席だけ問題となった。
東方諸国連合統一戦争では、フウガがイチハの兄ゴーシュに命を狙われ、返り討ちにしていた。ゴーシュやマシューのことは許せないが、イチハと仲が良い義姉ムツミはフウガの味方である為、イチハに対しては何とも思っていなかった。どのように振る舞ったらいいのか困惑していたが、イチハもユリガと同じ意見だった為、お互い敵意はなく、友人関係に暗雲は来なかった。
義父をハシムの策略で殺されたサミ・チマのことも気にかけていた。潜血魔蝕虫症（通称：魔虫症）への対処時は、フウガの妹であることを利用して大虎王国側を牽制する役で、トモエ、イチハに同行する。その際、シュウキンと再会する。8月半ばにガーラン精霊王国父なる島の城塞都市ミンでフウガと再会する。
フリードニア王国帰還後は王立アカデミー夏季休暇中の課題に取り組み、夏祭りにトモエ、イチハ、サミ、ルーシー、ヴェルザと参加する。
王立アカデミー卒業後、在学中魔導サッカーで一目置かれており、チーム『パルナムブラックドラゴンズ』からスカウトが来ており魔導サッカー選手として活躍した。
大虎ケイオス戦争前、フウガの意向でフリードニア王国第四正妃候補となる。兄に振り回されて婚約されたような形だが、実際はユリガ自身が望んだことであった。長らく王国に定住して離れるつもりもないので、その為にリーシア達ソーマの嫁と協力して、この国と争わないよう手紙で煽り、ソーマと婚約するよう取り計らっていた。ソーマに対しては、シュウキンのようなもう一人の兄という感じだったが、尊敬してるので好意は持っている。
フリードニア王国での合同結婚式前は、マリアやアイーシャとお茶会をする。その後はソーマと結婚する。魔王領解放戦争では、ソーマに同行してシーディアンと交流を深める。帰国後は王立アカデミー時代の友人達と同窓会をする。
マリア・ユーフォリア
声 - 金元寿子
グラン・ケイオス帝国女皇（大陸暦1541年 - 大陸暦1552年）→フリードニア王国第三側妃候補（大陸暦1552年）→フリードニア王国第三側妃（大陸暦1553年 - ）。
14歳（大陸暦1541年、女皇即位時）→19歳（大陸暦1546年時点）→20歳 - 21歳（大陸暦1547年時点）→27歳（大陸暦1553年時点）。
7人目のヒロイン（それまではソーマの盟友だったので、先にヒロインとなるナデンやユリガよりも付き合いは長い）。人間族。
帝国の聖女→フリードニアの天使。ユーフォリア三姉妹の長女。純白のドレスを着た金髪の美少女。美貌とカリスマ性の持ち主であり、広大な領土と多数の人口を抱える帝国を自らの求心力によって治めている。ただし、私生活は緩く、ジャンヌに甘えたり、政務室にベッドを持ち込んでいた。また、際限なく甘やかすと猫人間な部分が出てくる。
帝国の人を笑顔にしたい一心で、女皇として活動している。その反面、社会的弱者たちの希望となる事を良しとしない者たちにも、良い顔をしなければならず、苦しんでいた。そんな中、勇者召喚されたソーマに希望を抱いていた。
先代皇帝の長子であり男児が居なかったため、父の急逝に伴い弱冠14歳で即位した。人類宣言の提唱者となり、魔王領の脅威に対して人類全体での共闘を呼びかけ、理想を掲げている。弱者救済政策で人望を集め、心優しい性格と美しい容姿から帝国の聖女と呼ばれ、多くの臣民に敬愛されている。ルナリア正教皇国からの聖女認定の打診を拒否したため、以降敵視されている。
人類宣言非加盟国であるエルフリーデンが、魔王領防波堤の恩恵を受けながら、戦争支援金供出の義務を果たさないことに対する他の加盟国の反発を危惧し、エルフリーデンに対し「戦争支援金の支払い」もしくは「秘儀により召喚された勇者の身柄・所有権の帝国への譲渡」を要請し、「エルフリーデンは帝国を支援した」という体裁を作らせようとした。しかし、「勇者召喚の儀」が成功し、ソーマが召喚されると、無関係の異世界人を巻き込み二度と故郷へ帰れなくさせてしまったことを後悔する。
1週間戦争後、ユリウスからの依頼を受け、非がアミドニア側にあることは承知の上で、政策の要である「人類宣言」の威信を守るため、領土返還交渉の使者として陸軍総帥ジャンヌを自身の名代として派遣する。ヴァン返還交渉終了後に帰国したジャンヌと、勇者とは何なのか話し合う。
フリードニア王国建国後、ソーマとは盟友となる。フリードニア王国を参考に玉音放送で音楽番組などを制作、国民の要望に応え歌姫（ローレライ）として番組に出演し「歌って踊れる女皇」になる。 王国・帝国・共和国の三国による医療同盟を締結する。魔浪の発生により、放送会談でソーマに対し「秘密同盟」に基づく東方諸国連合への援軍派遣を要請する。
その後、研究で失敗するトリルを駐フリードニア大使に任命、ソーマに二国間の共同研究を打診し、共和国も加わって三国共同研究することになった。
翌年（大陸暦1548年）、帝国内では、サンドリアの父を騙した詐欺師と裏で繋がっていた有力貴族を処分した。その後、魔物学シンポジウムを視聴する。
ギムバールの提案により、傭兵国家ゼムでソーマと会談する。そこでソーマ達が九頭龍諸島連合に艦隊を派遣することを聞き、更に九頭龍諸島連合（各島の指導者達）に和平の仲介を依頼される。僅かな情報からソーマ側の思惑を看破し、依頼を受け入れる。会談後は、アイーシャと食関係で意気投合する。密談時、将来帝国を割れる状況下になった時、割れた帝国の片側との正式な同盟の締結を確約させる。
フリードニア艦隊と九頭龍諸島艦隊の共闘が両国王によって宣言された同時刻、ヴァロア城政務室にてジャンヌと「フリードニアによる九頭龍諸島への艦隊派遣」の裏事情を話す。魔王領解放により名声を得ているフウガに触発された一部家臣から、魔王領への派兵を進言されているが断っている。
ガーラン精霊王国からの使者ゲルラ・ガーランから「父なる島」解放の助力を要請されるが、民族差別を禁じる「人類宣言」を掲げているため他種族を蔑視する方針の国と協調することは出来ず、拒否する。精霊王の呪い発生時は、バルム・サミットでソーマ、フウガ達国家主席と会談する。リーシアとも親交を深める。
大陸暦1552年、ハシムの策略などで、グラン・ケイオス帝国が揺らいでおり、大虎ケイオス戦争で、国家滅亡の危機に陥るも、ソーマ達海洋同盟によって免れる。
長い年月をかけて意図を悟られぬよう、自身に聖女としての役割を求める魔王領強硬派と、聖女として盲目的に崇拝するものたちを北部地域に集中して配置させたが、マリア本人は精神的に限界だった。停戦後の夜に泣き出してしまったが、リーシア公認のソーマによる甘やかしによって事無きを得る。グラン・ケイオス帝国解体後は、女皇を退位し、ユーフォリア王位をジャンヌに譲る。マリアはソーマと婚約し、フリードニア王国第三側妃候補となる。フリードニア王国移住後は、歌姫、医療従事者、慈善事業家として活動し、フリードニアの天使と呼ばれる。
その後はトリルに帰国させ、駐フリードニア王国大使の仕事を引き継ぐ。フリードニア王国での合同結婚式前は、アイーシャやユリガとお茶会をする。翌年はソーマと結婚し、フリードニア王国第三側妃となる。魔族調査の会議では、生前の父から聞いた魔王領侵攻について話す。魔王領解放戦争では、リーシアやロロアとフリードニア王国に残る。
女皇として
法や規則を重んじ、理性的に振る舞っている。
マリアが「帝国の聖女」であることを重視する家臣達と違い、自身の面子は然程気にしていない。良い政策は他国のものでも自国に取り入れる方針で、奴隷制度の有名無実化、道路整備による輸送力の向上、宝珠を使った番組制作等でフリードニアを参考にしている。
フウガの人物評では、炎の鳥。眩く輝いて魅了させ、灼熱の炎で敵を寄せ付けない。ただし、その輝きは自分の身を焦がして放っている。無理に輝き続ければ、やがて燃え尽きて灰になりそうだと評している。

##### 王子・王女
大陸暦1552年時点で5人（王子3人、王女2人）いる。リーシアが2人、ジュナが2人、ロロアが1人産んでいる。アイーシャ、ナデンは長寿種族で子供ができにくいので、長い目で見る必要があり。
シアン・エルフリーデン
フリードニア王国王子（大陸暦1547年12月 - ）。
大陸暦1547年12月21日に誕生→6歳（大陸暦1553年時点）。
リーシアとソーマの息子。ソーマ家長男。リーシアに似たプラチナブロンド色の髪が特徴。引っ込み思案な性格。 エルフリーデン王家の血筋として将来この国を担うので、大母（祖母）のエリシャ、母のリーシアと系譜が分かるようにする為、シアンと名付けられた。
専属侍従であるカルラに懐いており、初めて名前を憶えたのが、両親の名前でなくカルラの名前だった。九頭龍諸島王国のシャランとは、親同士の取り決めで婚約者となっており、対面時はボンヤリ眺めるだけであった。
トルギス共和国に行った際（大陸暦1552年、5歳前後）は、マイペースに雪玉を転がして遊んでいた。露天風呂では誰かの背中をゴシゴシするのがマイブームとなっている。
普段は引っ込み思案であるが、少し先の未来を予知する能力があり、2歳（大陸暦1549年頃）の時に開花していた。カズハと遊んでいた時は、カズハに抱き着いて動きを止めようとしては、お転婆なカズハを止められなかったが、侍従であるカルラによって助けられていた（同時にカルラはシアンが未来予知能力があることを見抜く）。
魔王領解放戦争では、予知能力でソーマが魔王領に行くことを把握し、行かないで欲しいと言う（この場面を見たカルラはソーマに同行することに）。ソーマが帰還時、カルラが死にかけたことを知り、怒って迎えた。
カズハ・エルフリーデン
フリードニア王国王女（大陸暦1547年12月 - ）。
大陸暦1547年12月21日に誕生→6歳（大陸暦1553年時点）。
リーシアとソーマの娘。ソーマ家長女。リーシアに似たプラチナブロンド色の髪が特徴。お転婆な性格。
ソーマの名前はカズヤだが、王位継承時になくなってしまうので、それに連なる名でカズハという名をつけた。
専属侍従であるカルラに懐いており、初めて名前を憶えたのが、両親の名前でなくカルラの名前だった。
シャランと対面時は、カズハの方が興味津々であった。アイーシャのことはアイママと呼んでいる。
トルギス共和国に行った際は、雪玉をカズハと競い合うように大きくして転がして遊んでいた。露天風呂でもテンション上がって、アイーシャをハラハラさせた。
エンジュ・ソーマ
フリードニア王国王女（大陸暦1550年1月 - ）。
大陸暦1550年1月に誕生→3歳（大陸暦1553年時点）。
ジュナとソーマの娘。ソーマ家次女。ジュナ似だが、髪の色は若干濃いめの可愛らしい女の子。
名前は大母（祖母）・エクセルと母・ジュナからとって名付けられた。
第一の歌姫（プリマ・ローレライ）の血を受け継いでいるためか、泣き声が大きい。
トルギス共和国に行った際は、マイペースに雪玉を転がして遊んでいたシアンのマネをして、後ろをついていった。
レオン・アミドニア
フリードニア王国王子（大陸暦1550年 - ）。
大陸暦1550年2月 - 7月の間に誕生→3歳（大陸暦1553年時点）。
ロロアとソーマの息子。ソーマ家次男。髪の色は濃い焦げ茶色。
トルギス共和国に行った際は、雪玉をカズハと競い合うように大きくして転がして遊んでいた。
ロロアの考えでは、自分とソーマの子なら王位に興味がないので、ロロアとソーマの間に子供が生まれたら、自分が裏で仕切る商会を継がせたいとのこと。また、男の子なら、セバスチャンの娘・フローラのところに入り婿という形がいいと語っていた。
カイト・ソーマ
フリードニア王国王子（大陸暦1551年頃 - ）。
大陸暦1551年4月 - 大陸暦1552年3月の間に誕生→乳児（大陸暦1552年4月時点）→1歳（大陸暦1553年時点）。
ジュナとソーマの息子。ソーマ家3男。ジュナに印象深い「海」のイメージから名付けられた。

##### 前国王・前王妃
アルベルト・エルフリーデン
前エルフリーデン国王。
エリシャ・エルフリーデン
前エルフリーデン王妃。
ガイウス・アミドニア八世
前アミドニア公王。故人。

#### 幹部・大臣
ハクヤ・クオンミン
フリードニア王国宰相。
トモエ・イヌイ
フリードニア王国侍中候補。
ポンチョ・イシヅカ・パナコッタ
フリードニア王国農林大臣。
エクセル・ウォルター
フリードニア王国国防軍総大将。
ルドウィン・M・アークス
フリードニア王国国防軍副総大将。
ユリウス・アミドニア／ユリウス・ラスタニア
声 - 野島健児
アミドニア公国公子→アミドニア公王（大陸暦1546年）→ラスタニア王国客将（大陸暦1547年）→ラスタニア王国国王代行（大陸暦1548年 - 大陸暦1549年）→フリードニア王国軍師（大陸暦1549年 - ）。
20代中盤の男性（大陸暦1546年時点）。ロロアの兄。白の軍師。流血公子。
非情な決断も躊躇わずに下せる合理的な性格の持ち主。父ガイウスと同じく武官肌。ただし、全くの非情ではなく、友人であるコルベールがガイウスに斬られそうになった際、さりげなく間に入って止めることも。恋愛については、無自覚でタラシな部分と美しい容姿と相まって、公城勤めの女官から絶大な人気があった。また、一度惚れたら愛情深いタイプである。
1週間戦争が始まる1年前（大陸暦1545年）、エルフリーデン王国軍とアミドニア公国軍の武力衝突で、エルフリーデン王国側のゲオルグ、ミオと対面する。この時にゲオルグからも一目置かれていた。
1週間戦争では、ガイウスの発案で勝負が決する前に戦場を離脱。生前のガイウスの指示で全責任をガイウスに被せて、帝国の支援を受け、ヴァンを返還される。しかし、ルナリア正教皇国よる扇動、更にロロアの策略で、アミドニア公国で内乱が起き、追放される。
追放された後はグラン・ケイオス帝国に逃げたが、支援の見込みもないことを悟り、放浪の末、東方諸国連合のラスタニア王国に辿り着き、そこでティア、ジルコマ、ローレンと出会い、ユリウス自身も変わる。
エルフリーデンの内情を読み違え、ソーマに偽の文書で出し抜かれたこともあり、客将でありながら自ら行商人を呼んで周辺国の情報を集めていた。大国の軍を率いていた経験もあって、魔浪においてはラスタニア王国軍の指揮官として活動。更にソーマやロロアに援軍派遣を依頼する。その後、先遣隊を率いたソーマとロロアと再会し、和解する。同時にソーマの悪巧みでティアと婚約する。フリードニア軍の本体が到着するまでの間、ラスタニアとフリードニアの混成軍の総指揮官として尽力し、後に援軍に来たノートゥン竜騎士王国王女シィルとも友誼を結ぶ。
東方諸国連合の魔浪戦後はティアと結婚。同時にフウガ・ハーンや東方諸国連合の情勢を、ソーマに情報提供している。
東方諸国連合統一戦争では、外遊の名目でラスタニア国王夫妻とティアを、ノートゥン竜騎士王国経由でフリードニアへと逃がす。自身はラスタニアに残り、ジルコマと共に王族以外の脱出者の陣頭指揮を執り、竜騎士王国の奮闘もあってフリードニア王国に亡命する。ソーマ、ロロア、ティア、コルベール、ミオと再会し、フリードニア王国現場軍師に就く。また、ミオの求婚にOKしないコルベールを見て、ミオに助言し、婚約に導く。
精霊王の呪い発生時は、バルム・サミットに行くソーマ、リーシア達と行動する。
大虎ケイオス戦争時は、ハクヤの命令でルナリア正教皇国の国境線にミオと共に軍を出す。
フリードニア王国の合同結婚式では、コルベールとミオの結婚式に参加する。魔王領解放戦争では、フリードニア王国に残り、カエデと共にルドウィンを補佐する。
ギャツビー・コルベール／ギャツビー・C・カーマイン
声 - 山下誠一郎
アミドニア公国財務官（大陸暦1545年時点）→アミドニア公国財務大臣（大陸暦1546年）→フリードニア王国財務大臣（大陸暦1546年 - ）。
20代中盤（大陸暦1546年時点）で知性派の男性。コルベール家三男。公子ユリウスとは主家・家臣の関係だが友人でもある。公女ロロアとも経済を理解し合う間柄で、親しくしている。
軍事国家ゆえに舐められやすい文官でありながら、必要であれば国王であるガイウス、敵国の武官であるゲオルグにも物申せる胆力の持ち主。
アミドニア公国の財務官時代、エルフリーデン王国軍とアミドニア公国軍の武力衝突で、エルフリーデン王国側のゲオルグ、ミオと対面する。近隣の船が武力衝突で壊れてしまった為、その弁償をお願いする。この時にゲオルグから、コルベールのような人物を、領地経営が苦手なミオの婿に来てもらいたいと一目置かれていた。
アミドニア公国財務大臣となった後、主君であるガイウスに、エルフリーデン王国侵攻を考えるよう進言するも聞き入れてもらえず、蹴られる。この件でアミドニア公国財務大臣を解任された後、ロロアと行動を共にする。セバスチャン、ヘルマンと共に、ロロアのアミドニア公国併合に協力。フリードニア王国建国後は、フリードニア王国財務大臣に任命される。大金に慣れてない歌姫のマネージャー役を任せられたりするなど、フリードニア王国の財務大臣になってからも苦労人体質となっている。ただし、財務官としての腕は、ロロアと共に資金繰りに目処をつかせるほどなので、ソーマからも頼りにされている。
ロロアがユリウスのいるラスタニア王国に行く時は、財政面の管理を任される。
傭兵国家ゼムでミオと再会する。ミオが王国帰国後、領地運営に苦戦していた為、ランデルに派遣させられる。その後、ミオから求婚される毎日を送る。
フリードニア王国に帰国したユリウスと再会し、そのユリウスから助言を受けたミオから改めて求婚され、婚約する。
大虎ケイオス戦争では、招集を受けたミオに、カーマイン領を任される。その後、パルナム城でソーマやロロア達と予算の打ち合わせをしていた。
翌年はミオ・カーマインと結婚し、ギャツビー・C（コルベール）・カーマインとなる。
イチハ・チマ
東方諸国連合チマ公国のチマ家5男（末っ子）→フリードニア王国家臣兼王立アカデミー留学生（大陸暦1548年 - 大陸暦1552年）→フリードニア王国宰相代理（大陸暦1552年 - ）。
10歳（大陸暦1547年時点）→14歳 - 15歳（大陸暦1552年時点）→16歳（大陸暦1553年時点）。
栗色の髪で、線が細い少年。東方諸国連合の麒麟児。病弱で絵を描く内向的な性格。普段は眼鏡をかけている。次兄ゴーシュとナタにいびられており、その時に守ってくれる長姉ムツミのことは慕っている。
趣味の絵描きを活かして独自に魔物の体系化を行っていたが、武勇関係で優秀なチマ兄弟姉妹に囲まれて、東方諸国連合の文化により軽んじられていた。しかし、その才は戦闘方面だけでなく、食文化、科学技術、経済などの多岐にわたって影響を与えられるほどであり、トモエ、ソーマ、ハクヤからは一目置かれている。
東方諸国連合の魔浪では、魔物の絵を描いていた。そんな中、ウェダン城で迷子になったトモエと出会う。道中に東方諸国連合の兵士に絡まれたが、震えながらもトモエを庇い、その場に来たソーマ、アイーシャ、ムツミによって難を逃れる。そこで出会ったソーマにチマ家で最も才のある存在とまで絶賛される。同時にトモエ、ユリガと友となり、親交を深める。魔浪戦後はソーマと父マシューの交渉で、フリードニア王国に行くことになった（ソーマは報奨の中にイチハが入っていれば、戦功第1位を譲らず、フウガと争うことになっても指名するつもりだった）。
フリードニア王国に留学後はヒルデに診断してもらい、呼吸器系の病であることが判明した。北は砂漠や魔王領が近いせいか空気が悪いので、季節の変わり目時によく寝込むことがあった。比較的空気の良いフリードニア王国で暮らしていくうちに、身体が大きくなるにつれて段々と良くなっていった。
フリードニア王国で行われた結婚式・戴冠式にはチマ公国マシュー・チマ公の名代として参加する。
王立アカデミー入学後、ヴェルザ、ルーシーとも友人となる。部活は魔物研究会に入るその合間、自身が主導で魔物部位識別法（魔識法）の研究を進めており、魔物学シンポジウム以降、チマ家の余り物という不遇の評価は消え去り、イチハの名声は上がる。 立場は他国の留学生だったが、ソーマ、ハクヤ、トモエに、王立アカデミー卒業後、この国に仕えないか勧誘され、ソーマの臣下になることを承諾する。また、魔物部位識別法（魔識法）の研究を進めるにあたって有効となる為、トモエが魔物と話したことがある事実を聞く。
オオヤミズチ退治戦時は、九頭龍諸島でトモエと共にオオヤミズチ対策の為、情報収集を行う。
東方諸国連合統一戦争時、父・マシューから手紙が来て、内容は子供の心配より戦況の知らせだったのだが、そういう人と割り切っていた。ムツミの嫁ぎ先を討伐しようとしたゴーシュやマシューのことは許せないが、フウガやユリガに対して恨む気持ちはなかった。ユリガに対してどのように振る舞ったらいいのか困惑していたが、ユリガも同じ意見だった為、お互い敵意はなく、友人関係に暗雲は来なかった。フリードニア王国に亡命してきた次姉サミのことを気にかけており、ナタやゴーシュのせいで交流がなかった時間を埋めるかのように、姉弟の交流を深める。
潜血魔蝕虫症（通称：魔虫症）への対処時はトモエ、ユリガ達と共にガーラン精霊王国に行く。父なる島の城塞都市ミンでフウガと会う。フリードニア王国帰還後は王立アカデミー夏季休暇中の課題に取り組み、夏祭りにトモエ、ユリガ、サミ、ルーシー、ヴェルザと参加する。
在学中から魔物学の権威として名を馳せる一方、サミの一件でハクヤから政治や政略のことを学んでいた。王立アカデミー卒業し、大虎ケイオス戦争後はフリードニア王国宰相代理となる。
フリードニア王国の合同結婚式前は、トモエと婚約する。その後は学生時代の魔物研究会会長やサミなど人脈を活用して、魔族調査を行う。
魔王領解放戦争では、シーディアン達と交流を深める。帰国後は王立アカデミー時代の友人達と同窓会をする。
チマ家の末弟を得る
日本の類義語としては『労多くして功少なし』、『骨折り損のくたびれもうけ』、『残り物には福がある』。
この言葉が作られた当初は、『散々苦労しても得られるものがわずかだった』という状況を指す言葉だった。しかし、この言葉もモデルとなったイチハ・チマが秘めていた資質が開花されるにつれて、この諺は『誰にも選ばれずに余っていたものが実はとんでもないお宝だった』という状況を指す諺となった。

#### 国防軍
ソーマによってエルフリーデン王国禁・陸・海・空軍、アミドニア公国軍を統一され、フリードニア王国国防軍となる。
総大将はエクセル・ウォルター、副総大将はルドウィン・アークスが務める。海上で飛竜を用いるための島型空母や、空から落下することで、敵部隊の奇襲や対空連弩砲の破壊を目的とした竜挺兵（ドラトルーパー）など、独自の兵科を持つ。東方諸国連合の魔浪時のフリードニア王国国防陸軍は13万。

##### 幹部
エクセル・ウォルター
国防軍総大将。
ルドウィン・M・アークス
国防軍副総大将。
カエデ・フォキシア
国防軍参謀。
グレイヴ・マグナ
声 - 山本兼平
エルフリーデン王国陸軍将兵→フリードニア王国国防陸軍大将（大陸暦1546年 - ）。
白髪交じりの髪の中年男性（アニメでは赤髪で、左目に傷がある）。陸軍閥の名門マグナ家の当主であり陸軍将校。ハルバートの父親。ベオウルフと並んでゲオルグの両輪とされた人物。
新王ソーマに反発するゲオルグに不信感を持ち（実際はゲオルグの指示で）陸軍を離脱、嫡男ハルバートを王都へ呼び戻す。ハルバートの件で、王城に訪問した際、ゲオルグの真意を話す。
1週間戦争時はソーマ側につき、陸軍を率いる。その功績で、ランデル及びその周辺領土を与えられ、フリードニア王国国防陸軍大将となる。
ソーマがラスタニア王国派遣の人員配置では、ルナリア正教皇国側の国境線を守備する。
ハルの結婚式前にハルバートが独身前の旅に行くことを勝手に許可したので、エルバに怒られる。その罰としてしばらく義娘たちとの接触を禁じられ、自室に引き籠っていた。
ランデルなどカーマイン旧領の一部を任されていたが、ランデル城には住まずに城下に館を構えて、政務を行う時だけ登城している。ゲオルグへの敬愛は今でも薄れておらず、オーエンからミオのことを聞いたときは、彼女の身を案じていた。ミオが王国に帰国後、カーマイン家再興され、ランデルとその周囲の領地をミオに与えることを承諾し、後見人となる。
九頭龍諸島連合との小競り合い時は、東方諸国連合との国境線を警備する。
フリードニア王国の合同結婚式では、コルベールとミオの結婚式に参加する。
カストール
島型空母ヒリュウ艦長。大虎ケイオス戦争後はエクセルから海軍の指揮を任されている。
トルマン
声 - 柳田淳一
バルガス家の家宰兼エルフリーデン王国空軍副将→フリードニア王国国防空軍大将（大陸暦1546年 - ）。
紳士風の男性。領地経営が苦手なカストールに代わり、アクセラと共にやっていた。家宰を任されるだけあって、物事を冷静に見る目がある。
1週間戦争では、最後までカストールに仕えるつもりだったが、カストールの命令で自分に何かあった時の為にカルルや空軍指揮官を任せる為、中立に入る。カストール敗北後は一時的な空軍大将となり、空軍内の反対意見を一喝で黙らせ、ランデル戦やアミドニア公国軍との戦いに参加する。
1週間戦争後、カルルがバルガス家を継いだ際、アクセラと共に補佐する。更に王国軍統一によって国防空軍大将となる。
カストールのことは御館様、再会後は艦長と呼んでいる。1週間戦争から約1年後、パルナム城でカストールと再会し、アクセラ達の近況、彼女からの伝言を伝える。東方諸国連合へ援軍派遣配置では、空軍部隊半数を補給物資の運送を任せられる。
九頭龍諸島連合との開戦が近いと噂される中、島型戦艦ヒリュウに配備する飛竜（ワイバーン）騎兵の編成を相談する為、カストールを訪問する。その後、カストールに誘いで哨戒任務につき、その最中にシャボンとキシュンを保護する。

##### 部下
ハルバート・マグナ
国防軍特殊降下部隊竜挺兵（ドラトルーパー）突撃隊長。
ルビィ／ルビィ・マグナ
星竜連峰の竜→フリードニア王国国防軍特殊降下部隊竜挺兵突撃隊長の竜（大陸暦1547年 - ）
星竜連峰に住む赤い竜。人間形態だと赤髪縦ロールの少女。ハルバートの第2夫人（大陸暦1548年 - ）。
よくナデンのことを飛べないドラゴン、ワームと馬鹿にする。ただし、ナデンに突っかかる理由は、独自性を持っているのが羨ましいからである。星竜連峰で嵐が来た際、カギとなるナデンがいないのをルビィのせいにされ、他の竜にいじめられた。
ナデンに助けられた後、ハルバートやカエデと共に嵐の対処を行う。ただし、その過程で竜騎士の契約を交わしていないハルバートを背に乗せるという、星竜連邦の価値観からすると不貞になる行動であった。
ハルバートはそれを知らず、ルビィ自身はそれも踏まえて覚悟の上だったが、カエデの説得もあり、ハルバートと竜騎士の契約を交わすことになった。この1件でナデンとも関係改善した。
東方諸国連合の魔浪時は、ハルバート達と同行し、共に魔物と戦う。ラスタニア王国でパイと再会する。チマ公国でフウガと会った際、彼に引き摺られそうになったハルを一喝する。
結婚後、ハルバートの第2夫人となる。
東西対抗歌合戦では、ナデンと共にエクセルと戦い、その後のオバケ祭りにも参加する。
九頭龍諸島でのオオヤミズチ退治戦では、ハルと共に奮闘する。その後の宴でハルが羽目を外さないよう、監視して尻に敷いている。
フリードニア王国にパイが来訪時、パルナム城内の「お食事処イシヅカ」でナデン、パイと同窓会をする。
大虎ケイオス戦争では、マリア達帝国を守る為、ハルやソーマ達と共に帝都ヴァロアへ先行する。
フリードニア王国の合同結婚式では、ソーマ達の結婚式に参加する。本来竜が背中に乗せるのは伴侶のみだが、ヴェルザはすでにハルバートに 嫁ぐことが内定している（ハルバートはそのことを知らない）ため、『伴侶の伴侶』扱いで許可していた。魔王領解放戦争にも参加する。
ヴェルザ・ノルン
「神護の森」の住民（ - 大陸暦1547年）→王立アカデミー学生（大陸暦1548年 - 大陸暦1552年）→フリードニア王国国防陸軍兵（大陸暦1552年 - ）。
11歳（大陸暦1547年時点）→17歳（大陸暦1553年時点）。
スールの娘。ダークエルフの少女。神護の森で起きた自然災害時、ハルバートに救助され、彼を慕う。ソーマの護衛で、神護の森に来たハルバート、ルビィに会い、家に招待する。
ハルバートの結婚式前、マグナ家の家臣に加えて欲しいとカエデやルビィに対して直談判しに行く（ハルバートにも伝えたが、子供の戯言だと信じず、彼の鈍感さにはカエデとルビィも呆れていた）。ヴェルザ本人はハルバートの妻になりたいと話す。カエデから条件として「王立アカデミーか士官学校のどちらかを卒業すること」提示される。
王立アカデミー入学後、トモエ、イチハ、ユリガ、スールーと友となる。在学中は花嫁修業の為、料理研究会に入る。
九頭龍諸島連合にお忍びで行ったユリガに対しては、ハルのところに行きたかったこともあり、説教していた。また、ユリガのハルよりも兄の方がすごいと自慢しようとしたとき、威圧する。大陸暦1550年8月の夏祭りに、トモエ達と参加する。
王立アカデミー卒業後は、マグナ家との繋がりから陸軍へと入り、ハルバートの秘書官のような立場となっている。
フリードニア王国の合同結婚式では、ソーマ達の結婚式に参加する。魔王領解放戦争後は、王立アカデミー時代の友人達と同窓会をする。
ミオ・カーマイン
エルフリーデン王国カーマイン家長女（ - 大陸暦1546年）→傭兵国家ゼム武術大会参加者・優勝者（大陸暦1547年 - 大陸暦1548年）→フリードニア王国国防陸軍将兵（大陸暦1548年 - ）。
20歳のソーマより少し年上（大陸暦1548年時点）。
ゲオルグ・カーマインの娘。武器は双剣。ゲオルグに鍛えられたこともあり、戦闘能力は高く、王国随一の戦闘力を持つアイーシャとも剣戟を交わせるほど。
ただし、全体主義で規律にうるさい士官学校の校歌斉唱では、口パクを許されるほど歌は下手だった。領地経営も苦手だった。恋愛においては肉食思考で回りくどいのは嫌い。
大陸暦1545年、エルフリーデン王国軍とアミドニア公国軍の小競り合いで、アミドニア公子ユリウス、のちに婚約者となるコルベールと対面する。
1週間戦争でゲオルグが反乱を起こす直前、母と共に縁を切られる。ゲオルグを止めようとしたが、不意打ちを喰らって意識を失い、気付いたときは国外へと出ていた。ただし、ゲオルグが反乱を起こした理由までは知らなかった。ゲオルグと敵対したソーマ達王族に対しては特に遺恨はなかった。
傭兵国家ゼムの武術大会に参加しており、ギムバールからの依頼で王国に書状を送る。
ソーマ達が傭兵国家ゼムに来た際、案内役となる。アイーシャと手合わせで戦ったり、コルベールと再会し旧交を温める。武術大会で優勝し、ゲオルグがなぜ反乱を起こしたのか、フリードニア王国へ再調査願いを出す。カゲトラとの戦いで、カゲトラの正体がゲオルグであることを知る。その後はソーマに同行し、帝国皇女のマリアと王国国王ソーマの会談に参加する。
フリードニア王国となった故郷に帰国し、リーシアと対面する。
その後、ゲオルグの名誉が回復し、更にカーマイン家も再興され、故郷のランデルとその周辺の領地を与えられた。貴族地位としては中流騎士として復活し、騎士は全て国防軍所属となるので、国防陸軍で働くことになった。苦手分野の領地運営に苦戦していた際、ソーマにお願いしてコルベールを派遣させる。その後はコルベールをビー殿と呼び、領地運営に優れたコルベールに求婚する。ただし、求婚理由の１つが政務なので断られていた。
翌年（大陸暦1549年）、コルベールの熱心な指導で政務処理能力は普通になっていた。ユリウス達ラスタニア王国関係者が亡命時、コルベールに同行して、ユリウス、ティアと会う。結婚したリーシアやティアのことを羨ましいと感じ、更にユリウスの助言で、コルベールに改めて求婚し、婚約する。
大虎ケイオス戦争では、ルナリア正教皇国に国防陸軍主体で軍を動かすということで、陸軍の将兵たちに顔が利くミオが招聘され、ユリウスの副将として付けられた。
翌年はコルベールと結婚する。

#### 王城関係者

##### パルナム城
マルクス
声 - 青山穣
エルフリーデン王国宰相（ - 大陸暦1546年）→エルフリーデン王国侍中（大陸暦1546年）→フリードニア王国侍中（大陸暦1546年 - 大陸暦1552年）。
壮年のハーフエルフ。ソーマの配下の中では、前王アルベルト時代から宰相として国を支えた最古参の配下。また、前王アルベルト配下の中では唯一有能な宰相でもある。
アルベルトが王位を譲った後も続投しソーマを支えていたが、ハクヤが頭角を現してからは彼に宰相の座を譲り、自身は侍中として王城内の庶務を取り仕切る。縁の下の苦労人。
先々代王のエルフリーデン時代も知っていることから、エクセルと協力し、お世継ぎ問題に気を張っている。リーシア妊娠時は、感動のあまり、滂沱の涙を流した。
その翌年は、ソーマの戴冠式に参加する。
トモエが王立アカデミー卒業後は、侍中を彼女に引き継ぐ為、王城内の行事準備の仕方などを教える。
セリィナ
声 - 貫井柚佳
エルフリーデン王国パルナム城侍従長（ - 大陸暦1546年）→フリードニア王国パルナム城侍従長（大陸暦1546年 - ）
21歳（大陸暦1546年時点）→22歳（大陸暦1547年時点）→28歳（大陸暦1553年時点）
リーシア付きの侍従。ポンチョの第1夫人（大陸暦1548年 - ）。
かわいい女の子をイジるという性癖持ちであり、リーシア、後に部下となるカルラからも恐れられている。また、ジルコマに好意を抱いているローレンのこともいじる。
その反面一族の在り方を額面通りに受け取りすぎており、従者としての感情以外を過剰に切り捨て気味で、また他人に頼ることを苦手としているなど精神的に不器用な側面もある。
ソーマの命令で、ラーメンの再現を邪魔にならないように研究していたポンチョの活動が変な怪談話となっていた際に、ポンチョが作るB級グルメの虜となる。それ以来押しの弱いポンチョの補佐をしつつ返礼として新作を食すという凸凹コンビに近い立場となっている。 ポンチョに縁談の話が大量に舞い込んできたときは、ポンチョのお見合いで楽に籠絡できると自惚れた女性達を跳ね除けていた（本人はポンチョの顔を見ただけで逃げ帰る失礼な人という認識）。書類提出に来たコマインに対しても、誤解して睨む。ただし、誤解が解けた後は、同じB級グルメの魅力に取り憑かれたコマインと意気投合し、彼女の仕官を許可する。
東方諸国連合の魔浪時は、ポンチョが兵糧輸送を担当することになり、ポンチョ、コマイン、フリードニア王国軍本隊と共に、ラスタニア王国へ行く。
大陸暦1548年、ポンチョと結婚する。翌年、妊娠し、マリンを出産する。
コマインと共に子供二人目を欲しがったせいで、ポンチョの体型が痩せている。
カルラ・バルガス／カルラ／ミス・ドラン
声 - 愛美
エルフリーデン王国空軍兵→フリードニア王国王族所有の犯罪奴隷兼侍従（大陸暦1546年 - 大陸暦1553年）→フリードニア王国王族侍従（大陸暦1553年 - ）。
外見年齢18歳前後。
赤髪と金色に輝く瞳が印象的な美少女。レッドメタリックな重装の鎧を着ている。空軍大将カストールの娘。エクセルの孫娘の一人。リーシアの親友。火系統魔法の使い手。
両親と同じく半竜人（ドラゴニュート）であり、個人戦闘力はカストールに次ぐ空軍ナンバー2。その美貌ゆえに言い寄る貴族・騎士の子弟は多いが、「自分より弱いヤツは夫にしない」と豪語して、返り討ちにしている。
当初はソーマが王位簒奪をし、リーシアを手籠めにしていると誤解していた。ただし、リーシアからの手紙で誤解は解けており、カストールからもアクセラやリーシアの元に行くよう説得されたが、今更どんな顔をして会えばいいのか分からず、ゲオルグを信じるカストールにつき、1週間戦争でソーマに反逆する。カストール敗北後は、隷属の首輪をつけられ、アミドニア戦でソーマと共にガイウス八世を倒す。
戦争後は、エクセルが自らの功績と引き替えに裁判が開かれる。裁判の結果、カストールだけ命を助けても見聞が悪いので、死罪は免れ、王族の奴隷身分に落とされる。同時にソーマから、自分が道を誤った時の心中役を命じられる。奴隷の仕事は無いので、侍従となり、セリィナの部下となる。その後、フリードニア王国となってからはソーマ、リーシア、オーエンと共に難民キャンプへ行く。
翌年の大陸暦1547年以降は、ソーマ肝入りの情操教育番組に参加する。ただし、セリィナの策略で露出度の高い格好で悪の女幹部ミス・ドラン役をやらされた上に大人気となってしまう。
星竜連峰に行くソーマ達に同行するも、暴走したアイーシャを止める為、ハルバート、カエデと共に苦労する。
リーシア妊娠中はアルベルトの旧領にいる彼女に付き添い、出産後のリーシアと双子のシアンとカズハと共に帰還する。その後は、シアン、カズハの専属侍従となる。
東西リアル歌合戦では、セリィナによってミス・ドランの格好にされて、恥ずかしさの余り大暴れした結果、特別賞を受賞する。
ミオの意向で、ゲオルグの真意をある程度脚色して開示する事態になった際は、同情意見もあって奴隷から解放可能になったが、あえて固辞している。シアンとカズハにも懐かれており、二人が初めて呼んだ名詞は「パパ」でも「ママ」でもなくカルラの名前。ある意味十分納得できる立ち位置にはいたのだが、これにはソーマ達から強くうらやましがられている。同時にシアンに予知能力があることを見抜く。
大陸暦1552年、トルギス共和国に行くシアン達の面倒を見る。
魔王領解放戦争では、シアンから予知能力でソーマが帰って来れなくなることを聞き、自ら希望してソーマに同行する。魔族の兵器の攻撃からソーマを庇い、心肺停止の重体となったが、マオによって治療を受け、一命を取り留める。その時に心停止していた影響で隷属の首輪が外れたことによって、晴れて奴隷から解放された。カルラ本人の希望で、ソーマの抑止力としての役割、更にシアンたちのことも気になるので、その後も王城で働くことになった。
カーマイン夫人
ゲオルグ・カーマインの妻。ミオの母。
ゲオルグの計らいで、ミオと共に傭兵国家ゼムにいた。ゲオルグのことは、妻として信じ、受け入れるだけと特に遺恨を持っていなかった。
ゼムの武術大会後は、王国に帰国し、カゲトラとなったゲオルグに会えるようにしたい為、パルナム城に行きたいと希望する。そして、パルナム城内託児所の保育士を務め、トモコの同僚となる。
フリードニア王国の合同結婚式では、ミオとコルベールの結婚式に参加する。人の認識を阻害するマントを持つカゲトラにも気付き、彼と親交を深める。

###### パナコッタ家
ポンチョ・イシヅカ・パナコッタ

セリィナ

コマイン
声 - 広瀬ゆうき
狩猟民族の難民→フリードニア王国湾岸都市ヴェネティノヴァの住民、元難民のまとめ役（大陸暦1546年 - ）。
17歳（大陸暦1546年時点）→24歳（大陸暦1553年時点）。
ネイティブ・アメリカン風の少女。ジルコマの妹。
ジルコマと共に、魔王領拡大により国を逐われ、エルフリーデン王国へと逃れてきた難民たちのまとめ役になっていた。「故郷への帰還を諦めるなら、この国の民として受け入れる」というソーマの提案を受け入れた難民たちを、北へと戻った兄に代わりまとめており、新都市ヴェネティノヴァの看板娘として人気になっている。
書類提出で、湾岸都市ヴェネティノヴァの知事であったポンチョを訪問した時、セリィナにお見合い相手と誤解されて、睨み合う。ポンチョが作るB級グルメの魅力によって胃袋を掴まれ、ポンチョに仕えることに。
東方諸国連合ラスタニア王国への援軍では、ソーマの計らいで、ジルコマと会う為、兵糧輸送を担当するポンチョの補佐としてセリィナと共にお供する。ラスタニア王国到着時、ジルコマと、後に義姉となるローレンと共に魔物と戦う。ラスタニア王国の魔浪を治めた後、帰国する。
帰国後、ポンチョにアプローチし、セリィナも結婚できるよう取り計らう。ポンチョと結婚し、第2夫人となり、マロンを出産する。
夏祭りでは、ジルコマ、セリィナ、ローレン達と共に参加していた。
セリィナと共に子供二人目を欲しがったせいで、ポンチョの体型が痩せている。フリードニア王国の合同結婚式では、トモコとイヌガミの結婚式に参加する。
マロン
コマインとポンチョの娘。大陸暦1550年頃に誕生。 マリンとほぼ同時期に生まれた。誕生日も近いので、同じような語感の名前が良いということになって命名した。ポンチョ譲りの丸顔でまるで双子のようだが、マロンの方がやや赤みがかった肌をしている。
マリン
セリィナとポンチョの娘。マロンとほぼ同時期に生まれた。大陸暦1550年頃に誕生。 誕生日も近いので、同じような語感の名前が良いということになって命名した。

###### イヌイ家
トモエ・イヌイ

ベオウルフ・ガードナー／イヌガミ
声 - 竹内良太
エルフリーデン王国陸軍将校→フリードニア王国諜報部隊「黒猫」副隊長（大陸暦1546年 - ）。
狼顔の獣人族。30代の男性（大陸暦1547年時点）。イヌガミとなった後は灰狼族を名乗っている。
ゲオルグの片腕としてグレイヴと双璧をなす陸軍将校。グレイヴがゲオルグの命令でソーマについた後は、陸軍ナンバー2となる。1週間戦争ではゲオルグに従い、彼の不正貴族を一網打尽にする計画に協力した。1週間戦争後はアミドニア戦の功で罪は不問となる。しかし、一部の陸軍上層部と共にゲオルグと同等の刑を科すよう求める。処刑を嫌がったソーマに毒酒を勧められ、自害する。
表向きは死亡したことになっているが、ソーマ直属の諜報部隊黒猫の副隊長イヌガミとして生きている。護衛対象のトモエに対しては、娘のように接しており、半分親バカな一面もある。
星竜連峰やトルギス共和国に行くソーマやトモエ達に同行する。帰国後はムサシ坊や君の正体を探ろうとしたユノを発見し、ソーマの命令で政務室まで誘導する。
東方諸国連合の魔浪では、トモエの護衛として同行する。ラスタニア王国ではリザードマンと対話可能か確かめようとするトモエをフォローし、チマ公国ではトモエがいなくなったことに取り乱してウェダン城で捜し回っていた。帰国後はトモコに謝罪し、トモエの本来の性格、フリードニア王国に流れ着くまでの話を聞き、トモコやロウとも親交を深める。
トモコと相思相愛となって周囲から籍を入れるよう促され、大陸暦1553年にトモコと結婚する
トモコ・イヌイ
声 - 石井未紗
エルフリーデン王国難民→フリードニア王国パルナム城託児所保育士（大陸暦1546年 - ）
トモエの実母。妖狼族の女性。
ロウが生まれてすぐ夫が病死し、魔物によって故郷をおわれた後は難民として、フリードニア王国に流れ着く。
トモエが家臣として雇われた後、家族でパルナム城に暮らす。ソーマの計らいでパルナム城内託児所の保育士を務める。
イヌガミに懐いているロウ、またトモエが明るくなったのを微笑ましく見ていると語り、イヌガミとお茶する仲になる。
大陸暦1553年にイヌガミと再婚する。
ロウ・イヌイ
声 - 飯田友子
エルフリーデン王国難民→フリードニア王国の住民（大陸暦1546年 - ）
3歳（大陸暦1546年時点）→4歳（大陸暦1547年時点）→10歳（大陸暦1553年時点）。
トモエの弟。妖狼族の少年。ソーマやイヌガミに懐く。
実父の記憶がないため、イヌガミを父親だと思っている。フリードニア王国の合同結婚式では、トモコとイヌガミの結婚式に参加する。

##### 諜報部隊「黒猫」
1週間戦争後、アミドニア公国首都ヴァンで帝国の諜報員にしてやられたので、それに対抗するために組織された諜報工作活動を専門とするソーマ直属の部隊。元はハクヤが少数持っていた諜報員で構成されていたが、大幅に増員・精鋭化し、隊長はカゲトラ、副隊長はイヌガミが務める。秘密同盟を結んでいたグラン・ケイオス帝国の密偵とは、第3国の情報交換を行っている。
カゲトラ
黒猫隊長。
イヌガミ
黒猫副隊長。

#### 技術者（研究女子会）
ジーニャ・マクスウェル
フリードニア王国科学者。
メルーラ・メルラン
ガーラン精霊王国住民→ルナリア正教皇国に住む遊女→フリードニア王国の研究者（大陸暦1547年 - ）。
外見年齢は20代だが、実年齢だと100年以上生きている。
金色の髪に赤い瞳が特徴的なハイエルフ。ガーラン精霊王国出身の研究者。姿を消せる能力を持つ。
好奇心旺盛で外の世界に興味を持ち、祖国（ガルラが国王になる前）を出奔し、付与魔術をはじめ様々な魔法文化に触れており、魔法関連のエキスパートとなった。ルナリア正教皇国の「月の碑」を見る為、本教会に潜入する。潜入がバレて逃亡した最中、ソージに匿ってもらっていた。 ソージと共にフリードニア王国移住後、ジーニャとコンビを組む。ジーニャからはメルメルと呼ばれたり、ツッコミ役となったりと、彼女に振り回される。
ジーニャとメルーラのレッツ検証では、勇者のずた袋、勇者召喚の間を検証する。
王国、帝国、共和国の穿孔機共同研究する際、ジーニャ、タル、トリルと共に研究を進める。その傍ら、ジーニャとルドウィンの結婚式に参加する。
その後、東西リアル歌合戦が始まる前、魔法の専門家としてソーマ達と意見交換する。魔物学シンポジウムやオバケ祭りに参加していた。
研究女子会では、トリルからメカドラに穿孔機を付けたいと言われたが、タルと同じく実用派として消極的だったが、意見交換していく中、竜と機械に囚われすぎなのではと意見し、メカドラ強化計画に協力する。  タル達トルギス共和国組が帰国する際、ジーニャ、トリル達と共に見送る。
精霊王の呪い発生時（大陸暦1550年）では、精霊王の呪いを解明する為、ハイエルフである自分の血液などの提出を求められる。その時にフリードニア王国に来たゲルラを看取った。その後、ソーマやヒルデ達と情報交換する。
タル・オズミ
トルギス共和国の職人。
トリル・ユーフォリア
グラン・ケイオス帝国（ユーフォリア王国）の穿孔姫。

#### 神護の森（ダークエルフの里）
ダークエルフ族が住まう森。
ダークエルフ族は褐色肌と銀髪のエルフ。高い戦闘能力を有する。適齢期は30歳以上で、人間の3倍（約300年）は生きるとされている。
部族の仕来りで主人以外の者に、女性は自分の夫以外の者に頭を下げないのが貞淑の証である。生涯の忠誠を捧げる相手にはその者が死ぬまで忠誠を誓う。森の守護者を名乗り、森を守るとされる神獣を崇めている（神獣信仰）。アイーシャがソーマに登用されるまでは排他的で、他種族の森への侵入を禁じていた。災害発生時にも王都に救援要請は出さず、アイーシャにしか知らせなかった。しかし、ソーマが救援派遣をしたことにより、1週間戦争ではソーマ達禁軍を援護する。翌年（大陸暦1547年）にソーマ、アイーシャ、ナデン、ハルバート、ルビィが来た際は彼らを歓迎した。
アイーシャ・ウドガルド

ボーダン・ウドガルド
声 - 江越彬紀
神護の森にある集落の長（神護の森を領土とする貴族でもある）。見た目は20代の青年ダークエルフだが、80年以上生きている。
アイーシャの父親。妻は病気で故人。
排他的なダークエルフ族では先進的な考え方の持ち主で、開放派筆頭でもある。その為、外との交流にも理解があり、アイーシャがソーマへ陳情に行くことに唯一賛成した。
神護の森で土砂災害が起きた際は、アイーシャに連絡する。救援に来たソーマ達禁軍と共に救助活動を行う。
1週間戦争時に援軍派遣した報奨では、アイーシャを娶って欲しいとソーマに頼む。
結婚の挨拶の際、アイーシャを大事にし、先立つソーマを送れるよう、楽しい記憶と新たな家族を与えるようお願いする。
ロブトール・ウドガルド
声 - 坂泰斗
ボーダンの弟。アイーシャの叔父。ダークエルフ族の保守派筆頭で、アイーシャと家族付き合いはあまりなかった。
間伐についても、森の守護者であるダークエルフが不必要に伐採することに反対していた。その間伐に反対した場所で土砂災害が起き、妻と娘が行方不明となり慟哭していた。その後、72時間の壁を過ぎた中で妻を亡くすも、娘は助かる。
スール・ノルン
声 - 小林千晃
ヴェルザの父。カノン砲から放たれる砲弾を弓矢で撃ち落す使い手。風魔法を矢に付与させる。
1週間戦争では、ヴェルザの恩人であるハルバートやカエデ達禁軍を援護する。
ソーマの護衛で神護の森に来たハルバート、ルビィを迎え入れる。ヴェルザにされるがままのハルバートに心の中で、手綱を握らないと振り回されると語る。
ハルバートの結婚式前では、ヴェルザがマグナ家の家臣になりたいと申し出る際に同行する。
ヴェルザ・ノルン

#### 貴族

##### アークス・マクスウェル家
王都パルナムと湾岸都市ヴェネティノヴァの中間地点にアークス領がある。ルドウィンは王城勤務の為、普段は代官が経営している。
元はマクスウェル家がアークス領を治めていた。マクスウェル家は優れた研究家を輩出しており、王国の文化を大きく引き上げていた。とくにダンジョン内から発見される技術の解析は高く評価されている。玉音放送の簡易受信機の使用法などを発見した功績により、廃ダンジョンと領地をもらう。しかし、研究熱心で領地経営に関心を持たず、王家の了承を得て、領地経営は隣接するアークス家に委任した。利益の半分をアークス家に渡し、残り半分を自家の生活、研究資金に充てる方式となった。
ルドウィンとジーニャの結婚後、M（マクスウェル）・アークス家となる。
ルドウィン・M・アークス

ジーニャ・M・アークス

##### マグナ家
エルフリーデン王国陸軍閥の名門。1週間戦争後、ゲオルグが治めていたランデル及びその周辺領土を与えられる。ゲオルグの反乱の真意を知っているグレイヴは、ランデル城には住まず、城下に館を構えて、政務を行う時だけ登城している。ゲオルグの娘ミオが王国に帰国後、カーマイン家再興され、ランデルとその周囲の領地をミオに与えることを承諾し、後見人となる。
ハルバート・マグナ

カエデ・フォキシア

ルビィ

ヴェルザ・ノルン

グレイヴ・マグナ

エルバ・マグナ
ハルバートの母親。グレイヴでも彼女には頭が上がらない。ヴェルザの家臣申し出の決定は、カエデ達に任せていた。
ビル・マグナ
ハルとカエデの息子。妖狐族。大陸暦1549年 - 大陸暦1550年1月頃に誕生。赤い髪と狐耳が特徴。

##### カーマイン家
カーマイン公領を治める貴族。中心都市はランデル。元はアミドニア王国領（のちのアミドニア公国）だったが、先々代エルフリーデン国王の拡張路線で得た領地だった。
1週間戦争でゲオルグが反乱したことで、カーマイン公領は解体され、グレイヴがランデルとその周囲の領地を経営する。1週間戦争前にゲオルグが妻娘と縁を切って国外に逃し、戦後処理でカーマイン家は廃される。
しかし、ゲオルグの娘ミオが王国に帰国後、ゲオルグの名誉は回復したことでカーマイン家再興され、ランデルとその周囲の領地を与えられる。
ゲオルグ・カーマイン

ミオ・カーマイン

ギャツビー・C・カーマイン

カーマイン夫人

##### バルガス家
バルガス公領を治める貴族。中心都市は紅竜城邑。小高い山の中腹の拓けた場所にあり、交通の便は悪いものの、輸送用の飛竜が人や物質を運ぶことでバルガス公領内の各都市を繋いでいる。領主の居城があるため難攻不落の鉄壁を誇っている。1週間戦争後はバルガス公領の解体により、カルルがバルガス家を継ぎ、紅竜城邑のみ領有を許される。
カストール・バルガス

カルラ・バルガス

トルマン

アクセラ・バルガス
カストールの妻（ - 大陸暦1546年）。エクセル・ウォルターの娘。カルラ、カルルの母。
一本角を持つ半竜人。父は半竜人だが、若くして病死している。姪のジュナとも交流がある。
少女だった頃、自身に好意を抱いた同級生達が母エクセルに誘惑され、言い寄っては玉砕する様を見てきており、娘の同級生を誘惑しておきながら袖にする母親には手を焼いていた。。
約50年前、カストールと結婚するまでは母エクセルを大将とする海軍に所属し、精鋭部隊である海兵隊を率いる海兵隊長を務めていた。結婚後は「しばらくは戦いのない場所で、母として子供と接したい」と希望し、貴婦人として暮らしていた。
政務を苦手とするカストールに代わり、家宰トルマンと共に領地経営を代行している。カストールが王に反逆する際は、連座を恐れたエクセルの助言に従って夫と離縁し、幼い息子と共にウォルター家に預けられていた。戦後は若くして家督を継いだカルルの補佐をしている。
東方諸国連合の魔浪時、トルマンにカストールへの伝言をお願いする。カストールのことは待っているが、遅いようであればソーマに断りを入れて会いに行くつもりでいる。その時、だらしない生活をしていたら、エクセルと一緒に説教すると伝言で釘を刺して、カストールを冷や汗状態にした。
カストールが九頭龍諸島連合の船を拿捕した功によって、アクセラがカストールを訪ねる許可を得た。それによって、カストールと約2年振りに再会する。
カルル・バルガス
カストールの息子で、エクセルの孫。両親や姉と同じく半竜人。
父が王に反逆する際は、母と共に祖母エクセルに預けられていた。1週間戦争後は家名の継承を許され、バルガス家に戻る。バルガス領がほぼ廃されたため、領有を許されたのは居城のある「紅竜城邑」のみ。
父に似て好戦的な姉カルラと違い、母に似た真面目で大人しい気質。父や姉のような覇気はないものの、真面目で実直な人柄はソーマたち上層部や領民からは評価されており、難しい舵取りが必要だった時期のバルガス家を支えてきた。

##### その他貴族
ワイスト・ガロー

ピルトリー・サラセン
声 - 石谷春貴
駐グラン・ケイオス帝国大使（大陸暦1546年 - 大陸暦1552年）→駐ユーフォリア王国大使（大陸暦1553年 - ）。
貴族のサラセン家当主。真面目で文武に優れた熱血漢の好青年。カストールとカルラの裁判では、処刑に反対した。
バルガス公の裁判後はピルトリー自身の望みで、危険任務につきたいということで、グラン・ケイオス帝国内に行き、エルフリーデン王国（後のフリードニア王国）大使館の特別大使に任命された。
代官や官僚を探す為、奴隷商のジンジャーのところに来たが、奴隷姉妹であるアンズ（声 - 杉山里穂）とシホ（声 - 福積沙那）の美しさと聡明さに惚れて、2人を娶った。そして帝国に行く。
アンズが懐妊した時、ハクヤの勧めで王国のサラセン家に一時帰国する。残ったシホが王国との取次を行うことになる。その時にジャンヌから、ハクヤに葡萄酒1本差し上げて欲しいと依頼される。そんなハクヤからも葡萄酒のお返しに高級グラスをジャンヌに渡すよう依頼され、帝国に戻る。
東方諸国連合の魔浪時、シホが懐妊時は一時王国に戻ることになる。その挨拶でジャンヌと会っていた時、トリルと出会う。
恩人であるジンジャーのプロポーズにも一役買う。
大虎ケイオス戦争では、ソーマから帰国命令が出ておらず、必ず帝都を守ると信じていた為、帝国に残っていた。宝珠放送を操る魔導師の指揮などをして、ソーマやマリアを助ける。
オーエン・ジャバナ
声 - 伊丸岡篤
ソーマの教育係兼ご意見番兼武術師範（大陸暦1546年 - ）。
貴族のジャバナ家当主で、灰色の髪、髭を蓄えた筋骨隆々の老人。風の魔法を使う。
ピルトリーと共に、カストールの処刑に反対した。君主にも正論が言える人間であることを評価され、裁判以降にソーマの教育係兼ご意見番兼武術師範になった。
ソーマが難民キャンプに行く際、冒険者風の軽鎧を着て、リーシア、カルラと共に同行する。途中、悪徳奴隷商による誘拐騒動が起こった時は、カルラと共に冒険者の加勢をする。
東方諸国連合の魔浪時では、傭兵国家ゼムを警戒するため、ヘルマンと共に西部国境線に軍を構えていた。ただし、ヘルマンとは武人で老将であり、若い者への負けず嫌い気質もあり、ライバルのような関係になっていたので、暇を持て余して2人で模擬戦を行うのが日課となっていた。その時に来たゼムの使者がミオであることに気付く。
ミオを知っている人物として、ソーマが傭兵国家ゼムに行く際、同行する。武術大会後は、王国と帝国の極秘会談・親睦会に参加し、王国の変わり様に戸惑うミオを窘めていた。
フリードニア王国の合同結婚式では、ミオとコルベールの結婚式に参加する。

#### 放送番組関係者
1週間戦争後に王国初の娯楽番組・報道番組が、翌年の大陸暦1547年、ソーマが進める啓蒙活動の一環で教育・特撮番組が放映される。
玉音放送は国王の声を王国全土に届けるための放送。ダンジョンの遺物である宝珠を通じて発信され、受信環境が整った場所であればその姿まで映し出す。原理としては、宝珠に水系と風系の魔力を加えると周囲の風景が取り込まれ、受信装置に風景を映し出すことができる。その為、宝珠には風の精霊シルフと水の精霊ウンディーネの魔力が込められていると言われている。ただし、ジーニャは別の原理が働いているとしている。アニメでは宝珠放送と呼ばれている。
王様のブリンチはエルフリーデン王国で放送された『王様のブリリアントなランチ』という番組の略称。こちらも宝珠放送にて中継され、司会はジュナとポンチョ。食料不足の状況下で国民の助けとなるように、食べる習慣のない食材とその調理法を紹介された。

##### 歌番組・報道番組関係者
1週間戦争後、プロジェクトローレライで王国初の娯楽番組・報道番組が放映される。歌姫（ローレライ）とは現代社会で言う女性アイドル、歌騎士（オルベウス）は男性アイドル。
ジュナ・ドーマ／ジュナ・ソーマ
フリードニア王国第一側妃。
クリス・タキオン
声 - 七瀬彩夏
エルフリーデン王国の吟遊詩人→エルフリーデン王国情報番組ニュースキャスター（大陸暦1546年10月）→フリードニア王国情報番組ニュースキャスター（大陸暦1546年11月 - ）。
ハーフエルフの女性。1週間戦争後、王国のニュースキャスターとして採用された。
お天気お嬢ちゃんで採用されたナデンと共に天気予報を行う。
東西リアル歌合戦では、ロロアと共に司会を務める。
ゲオルグ・カーマインの反乱に対する再調査の報道も行った。
パミーユ・キャロル
声 - 岡咲美保
エルフリーデン王国の歌姫（大陸暦1546年10月）→フリードニア王国の歌姫（大陸暦1546年11月 - ）。
子人族の女性。可愛い歌を担当する。子供のような見た目だが成人している（18歳前後のジュナより年上）。
ソーマやジュナのスカウトでプロジェクトローレライ（娯楽番組）に参加する。
年末では紅白歌合戦に参加する。教育番組ではムサシ坊や君の声優を行う。東西リアル歌合戦では医療班に付き、音楽による回復魔法への効果の有無について実験する。オバケ祭りでは、黒を基調したゴスロリ服装、包帯、眼帯を付けて、呪いの人形の格好になって参加した。
フリードニア王国の合同結婚式では、コルベールとミオの結婚式に参加する。
ナンナ・カミヅキ
エルフリーデン王国の歌姫（大陸暦1546年10月）→フリードニア王国の歌姫（大陸暦1546年11月 - ）。
15歳前後（大陸暦1546年時点）→22歳（大陸暦1553年時点）。
九頭龍諸島出身の猫人族。天真爛漫で元気いっぱいの女性。
約5年前（大陸暦1541年頃）、九頭竜諸島からエルフリーデン王国に移住した。それ以降は海辺の村で暮らしていた。ソーマやジュナのスカウトでプロジェクトローレライ（娯楽番組）に参加する。年末では紅白歌合戦に参加する。
東西リアル歌合戦ではシルバンのテーマ・ソングを歌って参加する。その後のオバケ祭りでは、小悪魔風の衣装を着て参加する。
九頭龍諸島でのオオヤミズチ退治戦では、ジュナと交互で九頭龍諸島の大漁歌を歌い、連合艦隊の士気を上げる。
フリードニア王国の合同結婚式では、コルベールとミオの結婚式に参加する。
コマリ・コルダ
フリードニア王国の歌姫（大陸暦1546年12月 - ）。
15歳（大陸暦1546年時点）→23歳（大陸暦1553年時点）。
春色のドレスに身を包んだ歌姫。純朴そうな少女。
伸びのある歌声を持っており、素直で練習熱心で化ける逸材だと言われており、ジュナからも推挙されている。コマリ自身はジュナのことを目指す理想と同時に、越えるべき巨大な壁でもある。
ジュナの喫茶店「ローレライ」で研修中だったが、年末の紅白歌合戦でデビューする。
ジュナが共和国外遊の際、教育番組の司会はシエナと共に任される。
東西リアル歌合戦では、春色ドレスを着ている。攻城側で参加する。オバケ祭りでは、和服ドレスを着て、鬼女に扮して参加する。
マルガリタ・ワンダー
フリードニア王国の歌手。
アックス・シュタイナー
フリードニア王国の歌騎士（大陸暦1546年12月 - ）。
歌騎士（オルベウス）ユニットYAIBAのリーダー。
アミドニア地方ヴァン出身の人間族。涼しげな目元が印象的なイケメン。
年末の紅白歌合戦に参加する。
東西リアル歌合戦、オバケ祭りに参加する。
コテツ・ブライ
フリードニア王国の歌騎士（大陸暦1546年12月 - ）。
歌騎士（オルベウス）ユニットYAIBAの1人。 虎の獣人族。
黄色と黒の縞模様の髪が特徴的な熱血漢。運動神経がよく、ダンスのキレはメンバーの中でもずば抜けている。
年末の紅白歌合戦に参加する。
東西リアル歌合戦、オバケ祭りに参加する。
ククリ・キャロル
フリードニア王国の歌騎士（大陸暦1546年12月 - ）。
歌騎士（オルベウス）ユニットYAIBAの1人。パミーユ・キャロルの双子の兄。子人族。
ユニット内ではショタ枠だが、実際は最年長。 年末の紅白歌合戦に参加する。
東西リアル歌合戦、オバケ祭りに参加する。

##### 教育・特撮番組関係者
フリードニア王国1年目の大陸暦1547年、ソーマが進める啓蒙活動の一環で教育・特撮番組が放映される。特撮番組はフリードニア王国で十指に入る有力貴族ジュニーロ家が行っている。
イワン・ジュニーロ／シルバン
フリードニア王国ジュニーロ家の男性。フリードニア王国特撮ヒーローシルバンの中の人（大陸暦1547年 - ）。
20代半ば（大陸暦1546年時点）の男性。父親譲りの高身長に逞しい身体つきである。太い眉、ギラギラした目、輝く白い歯と、妙に濃い顔立ちの青年。見た目や音を起こす幻影魔法を持っている。ソーマが有力貴族の晩餐会に参加時、シエナを婚儀に進めるモルトフと幻影魔法で戦う。それを見たソーマによって、フリードニア王国初の特撮ヒーローとしてスカウトされる。教育番組で体操のお兄さんとなり、ミス・ドランを演じているカルラと盛り上げている。
東西リアル歌合戦ではモルトフと参加したが、ミス・ドランの格好をさせられたカルラの暴走で吹っ飛ばされる。
シエナ・ジュニーロ
フリードニア王国ジュニーロ家の娘。フリードニア王国特撮ヒーローシルバンのサポートヒロイン（大陸暦1547年 - ）。
16歳（大陸暦1546年時点）→24歳（大陸暦1553年時点）。
深窓の令嬢といった可憐の少女。イワンの妹。
有力貴族の晩餐会に参加後は、シルバンのサポートヒロインとして、兄・イワンと共に特撮番組に出演している。
ジュナが共和国外遊の際、教育番組の司会はコマリと共に任される。
モルトフ・ジュニーロ／悪鬼大帝
フリードニア王国ジュニーロ家当主。フリードニア王国特撮ヒーローシルバンの制作監督、悪鬼大帝（大陸暦1547年 - ）。
逞しい肉体の中年男性。イワンの父。
見た目や音を起こす幻影魔法を持っている。ソーマが有力貴族の晩餐会に参加時、縁戚関係になるようシエナを推す。それに怒ったイワンと幻影魔法で戦う。イワンがスカウトされた後、ソーマの計らいで放送番組の制作監督となった。 途中でブラック団の悪鬼大帝を演じることになる。
東西リアル歌合戦ではイワンと参加したが、暴れたカルラに吹っ飛ばされる。
カルラ・バルガス

#### 教育・学問・研究機関

##### ジンジャーの専門学校
元はジンジャーの奴隷商店から始まった。奴隷に落ちないように職業斡旋所（ジンジャーの職業訓練所）ができる。小学校にある給食制度もある。後に専門学校となる。
ジンジャー・カミュ
声 - 内山夕実
奴隷商→ジンジャーの訓練所所長（大陸暦1546年）→ジンジャーの専門学校校長（大陸暦1547年 - ）。
17歳（大陸暦1546年時点）→24歳（大陸暦1553年時点）。
王都パルナムに店を構えている奴隷商の少年。
祖父が亡くなった後、祖父が奴隷商であることを知る。奴隷の大半はお金が必要で身売りした財産奴隷の為、全員売れるまで奴隷商をやっていた。奴隷に対しては虐待せず、十分な食糧、新しい衣服を与えるだけでなく、筆記と計算を教えて、奴隷の付加価値を与えた。ソーマの計らいで貴族・騎士への評価方針が戦での手柄から領地の統治能力に変わったことで、読み書きと計算のできる奴隷を欲する貴族・騎士に奴隷を売った。 残りの奴隷がサンドリアだけになった後、ソーマの計らいで職業訓練所の初代所長となる。
ジンジャーの訓練所は、ジンジャーの専門学校となる。そんな中、ポンチョ、セリィナ、サンドリアと共に農業分野の研究棟で、ジーニャから引き継いだ農業研究について話し合う。タル、クー、レポリナ、サンドリアとダンジョン学科について話した。
ソーマ、マリア、ハクヤ、ジャンヌ、ピルトリーの計らいで、帝国の悪人達を処罰してもらい、父親と再会したサンドリアと結婚する。
東西リアル歌合戦では、歌と魔法の調査に取り組む。
大陸暦1550年にサンドリアが妊娠・出産した後、夏祭りに参加する。
サンドリア／サンドリア・カミュ
声 - 鈴代紗弓
フリードニア王国の奴隷→ジンジャーの秘書（大陸暦1546年 - ）
18歳（大陸暦1546年時点）→25歳（大陸暦1553年時点）。
洗熊族（アライグマ）の少女。洗熊族らしく、外見が似ている妖狸族と間違われると不快感を表す（アニメでは不快感を示さず、違いを丁寧に説明した）。
元はグラン・ケイオス帝国出身の商店主の娘だが、父親が悪人に騙されて借金を背負う。その悪人は地方有力者と繋がっており、泣き寝入りするしかなく、店と家族を守る為に売られて奴隷となった。
ジンジャーとは、彼の祖父が亡くなった後の遺産整理時に出会い、奴隷・所有者の関係だった。ジンジャーに店主だった彼の祖父のこと、奴隷商事情を説明し、彼の方針で店にいる奴隷全員売れるまで存続することになった。他の奴隷達に筆記と計算を教える。
ジンジャーが職業訓練所の所長となってからは、奴隷から解放され、秘書兼侍従として仕えている。
ソーマ、ハクヤ、ピルトリー、マリア、ジャンヌの計らいで父親と再会、その後ジンジャーと結婚する。
大陸暦1550年に妊娠・出産し、夏祭りに参加する。
大虎ケイオス戦争後は、マリアが留守の間はユーフォリア王国駐フリードニア王国大使の仕事をすることになった。
モールス・ブッチー
労働歌謡研究会会長。学士服を着た海象族。 祖父の代でトルギス共和国からフリードニア王国に移住する。低音ボイスで聞き惚れるくらい良い声している。歌がどのような魔法に影響するのか調査し、その結果をソーマに伝える。

##### 王立アカデミー
フリードニア王国王都パルナムにある最高教育機関。様々な学問を習得の場であると共に、王国に属する貴族の子女たちが貴族として必要な教養を学ぶ場所。以前は貴族子女の社交の場という性質が強く、お茶会ばかりしていた。しかし、ソーマの影響で能力重視に変わったことで、才能の有無に関わらず人材を求めるようになった。

###### 学生
トモエ・イヌイ
フリードニア王国国王の義妹。
イチハ・チマ
東方諸国連合のチマ公国チマ家5男（末っ子）。
ユリガ・ハーン
東方諸国連合の草原遊牧国家マルムキタン王女。
ヴェルザ・ノルン
神護の森に住むダークエルフ。
ルーシー・エヴァンズ

###### コスノー研究室
トート
王立アカデミーに所属するコスノー教授の研究室研究員。
ゴム質素材の代替品開発に関わっており、人気放送番組である名も無き英雄たち（ネームレス・ヒーローズ）でも取り上げられていた。現在は生物由来の素材について研究している。 ラスタニア王国から持ち帰ったリザードマンの死骸を調査し、魔物学シンポジウムでリザードマンに生殖器官がないことを伝える。
モモ
王立アカデミーに所属するコスノー教授の研究室研究員。
マチス・コスノー
王立アカデミー教授。研究室長。

#### 医療関係者
ジンジャーの専門学校で医療分野が発展したことにより、大陸暦1547年にランデル医学校が開設された。
ヒルデ・ノーグ
声 - 中原麻衣
三つ目族の女医者。フリードニア王国医学界の二大巨頭の一角。
細菌を見ることができる特殊な目を持つ種族であり、そこに由来する高度な薬学技術と弊害ともいえる潔癖症を持つ。相手の身分を気にせず、辛口な性格。 職業訓練所に通う子供たちの健康診断を無償で行っている。
医療分野発展後は、ヴェネティノヴァで開業医をはじめたり、ランデル医学校に招かれて度々講義している。ブラッドとの間に子供ができ、大陸暦1547年に妊娠・出産する。その合間、妊娠中だったアンズやリーシアを診ていた。
寄生虫による感染患者を治療時、回復魔法は使えない（光系統の魔法は外傷のみ有効だった）はずだが、治ってしまい動揺する（病を魔法で癒すことができると知られると宗教的権威を得ることになり、ルナリア正教皇国が黙っていない。その患者はブラッドが薬が効いたのだと説明した）。ソーマ、リーシア、ハクヤ、ブラッドと相談した結果、ヒルデが特別な力を持つのではなく、医学的知識と体の構築を熟知しているからできたことだと仮定された。情報収集・漏洩防止で護衛をつけられることになる。魔法医療技術者確立するまでこのことは秘匿することになる。
その後は妊娠中のジュナ、ロロア、ティアを診る。
ガーラン精霊王国で精霊王の呪い発生時では、魔虫症の対策を行う。
ブラッド・ジョーカー
声 - 濱野大輝
人間族の外科医。真っ白でボサボサの髪の毛が特徴的。白い外套を纏った男性。反逆の医者。
医療制度改革において、ヒルデと両翼を担っていおり、医学界の二大巨頭の一角である。中二病じみた態度と口調だが、医師としての心構えと技術は本物。 神に縋らずとも、人は人の力で人を癒すことはできるを持論にしている。各国の戦場を渡り歩き、身元不明の戦死者の遺体を引き取って解剖して、様々な種族の身体構造を調べ上げ、麻酔と手術を駆使して独自の外科医療を確立させた。また三つ目族の知識にも偏見を持たずに吸収し、微生物の存在や抗生物質の効果も熟知し、その技術に取り込んでいる。
ソーマとは、国民健康保険制度を作る事、王国一番の鍛冶師に医療道具一式を作らせる取引をして協力することになった。異端児扱いされていたが、王国の重役の病気完治させたことで、世間の評価も良くなった。
普段は講義をヒルデに押し付けて、外で患者を治療している。妊婦の急患が来た時、ヒルデと共に帝王切開して、フクを取り上げる。
医療分野発展後は、ヴェネティノヴァで開業医をはじめたり、ランデル医学校に招かれて度々講義している。ルディアが生まれた後はすっかり父となり、丸くなっている。
ヒルデが寄生虫による感染患者を回復魔法で治した際、ソーマ達上層部に相談する。情報収集・漏洩防止で護衛をつけられることになり、魔法医療技術者確立するまで回復魔法のことは秘匿することになる。
ガーラン精霊王国で精霊王の呪い発生時では、魔虫症の対策を行う。
ルディア
ヒルデとブラッドの娘。大陸暦1547年に誕生。

#### 湾岸都市ヴェネティノヴァ
フリードニア王国東部にある湾岸都市。「く」の字型に曲がっている王国の海岸線の角部分に、国内の物流を活性化させるための拠点として、ソーマの意向で建設された。
二層構造で、海に面した海抜の低い方の層（下層）には漁港・市場・公園が置かれている。海抜の高い方の層（上層）には住宅街、知事館などが密集して設置されている。
上層と下層を繋ぐ坂道に商店街、職人街が設置されている。元難民も住んでいる。知事はポンチョ。
ワイスト・ガロ―
声 - 前田弘喜
王国南部都市アルトムラ領主。元海軍所属で、エクセルの部下でもあった。かつてアミドニアから奪い取った穀倉地帯を含む周辺地帯を治めている。
1週間戦争時、ソーマやエクセルの指示で、弱腰になって「開城させます」という空約束を繰り返してガイウス率いるアミドニア公国軍を足止めした。その功績で新都市ヴェネテノヴァの領主となる予定。ワイストの準備が整うまでは、ポンチョが新都市ヴェネティノヴァの知事となっていた。
ウルップ
声 - 佐々健太
海辺に住む老人。
湾岸都市ヴェネティノヴァ建設の際、ここは海神の領域で家を建てたら津波で呑み込むと反対した。その話を聞いたソーマは、地震によって起こる津波だと解釈し、海神の領域（以前津波で流された領域）を聞き、そこから離れた場所に湾岸都市の位置を変えた。更にソーマから、国家公務員の語り部に任命され、地震と津波の注意を語ることになる。
約30年後（大陸暦1576年頃）、ウルップやソーマの予測通り、湾岸都市の建設予定地だった場所は地震と大津波に襲われることになったが、語り部の「海神伝説」を聞いていたことにより、地元の人的被害は少なかった。これにより、子孫からウルップは伝説の翁と語り継がれ、ヴェネティノヴァの海浜公園に王と翁の石像が建造される。

##### 難民
魔王領発生の影響で北の国々から発生した難民で、妖狼族、狩猟民族、猫獣人などがいる。
ソーマによって、妖狼族は採用され王国民となる。残りの難民は「この国を出て行く」、あるいは「この国に郷愁を捨てこの国の民となる（ただし、事態好転して故郷へ帰還できる状況になったら帰還してよし）」の2択を選ぶよう決断を迫られる。
アルベルトは黙認していたが、難民が国の許可なく狩猟や採集行為も行っており、それらを許していれば王国民から怒りを買うことになり、また奴隷商による難民誘拐未遂発生していた為、それを防ぐためでもあった。
コマインのように王国民となった者は、新湾岸都市ヴェネティノヴァの住民となる。ジルコマのように王国を出て行く者は、ラスタニア王国の義勇軍に参加した。魔浪戦後、ジルコマ配下の難民兵のほとんどは、フウガ軍に参加した。ジルコマのようにラスタニア王国の女性と結婚した者はラスタニア王国に残っていたが、東方諸国連合統一戦争時にフリードニア王国に亡命する者もいた。
妖狼族は北に住んでいた頃、醬醢水（醤油）、豆醬醢（味噌）を自生していた。国王となったソーマや家臣となったトモエによって、パルナムの一区画を与えられ、醬醢水（醤油）、豆醬醢（味噌）を製造することになった。そこはキッコ―ロー醸造所となり、5年間（大陸暦1546年 - 大陸暦1551年）は醤油・味噌の製造を専売特許となり、その他にも酒、みりんなどを生産している。所長は妖狼族の長老。
シンボルマークは六角形の中に狼の字が書かれている。5年後には王都の民と同化していた。

###### 元難民
ジルコマ
狩猟民族の難民。コマインの兄。
コマイン
狩猟民族の難民。ジルコマの妹。
トモコ・イヌイ
妖狼族の難民。
トモエ・イヌイ
妖狼族の難民。
ロウ・イヌイ
妖狼族の難民。
フク
難民集落で生まれた猫耳獣人族の少年。大陸暦1546年12月中頃に生まれた。 ソーマが名付け親となる。母親（声 - 南真由）とフリードニア王国で暮らしていた。父親は行方不明だったが、ラスタニア王国でジルコマにより見つかった。

#### 旧エルフリーデン王国以外の出身者・外国出身者

##### ルナリア正教皇国からの移住者
ルナリア正教皇国がフリードニア王国に対し、ルナリア正教の国教化要請時、ソージとメルーラが移住する。その後、ルナリア正教皇国の動乱でメアリ達一部関係者が亡命し、王国ルナリア正教として本国から独立する。
メアリ・ヴァレンティ
ルナリア正教皇国聖女（ - 大陸暦1549年）→フリードニア王国ルナリア正教ナンバー２（大陸暦1549年 - ）。
18歳（大陸暦1547年時点）→24歳（大陸暦1553年時点）。
ソーマとの婚約が発表されていたリーシア、アイーシャ、ロロアの三人を足した外見を持つ少女。
元孤児であり、その上で聖女として純粋培養されたことが重なり『聖女』という役割を背負って生きることを受け入れ誇りにすら思っていた。
王国に亡命後は、ソージが大司教となった際、ソーマの頼みで言葉遣いを注意したりと茶目っ気のある女性へと変わった。
フリードニア王国にルナリア正教を国教にする為、派遣される。ソーマの提示した条件により、ソージが派遣された後、ルナリア正教皇国に戻る。 ソーマによって王国の全ての宗教が国教化されたときは、王国内が宗教間対立で無秩序になると予想し、無計画な政策であると内心で非難していた。しかし、王国ルナリア正教のトップであるソージが寛容だったこともあって、国民達が互いに相手の信仰を尊重し合う状態になったことに驚き、反面、同じ宗教を信仰している自国では上層部が二派に分かれ対立していることに対し疑問を持つようになる。
ルナリア正教皇国にて動乱が起こる予感を感じ、ソージに王国への亡命願いをする。
ルナリア正教皇国がフウガと盟約を結ぶことになった際、ソージ、竜騎士王国、ソーマの計らいで、聖女と神官を連れてフリードニア王国に亡命し、王国ルナリア正教の大司教となったソージを補佐する。その後、ジーニャとメルーラ、ソージ、ソーマと共に科学と宗教から分かる知識の摺り合わせを行う。
ソージ・レスター
ルナリア正教皇国司教→フリードニア王国ルナリア正教の司教（大陸暦1547年 - 大陸暦1549年）→フリードニア王国ルナリア正教大司教（大陸暦1549年 - ）。
ルナリア正教の司教。逞しい身体つきをした40代の人間族。1人称は「拙僧」。
毎晩酒場を渡り歩くなどの評判は悪いが、枢機卿の何人かを買収している為、擁護されている。 元々は冒険者だったが、ダンジョン内で大けがを負ったときに司祭に世話になり、その流れで自らも司教となった来歴を持つ。そのため良くも悪くもルナリア正教の信徒としては異端よりであり、生真面目なタイプには嫌われがち。また冒険者としては斥候であったことから、危険察知能力が高い。
ルナリア正教皇国の思惑を外したいソーマの意向で、フリードニア王国に派遣される。
ソーマが東方諸国連合に援軍派遣の際、マルガリタと共にルナリア正教皇国を警戒していた。そんな中、メアリと再会し、王国への亡命依頼を受ける。魔物学シンポジウム、オバケ祭りの合間、亡命計画を進行する。
メアリ達ルナリア正教皇国関係者が亡命後、王国ルナリア正教の大司教となる。その後、ジーニャとメルーラ、メアリ、ソーマと共に科学と宗教から分かる知識の摺り合わせを行う。
メルーラ・メルラン
ガーラン精霊王国出身の研究者。

##### 星竜連峰からの移住者
ナデン・デラール
星竜連峰唯一の龍。
ルビィ
赤の竜。

##### トルギス共和国から留学者
大陸暦1547年 - 大陸暦1549年の間のみ。
クー・タイセー

タル

レポリナ

##### 東方諸国連合からの移住者
東方諸国連合の魔浪、東方諸国連合統一戦争時にフリードニア王国へ移住・亡命することになった者。

###### ラスタニア王国
総人口2万人ほどの王政の小規模国家。小国のため王城はなく、王族は中心都市ラスタに構えた王館と呼ばれる邸宅に居住している。西の隣国ノートゥン竜騎士王国とは、東方諸国連合成立以前から同盟を結んでいる。フリードニア王国と縁のあるユリウス、ジルコマがいて、ソーマやロロア達フリードニア王国上層部とはフウガ派や東方諸国連合の情報交換していた。
魔浪戦後はフウガの庇護下に望む者が多くなり、王を見限る可能性を危惧したユリウスの判断で、ラスタニア関係者約40名がフリードニア王国へ亡命・移住することになった。東方諸国連合統一戦争でハーン大虎王国が建国され、ラスタニア王国は消滅する。
ユリウス・ラスタニア
ラスタニア王国客将→ラスタニア王国国王代行→フリードニア王国軍師。
ティア・ラスタニア
ラスタニア王国王女（ - 大陸暦1549年9月）→フリードニア王国住民（大陸暦1549年9月 - ）。
16歳（大陸暦1547年時点）→17歳（大陸暦1548年時点）→22歳（大陸暦1553年時点）。
淡い色合いで膝丈のチロル風ドレスを着ており、線の細い可憐な少女。アミドニア公国を追われてラスタニアに流れたユリウスに好意を寄せ、彼の変化のきっかけの一つともなる。アミドニア王家の毒蛇としての素質を見せても一途に慕う。義妹のロロアより年下だが、義姉（あね）ちゃんと呼ばれており、東方諸国連合の魔浪などを経て気が合っている。
東方諸国連合の魔浪では、王館に避難していた。フリードニア王国先遣隊到着時、ソーマに自分の首を差し出すつもりだったユリウスを止め、それを見たソーマがユリウスからアミドニアの名跡を奪って欲しいと頼んだことで、ユリウスと婚約する。また、義妹のロロアと親交を深める。
大陸暦1548年3月3日、ユリウスと結婚する。
東方諸国連合統一戦争では、ユリウスの意向で一家共々フリードニア王国に亡命する。亡命後は、警備上の関係でラスタニア関係者共々、王都パルナムの貴族街にある屋敷に住む。その後ユリウスと再会する。
大陸暦1549年9月 - 大陸暦1550年の間にディアスを出産する。
フリードニア王国の合同結婚式では、コルベールとミオの結婚式に参加する。
ディアス・ラスタニア
フリードニア王国住民（大陸暦1550年 - ）。
大陸暦1550年に誕生→3歳（大陸暦1553年時点）。
淡いベージュ色の髪の少年。ユリウスとティアの息子。
ジルコマ
声 - 三宅健太
フリードニア王国難民（ - 大陸暦1546年）→ラスタニア王国義勇軍リーダー（大陸暦1547年 - 大陸暦1549年）→フリードニア王国住民（大陸暦1549年9月 - ）。
24歳（大陸暦1546年時点）→25歳（大陸暦1547年時点）→31歳（大陸暦1553年時点）。
ネイティブ・アメリカン風の男性。狩猟民族の難民。コマインの兄。見た目は30代に見えるが実際は20代半ばである。ローレンの夫（大陸暦1548年 - ）。
魔王領拡大により国を逐われ、エルフリーデン王国へと逃れてきた難民たちのまとめ役になっていた。その役割を担う為、故郷への帰還を諦めきれない思いがあったが胸の奥に隠していた。「故郷への帰還を諦めるなら、この国の民として受け入れる」というソーマの提案により、自分の役割を終え、馴染めない武闘派の難民たちを率いて、北へと戻る。
東方諸国連合のラスタニア王国が義勇兵に募集していたので、それに参加する。そこで元アミドニア公子のユリウス、ティア達ラスタニア王家、後に妻となるローレンと出会う。その最中、北を逐われる際に散り散りになった者たちの情報も集めており、フクの父親もそれで見つけた。
ラスタニア王国の魔浪戦では、義勇軍リーダーにも関わらず、前線に出る為、ユリウスの頭を悩ませている。フリードニア王国軍の援軍が来た際、コマインと再会する。その際、ローレンと婚約する。翌年（大陸暦1548年）に結婚し、その後は4人の子供に恵まれる。
東方諸国連合統一戦争では、ユリウスと共にラスタニア王家以外の脱出者を指揮し、フリードニア王国に亡命する。亡命後は、王都パルナムにあるラスタニア王家の屋敷に住み込みで働いたり、夏祭りに参加する。
フリードニア王国の合同結婚式では、トモコとイヌガミの結婚式に参加する。
ローレン・フラン
ラスタニア王国兵士長（ - 大陸暦1549年）→フリードニア王国住民（大陸暦1549年9月 - ）。
23歳（大陸暦1547年時点）→29歳（大陸暦1553年時点）。
背丈が高い身体つきと少女の面影を持つ女性。ジルコマの妻（大陸暦1548年 - ）。
ジルコマに好意を抱いていた。ラスタニア王国の魔浪戦では、ユリウス、ジルコマ達と共に魔物と戦う。その際、兵士長であるが前線に出ては、ユリウスの頭を悩ませている。フリードニア王国軍本隊到着時、セリィナがジルコマとの子供何人欲しいかと質問して、3人は欲しいと語る。それがきっかけでジルコマと婚約する。翌年（大陸暦1548年）に結婚し、1人出産して、年子で双子を出産する。そして大陸暦1549年9月時点で1人妊娠していた。
東方諸国連合統一戦争では、ユリウスとジルコマの意向で、ティア達ラスタニア王家を護衛する為、子供達も連れて、フリードニア王国に亡命する。亡命後は、王都パルナムにあるラスタニア王家の屋敷に住み込みで働き、その合間、4人の子供を連れて、夏祭りに参加する。
フリードニア王国の合同結婚式では、コルベールとミオの結婚式に参加する。
ラスタニア国王・王妃
ティアの両親。アルベルトのような寛大な好人物で、難民を使い潰すような真似はしない。ユリウスの婿入りも歓迎した。
東方諸国連合統一戦争時、ユリウスの意向で妊娠中のティア、ローレンと彼女の子供達と先行してフリードニア王国に亡命する。ラスタニア王国を失ったが、生まれてくる孫が健やかであることを願っている為、国を取り戻すことは考えていなかった。

###### その他の移住者・亡命者
東方諸国連合の魔浪で被害を受けたチマ公国で、ソーマ達フリードニア王国軍が来た縁でイチハ、ユリガが移住・留学することになった。また、東方諸国連合統一戦争でサミが亡命することになった。
イチハ・チマ
東方諸国連合のチマ公国チマ家5男（末っ子）→フリードニア王国宰相代理。
ユリガ・ハーン
東方諸国連合の草原遊牧国家マルムキタン王女→フリードニア王国第四正妃候補。
サミ・チマ
東方諸国連合のチマ公国チマ家3女→ユーフォリア王国ヴァロア城大書庫の司書。

#### その他国民
ゴンザレス
フリードニア王国山岳救助隊の隊長。
元は山賊だったが、一部山道を占有して、そこを通る行商人から通行料を取る変わりに、その道中の護衛役を引き受けており、近隣集落からも信頼を得ている。その経緯から、ソーマの計らいで山岳救助隊に任命される。
精霊王の呪い発生時（大陸暦1550年）では、大虎王国とフリードニア王国の国境付近の街道で、限界だったゲルラと会う。そしてゲルラをパルナムに行けるよう取り計らい、潜伏期間で1週間は自宅待機し、無事であった。
ルーシー・エヴァンズ
王立アカデミー学生（大陸暦1548年 - 大陸暦1552年）→エヴァンズ商会パーラー（大陸暦1552年 - ）。
13歳（大陸暦1548年時点）→18歳（大陸暦1553年時点）。
エヴァンズ商会代表の娘。経済センスに長けたロロアに心酔しており、髪型や口調（商人スラング）を真似ている。ロロアのことを女神様かと言っては、トモエらに王妃様ですとツッコミを入れられる。トモエの友人として非公式で王城に招待されたとき、念願叶ってロロアと対面する。
王立アカデミー卒業後は、実家のパーラーを継ぎつつ、度々パルナム城に顔を出してはロロアとイベント事の企画を練っている。
フリードニア王国の合同結婚式では、トモコとイヌガミの結婚式に参加する。魔王領解放戦争後は王立アカデミー時代の友人達と同窓会をする。

### グラン・ケイオス帝国／ユーフォリア王国
グラン・ケイオス帝国
大陸の西側を占める国であり、最大版図・最強戦力を誇る超大国。人口は400万人以上。総兵数は20万人以上。帝都ヴァロア。多種族国家。魔王領と最も多く国境線を接しており、魔族に対する人類側の盟主となっている。魔王領の脅威に対し人類を団結させるため、「対魔族人類共闘宣言」（通称：人類宣言）を提唱し、非加盟国であるエルフリーデン王国にも戦争支援金の供出を要請した。
空中戦で飛竜騎兵を圧倒するグリフォン騎兵や、あらゆる魔法攻撃を無効化する重装歩兵部隊「魔装甲兵団」、ライノサウルスを移動砲台として運用するカノン・ライノサウルスなど独自の兵科を有している。
帝国の属国
帝国の拡張期に、早くから帝国に臣従することで存続してきたフラクト連邦共和国とメルトニア王国の二国。人類宣言にも加盟していた。5代目皇帝、6代目女皇マリアの治政下で、三国の仲は良好だった。しかし、フウガの魔王領解放事業によりハーン大虎王国と国境線を接するようになってから、魔浪の脅威が無くなった代わりに、大虎王国と帝国、どちらに与すべきかという議論が二国の国民間で起こる。大陸歴1552年6月末、二国の国境線にもなっている火山の噴火による被害を受け、帝国からの十分な支援を受ける。帝国本国も同時期に地震の被害に遭ったため、フリードニア王国からの支援物資を被災地である帝国北部へ分配したが、ハシムの計略によって「フリードニアからの支援物資を属国に分配せず帝国が独占した」という噂が流れ、独立運動が起こった。メルトニア王国は大虎王国に取り込まれ、フラクト連邦共和国は大虎王国の管理下となる。
フラクト連邦共和国
東方諸国連合のように中小国家が集まっていた地域。帝国の拡張期に、帝国に対抗するために一つの国家としてまとまり、その結びつきは東方諸国連合よりも強い。国家を解体して州として再編し、各州から代表者を選んで議会とする共和制としていた。それでも強大な帝国には抗しきれないと判断した議会は、帝国に臣従して国家としての形を残すという選択をした。大陸暦1552年に起きた国民の独立運動では、帝国からの支援を知っていた議員たちは国民から弱腰と見られないため、国民の声に同調する。国名は残っているが、ハーン大虎王国に取り込まれる。
メルトニア王国
フラクト連邦共和国と竜騎士王国の間にある王国。フラクト連邦共和国よりも先に帝国に臣従している。拡張期の帝国にしても、戦争したものの痛み分けに終わった竜騎士王国との間に緩衝地帯を設けたいという意図があったため、メルトニア王国の存続を許した。メルトニア王家がこの国を統治していたが、大陸暦1552年でハーン大虎王国に取り込まれることになり、親帝国派だったメルトニア王家は帝国への亡命を余儀なくされる。
ユーフォリア王国
元は大陸北西部で群雄割拠していた時代に存在していた国だったが、王女の嫁ぎ先であるケイオス王国（のちのグラン・ケイオス帝国）に滅ぼされる。
大陸暦1552年、グラン・ケイオス帝国解体後に再び建国し、海洋同盟国となる。
王都ヴァロア。フリードニア王国国王であるソーマが元帝国女皇マリアと、宰相ハクヤがユーフォリア女王ジャンヌと結婚することにより、同君連合として実質的に二つで一つの国として統治され、両国の人々はグラン・フリードニア帝国と呼ぶことになった。帝国が割れる際に、艦隊は南部に集中させていたこと、空軍のうちグリフォン部隊の半数のみを北部に派兵したことで、海軍は九頭龍諸島と同程度の規模の艦隊、陸軍は約20万人という、縮小した国土面積を思えばやや過剰ともいえる程の戦力を残すことができた。
歴史
大陸暦1446年頃に、ケイオス王国がユーフォリア王国を滅ぼし、グラン・ケイオス帝国が建国される。
大陸暦1546年、アミドニア公国首都ヴァンの返還交渉時、エルフリーデン王国と秘密同盟を結ぶ。
大陸暦1547年、フリードニア王国、グラン・ケイオス帝国との間で三国医療同盟を結ぶ。同年、フリードニア王国に東方諸国連合への援軍派遣を要請する。フリードニア王国、トルギス共和国の3カ国で、穿孔機の共同研究を行う。
大陸暦1552年の大虎ケイオス戦争で敗戦し、グラン・ケイオス帝国は領土の北半分を大虎王国に奪われ、解体される。停戦後、残った領土はユーフォリア王国として成立する。

#### 皇族・王族
マリア・ユーフォリア
グラン・ケイオス帝国女皇（6代目皇帝）→フリードニア王国第三側妃。
ジャンヌ・ユーフォリア
声 - 石川由依
グラン・ケイオス帝国皇女、帝国陸軍総帥（ - 大陸暦1552年）→ユーフォリア王国女王（大陸暦1552年 - ）。
17歳（大陸暦1546年時点）→24歳（大陸暦1553年時点）。
長い金髪をポニーテールにして、軍服と白銀の鎧を着た女性。ユーフォリア三姉妹の次女。
妹将軍→ユーフォリア女王。風属性雷魔法の使い手。帝位継承権第一位の皇女でありながら、女マナスと呼ばれる程の軍才があり、総帥として陸軍全軍を統括している。武官を養成する士官学校の出身。
理想主義のマリアと違い、現実主義者。武人らしく生真面目な性格。自由奔放なマリアやトリルに手を焼いていた。マリアの治政を足元で支えている。姉を敬愛しているが、女皇として重責や孤独を抱えていることを心配している。迷惑をかけるトリルのことは、よく説教しているが、自分の好きな事に生きる姿勢を好ましくも感じており、責務を果たさなければならない自分や姉の分まで自由に生きてほしいと思っている。ハクヤとはヴァン返還交渉以降から親交を深め、ピルトリーを介してプレゼントを贈り合う仲となる。
幼少期は、父や外務大臣の外交に自分からついて行くほど活発な性格で、当時のエルフリーデン王アルベルトと帝国外務大臣の会談に無理矢理同行した際は、王女リーシアと手合わせをして外務大臣に泣かれている。
1週間戦争後、帝国側の交渉役として公都ヴァンに赴く。交渉前にソーマ、ジュナと出会い、故郷である現実世界に帰れなくなったソーマに謝罪し、勇者召喚の条件は王国が支援金を捻出できない場合の帝国なりの気遣いであったことを話す。交渉時では、アミドニア公国に完全に非があり、ジャンヌ自身も気が乗らなかったが、人類宣言としての面子を守る為、ヴァン返還を求める。ユリウスを退出させ、両国で食糧事情、魔王領及び魔族・魔物などの情報共有をしてから、ヴァン返還の交渉をする。同時にソーマも姉と同じく政務室で寝起きしている話でハクヤと意気投合する。帰国後、マリアに秘密同盟などの交渉内容を報告し、勇者とは何なのか話し合う。
その後、秘密同盟に伴う交渉では、ハクヤと料理、玉音放送を利用した番組制作などの国内情勢を話す。ソーマやピルトリー達の依頼で、サンドリアの父を騙した詐欺師と裏で繋がっていた有力貴族を処分し、帝国代表のマリアに代わってサンドリアに謝罪した。
傭兵国家ゼムでは、ソーマとマリアの会談に参加する。ソーマの九頭龍諸島への艦隊派遣に反発する。ジャンヌだけ事情を察せられず、マリアの力になれない自分に憤る。ハクヤにそのことを話し、ハクヤと親交を深める。
精霊王の呪い発生時では、バルム・サミットでマリアに同行する。同時にユリウスと再会し、旧交を温める。
大虎ケイオス戦争では、軍才・武勇を駆使して、帝国陸軍約20万を率い、ジャモーナ城塞にてフウガ軍主力35万（大虎王国・ゼム・正教皇国の連合軍）を迎え撃つ。帝都ヴァロアがフウガ軍により包囲され、友人のルミエール、同じ帝国軍を率いる将軍クレーエの裏切り、マリアの飛び降りに愕然とする。海洋同盟の武力介入により、マリアも含め帝国は存亡の危機を逃れ、ハクヤと再会する。マリアの思惑、これからの帝国について話し、ハクヤからプロポーズを受け、婚約する。ヴァロア停戦条約後は、グラン・ケイオス帝国からユーフォリア王国に縮小したため、敗戦の責任を取って退位したマリアから受け継ぎ、ユーフォリア女王として即位する。
翌年の大陸暦1553年、ハクヤと結婚する。
トリル・ユーフォリア
グラン・ケイオス帝国皇女（ - 大陸暦1552年）、帝国駐フリードニア王国大使（大陸暦1547年 - 大陸暦1552年）→ユーフォリア王国王女（大陸暦1552年 - ）。
15歳（大陸暦1547年時点）→21歳（大陸暦1553年時点）。
右サイドに束ねた長い髪が渦を巻く金髪の少女。ユーフォリア三姉妹の三女（末妹）。
穿孔姫。技術者。ヨレヨレの白衣を着ており、お嬢様口調で話す。
マスクウェル家のジーニャを尊敬している。独自の視点でいわゆるドリルに近い概念に思い至り、不完全な形ながらそのために必要なモーターに近い技術を形にしており、技術者としては優秀だが、研究室に籠りっぱなしで、実績がないばかりか、帝国皇女としての責務をほとんど果たしていなかったため、家臣達からの評判は悪い。その追及から逃がす目的もあり、姉である女皇マリアによって空席だった駐フリードニア大使に任命される。
それに伴い、ジーニャ、メルーラ、タルと共に穿孔機の共同研究を進める。
ソーマ達の結婚式・戴冠式では、帝国代表マリアの名代として祝辞をあげる。
ジーニャを尊敬するあまり、よく彼女の工房に行っており、ジーニャとルドウィンの結婚生活を邪魔することになる。その為、フリードニア王国とグラン・ケイオス帝国の極秘首脳会談には、長時間の説教確定なので参加を拒否した。ジーニャ、メルーラ、タルと共に、穿孔機をメカドラに付けて強化している。
大陸暦1549年、共和国に帰国するタル達を見送る。
大虎ケイオス戦争時はジャンヌの命令で、フリードニア王国に残る。戦後はマリアからの帰国命令で、ユーフォリア王国に帰国する。駐フリードニア王国大使の仕事はマリアが引き継ぐことになった。
翌年のハクヤとジャンヌの結婚式には参加し、今後ジャンヌから説教されるときは義兄となったハクヤのところに逃げ込むつもりでいる。
ハクヤ・ユーフォリア
ユーフォリア王国王配・宰相。

#### 配下・国民
ギュンター・ライル
グラン・ケイオス帝国陸軍副将（ - 大陸暦1552年）→ユーフォリア王国軍将軍（大陸暦1553年 - ）。
30 - 40代の男性。筋骨逞しい強面の大男で、寡黙で見た目に反してシャイな性格の人物。
自らをユーフォリア姉妹を守る盾と称し、彼女達に忠誠を誓っている。
帝国の盾といわれる魔装甲兵団の指揮官。帝国が誇る魔装甲兵団の中でも優れた使い手であり、大斧使いのナタ相手に剣と盾で戦えるなど、戦闘力は高い。
また想定外の非常時においても冷静に状況を判断できるなど、個人としても指揮官としても有能。相手がジャンヌであっても、しっかり声を上げて諫めることも、背を押すこともできる好漢でもある。サミの歩幅に合わせて歩いたり、沈んだ雰囲気の彼女に気を遣う。
魔王領侵攻時（大陸暦1536年頃）では、新兵であり国の守りに残されていた。
傭兵国家ゼムではフリードニア王国首脳陣と直接会談する際、マリアやジャンヌの護衛として赴く。武将チームであるオーエンと意気投合する。また同じ護衛役のアイーシャに声を掛けようとしたが、掛ける言葉が見つからず、緊張して硬くなっていた。
精霊王の呪い発生時では、バルム・サミットにマリア達の護衛として赴く。
大虎ケイオス戦争では、ジャモーナ城塞で、ジャンヌと共に帝国軍約20万兵を率いて、大虎王国・ゼム・正教皇国の連合軍相手に奮闘する。
魔王領解放戦争が起こる前は、魔族調査でユーフォリア王国に来たサミをサポートする。
クレーエ・ラヴァル
グラン・ケイオス帝国空軍大将。帝国軍の主力グリフォン部隊の隊長。
ルミエール・マルコー
グラン・ケイオス帝国内政官のトップ。
ピルトリー・サラセン
フリードニア王国の駐グラン・ケイオス帝国大使。
サンドリア
グラン・ケイオス帝国出身者。
サミ・チマ
東方諸国連合チマ公国のチマ家三女（ - 大陸暦1547年）→東方諸国連合ロス王国王女（大陸暦1547年 - 大陸暦1549年）→フリードニア王国パルナム城大書庫の司書（大陸暦1550年 - 大陸暦1552年）→ユーフォリア王国ヴァロア城大書庫の司書（大陸暦1553年 - ）
17歳（大陸暦1547年時点）→23歳（大陸暦1553年時点）。
短い髪を左側で結んだサイドテールの美少女。チマ家三女。ヨミ・チマの双子の妹。読書家であり、理系の知識が豊富。水属性氷魔法を扱う優れた魔導士でもある。チマ公国にいたころは、武断派である次兄ナタや三兄ゴーシュにヨミ共々蔑まれていた経験から、武人に対して苦手意識がある。次兄・三兄との関わりを避けていたため、兄達にいびられてた末弟イチハとは、フリードニア王国に亡命するまであまり接点がなかった。ただし、守ってくれた長姉ムツミのことは慕っている。
東方諸国連合の魔浪後は、ロス王国国王ハインラントの養子となった。武人でありながら穏やかだった義父ハインラント・ロスのことは、実父マシューより慕っていた。
東方諸国連合統一戦争では、長兄ハシムからのフウガ派か中立を選べという指示に従い、ハインラントの方針で中立を選ぶ。しかし、中立派となったことで、ハインラントがハシムによって殺される。その後、抗議の声明を出し、主都を囲む防壁の門を閉ざした。ヨミ、ロンバルトの開城説得にも応じなかったが、弟ニケによって気絶させられる。ムツミの願いで、フリードニア王国に亡命する。
亡命後はパルナム城の大書庫の司書になったり、夏祭りには黄色の浴衣を着て参加していた。また接点のなかったイチハとも親睦を深める。
養父を謀殺したハシムのことは恨んではいるが、ムツミのことはかつてゴーシュ達から守ってくれたこともあり、彼女がフウガの妻となってからも慕っている。フウガに対しては恨みがないとは言えないが、ユリガについては血の繋がった兄に振り回されそうな感じで親近感を覚えていた。その為、イチハにユリガを気遣ってあげて欲しいと頼んでいた。
魔王領解放戦争が起こる前に、ハクヤやソーマ達の依頼でユーフォリア王国へ行く。フリードニア王国にいるイチハと連携して魔族調査を進める。サポート役のギュンターとも親交を深め、ヴァロア城の大書庫を気に入り、ユーフォリア王国に定住を決める。

#### 歴代皇帝（初代から5代目）
マナス・ケイオス／マナス・ユーフォリア
初代皇帝。ケイオス大帝。享年50歳。ケイオス王国国王の次男。
約100年前（大陸暦1446年頃）、ケイオス王国とユーフォリア王国との戦争で、ケイオス国王と長子が戦死し、マナスが国王として即位する。しかし、復讐戦はせず、ユーフォリア国王の娘を妻に迎え、縁戚関係を結んだ。自らの名前をマナス・ユーフォリアに変えて、ユーフォリア王国側の警戒を解く。それからユーフォリア王国を利用し、周囲の小国を呑み込み、圧倒的な国力差をついたら、即座に妻の実家であるユーフォリア王国を攻め滅ぼしている。
ただ、妻への負い目があったからか、その後もユーフォリアの性を名乗り続け、彼以降の皇帝はユーフォリアを名乗るようになった。 ユーフォリア王国滅亡後もマナスは侵略戦争を続け、大陸西部の大国となり、グラン・ケイオス帝国となり、最期は病で没する。
2代目皇帝
2代目皇帝。マナスの忠実な側近が生きていたので、堅実に国を纏めた。
3代目皇帝
3代目皇帝。マナスの忠臣達もこの世を去っており、初代皇帝の統一事業で家臣の支持を得る為、侵略戦争を起こした。
60年前（大陸暦1486年）、起こした侵略戦争は、世界規模の大戦となってしまう。
50年前（大陸暦1496年）、先々代エルフリーデン国王（アルベルトより前の王）が拡張路線に入ることに繋がり、アミドニア公国は国土の半分を奪われることになった。
その結果、帝国は予想以上に戦費が嵩み、内乱が頻発し、荒廃する。支持を失い、何度目かの内乱の際に、賊徒によって死亡する。
この戦争の被害が世界を協調路線へと転じさせた。
4代目皇帝
4代目皇帝。拡張路線を放棄して、内政に力を注いだが、消極的だと諸侯に侮られることになる。
先代（5代目）皇帝
5代目皇帝。マリア、ジャンヌ、トリルの父。故人。
文人肌の穏やかな性格。在位期間中は、歴代皇帝の拡張路線の影響で不穏を抱えていたが、衰退していっても構わないと思っていた。
魔王領の出現時、帝国が人類の旗頭としての役割を求められ、連合軍を率いた。
結果、連合軍は魔族に迎え討たれ壊滅した。戦が不得手なため、慣れない戦場での生活に心身を擦り減らし、死んでいった者達のことを思い悩み、5年前（大陸暦1541年）に亡くなる。

### トルギス共和国
大陸南部にある極寒の国。首都はサプール。人口は約140万人。総兵数は7万人。
雪原の五種族と呼ばれる獣人族が多い。各種族・各部族から代表が派遣される族長会議で合議のもとに国家を運営している。その族長会議により軍権などが委託される元首が選任される。世襲する際には族長会議の任命が必要。
アミドニア公国よりは耕作可能な土地はあるが、厳しい環境である為、最盛期のグラン・ケイオス帝国からも狙われなかった。ただし、豊かな土地を求めて、大陸暦1546年のアミドニア公国内乱時に兵を出していた（北進政策）。大陸暦1547年以降はフリードニア王国、グラン・ケイオス帝国と医療同盟締結、共同技術開発を行い、九頭龍諸島連合とも海洋同盟を結び、良好な関係を築いている。
歴史
大陸暦1546年、アミドニア公国内乱時に兵を出すも、エルフリーデン王国軍が動いたことにより撤退する。
大陸暦1547年、フリードニア王国、グラン・ケイオス帝国との間で三国医療同盟を結ぶ。
大陸暦1549年、海洋同盟国となる。
大陸暦1552年、大虎ケイオス戦争で武力介入し、傭兵国家ゼム南部都市2つを手に入れる。
雪原の五種族はトルギス共和国に住む雪猿族、白兎族、白鷲族、雪熊族、海象族の獣人。これらの五種族は他の獣人族がそうであるように、女性であれば人間に動物の耳や羽やしっぽが生える程度なのだが、男性であればかなり動物に近い顔をしている者もいる。異種族の間でも婚姻は認められているが、生まれてくる子供は必ず親のどちらか一方の種族として生まれる。海辺に暮らす部族は氷の海に入って魚を捕ることができる海象族・雪熊族の割合が多く、山岳部で暮らす部族には地形をものともしない雪猿族・白鷲族が多く、夏場の短い期間で農耕を営む白兎族は平地に住まう者が多い。人間族の行商人など他の種族もいることにはいるのだが、この地の真冬は極寒となるため他の種族では普通に生活するのも厳しく、奴隷などを除けば雪に道が閉ざされる前には国外へと退避する。
首都サプールは共和国を動かす族長会議が行われる政治の中枢であり、共和国の祭祀を執り行う中心地。クーとタルとレポリナの結婚式は『サプール神殿』で行われた。
ノーブルベップはトルギス共和国東部の町。宿泊場所である白鳥亭、タルの工房もある。
モーランは漁港の町。ノーブルベップの近くにある。

#### 主要人物
クー・タイセー
トルギス共和国元首の息子→トルギス共和国元首（大陸暦1550年 - ）。
15 - 16歳（大陸暦1547年時点）→22歳（大陸暦1553年時点）。
雪猿族の少年。タルに対して恋心を抱いているが、微妙に素直になれずタルの前で別の少女に声をかけて気を引こうしている。レポリナの好意には気付いている為、レポリナにはその冗談をしない。 戦士としても強く、武器は棍棒を使う。
タルからはバカ様と呼ばれているが、タルに対する依頼内容（国家肝入りの医療政策に必須な医療器具の製造依頼）からソーマが国政に関与できる立場であることを見抜き、トルギスの国情から北上政策以外に国を豊かにする道を探すべきと考えているなど、為政者としての資質を十分持っている。
タルに依頼した武器（金色のムカデの装飾が付いた棍）を貰いに来た際、ソーマ達と出会う。ソーマやタルから医療器具作成の依頼について聞き、ソーマが国王であることは分からなくても、一介の商人ではなく、王の思惑によって動いていることを見抜き、医師が欲しいと語る。その流れで王国と共和国の首脳会談を段取る。会談の日までは、ソーマ達の観光に案内役兼お目付け役として同行し、ソーマ達と親交を深める。自国の現状を話し、北上政策以外で国を豊かに出来ると語る。
未発見ダンジョンが出た際、魔物討伐でソーマ達王国組と共闘する。その時にハルバートのことを赤髪と呼び、彼からは白髪と呼ばれる。その後、ゴウランとソーマの会談時にソーマがフリードニア国王であることを知る。三国医療同盟結成後、ゴウランの意向で約3年間、フリードニア王国でソーマの食客として滞在することになる。ソーマを「兄貴」と呼び、正体を知ってからも砕けた態度で接する。そこでソーマの統治術を学ぶことになり、更にソーマの許可を得てジンジャーの専門学校にも通う。
東方諸国連合の魔浪では、ソーマ達に同行し、魔物と戦う。チマ公国での魔浪時にフウガ・ハーンを見て警戒し、今後の大陸は帝国、王国、マルムキタンの三勢力が中心となることを見抜く。帰国後、王国と帝国が穿孔機の共同研究することになった際、穿孔機が共和国でもフウガに対抗できる力を持つ突破口となる為、共和国も加えられるようにソーマに直談判する（1時間にわたって拘束して、研究資金を国力が二国に劣ることを背景に二割負担に抑える）。タルに共同研究を加わるよう頼む。
ソーマ達の結婚式前、タル、レポリナと共和国の未来について話していた途中、タルにプロポーズする。その後、タルから婚約条件としてタル、レポリナと婚約した。その後は、ソーマ達の結婚式、東西リアル歌合戦、魔物学シンポジウムに参加する。
東方諸国連合統一戦争では、フリードニア王国に来たニケ・チマをスカウトする。その後、タル、レポリナ、ニケと共に、共和国へ帰国する。
帰国後（大陸暦1550年）、ゴウランから跡を継ぎ、トルギス共和国元首となる。精霊王の呪いでは、ソーマの依頼でバルム・サミットに簡易受信機から参加する。
その2年後（大陸暦1552年）、タル、レポリナと結婚する。大虎ケイオス戦争では、レポリナ、ニケと共に共和国軍を率いて、傭兵国家ゼム南部を攻める。
戦後はソーマの支配領域人心掌握術（1週間戦争後のヴァン占領）に習って、穿孔機や隊商などを利用し宴を開催し、傭兵国家ゼム南部都市2つを名実共に共和国へと組み込む。
ソーマ曰く見た目は実写化された西遊記の孫悟空（白猿バージョン）と評している。
交渉術
穿孔機の共同研究時、子供や政務で忙しいソーマを一時間拘束し、ゴネてヨイショして甘えて足下見て交渉して、破格の条件を引き出した。下手したら怒りを買ってこの国から追い出される行為だが、人の心を掴むのが上手いクーなので、上手くご機嫌を取りながら交渉をやりきった。
タル・オズミ
トルギス共和国オズミ工房の職人→クーの第1夫人、トルギス共和国の職人（大陸暦1552年 - ）。
16歳（大陸暦1547年時点）→22歳（大陸暦1553年時点）。
雪熊族の少女。クーの幼馴染。職人として優れた技術を持ち、亡き祖父から教わった心構えで、職人には自分が作るものがどんな風に使われるのかを知る責任を持つ。  幼い頃は、人見知りの泣き虫で、クーやレポリナの陰に隠れていた。クーの行動などもしっかり裏の理由まで読んだうえでスルーし、阿呆な発言にはしっかり塩対応などをしているが、恋心はしっかりと抱いている。
オズミ工房で仕事していた際、ソーマ達と出会い、クー達と共に親交を深める。ハルバートから自分に合う武器がないか相談を受けた際、双蛇槍をあげる。
三国医療同盟結成後、注射針作成、フリードニア王国の技術に興味がある為、クー、レポリナと共に王国に滞在する。その間は鍛冶の指導場所であるジンジャーの専門学校に通う。  クーが東方諸国連合から帰国後、彼の依頼で穿孔機の共同研究に参加する。そこでクーの成長を目の当たりにして戸惑う。
ソーマ達の結婚式前、共和国の未来について3人で話していた途中、クーにプロポーズされる。その後、クーと婚約し、その条件としてレポリナとも婚約することをお願いした。
大陸暦1549年、クー、タル、ニケと共に、共和国へ帰国する。帰国してから約3年後にクーと結婚する。
大虎ケイオス戦争後は、クー主催の傭兵国家ゼム南部都市での宴に参加する。
レポリナ
クーの従者→クーの第2夫人（大陸暦1552年 - ）。
17歳（大陸暦1547年時点）→23歳（大陸暦1553年時点）。
白兎族の少女。モコモコのダッフルコートを着ている。実家は狩人の家系で、優れた弓の使い手でもある。視界の悪い森の中でも、持ち前の耳を利用して音の方角を感知することができる。
タルのオズミ工房に行くクーに同行し、そこでソーマ達と出会う。その時も国家元首同士の会談を取り付ける為、クーにゴウランのところまで報告させられる等で振り回される。
未発見ダンジョンが出た際、魔物討伐でソーマ達王国組と共闘する。三国医療同盟結成後、クー、タルと共にフリードニア王国に滞在する。その間、クーと共に冒険者登録もして、依頼を受けて小遣い稼ぎもしている。
東方諸国連合の魔浪時は、クー達と同行し、魔物と戦う。王国に帰還後は、クーの成長を目の当たりにして迷うタルに助言する。
クーに好意を抱いていたが、自分から嫁にもらってほしいは言えず、傍にいるだけで満足だった。しかし、ソーマ達の結婚式前、タルが婚約条件としてレポリナも一緒に婚約して欲しいと願い出た為、クーと婚約する。
東西リアル歌合戦に参加し、リーシアに追いかけられる。
大陸暦1549年、クー、タル、ニケと共に、共和国へ帰国する。
帰国してから約3年後にクーと結婚する。大虎ケイオス戦争では、クー、ニケと共に共和国軍を率いて、傭兵国家ゼム南部を攻める。
大虎ケイオス戦争後は、クー主催の傭兵国家ゼム南部都市での宴に参加する。
ニケ・チマ
東方諸国連合チマ公国のチマ家4男→東方諸国連合のとある国の家臣（大陸暦1547年 - 大陸暦1548年）→東方諸国連合チマ公国の戦士（大陸暦1549年）→トルギス共和国元首の家臣（大陸暦1549年 - ）。
16歳（大陸暦1547年時点）→22歳（大陸暦1553年時点）。
線の細い美少年。チマ家4男。優れた槍の使い手で、愛用の槍を担いでいる。飄々としており、父マシューの謀略の才を最も受け継いだ長兄ハシムでも、その考えを読み取れない。
弟イチハが物心ついて、チマ兄弟の中で無能のレッテルを貼られるまでは、ナタとゴーシュ達武闘派の兄にいびられていた。槍の才に目覚め、実力上げてからは何も言われなくなったが、チマ家自体に思い入れはなかった。
ただし、ニケを庇っていた長姉ムツミのことは慕っている。理想の女性は、ムツミのように気立てが良くて凛とした人を挙げており、シスコンな面もある。
東方諸国連合の魔浪では、東方諸国連合のとある国の家臣に行く。しかし、東方諸国連合統一戦争で、家臣に行った国がフウガ派になる際、暇を出される。その後はチマ公国に戻る。マシューと親子最後の会話をして、セバル平原の戦いでハシムに協力し、途中で別れる。  その後、ムツミからの依頼で次姉サミを護る為、ロス王国に潜入していた。フウガ派に抗おうとするサミを気絶させ、ロス王国の兵士達に、次姉ヨミ、ロンバルトに降るよう説得する。ヨミとロンバルトと別れた後、ムツミの指示でサミをフリードニア王国に亡命させる。その後、クーにスカウトされて共和国に移住する。
大陸暦1552年、クーの結婚式を取り仕切る。大虎ケイオス戦争では、クー、レポリナと共に共和国軍を率いて、傭兵国家ゼム南部を攻める。
大虎ケイオス戦争後は、クー主催の傭兵国家ゼム南部都市での宴に参加する。
ゴウラン・タイセー
トルギス共和国元首（ - 大陸暦1550年）。
雪猿族の男性。クーの父。白いローブに肩パットの付いた白いマントを羽織っている。素直な性格はクーに受け継がれており、粗野に見えて緻密な面もあり、油断すれば付け込まれるとソーマからは評価されている。元首は本来一代限りだが、族長会の承認を得れば世襲も認められている為、ゴウランは2代目である。
若い頃、小競り合い程度だが、アミドニア軍と何度か干戈を交えており、アミドニア公王ガイウス八世のことは手強い武人と一目置いていた。アミドニア公国の情報収集の過程でロロアの母のことも知っていた。
三国医療同盟結成後、マリアやソーマといった若い国王たちが国を発展させていることから、時代の流れを悟る。約3年間、クーをフリードニア王国に滞在させる。その間、族長会を掌握し、クーの為に下地を造ろうと動く。
穿孔機の共同研究時は交渉をクーに任せる。その後、元首の座をクーに譲る。
ソーマ曰く見た目は、猿王と呼ぶべき印象である。

### 九頭龍諸島連合／九頭龍諸島王国
東の海にある島国の連合国家。人口は約160万人。総兵数は約8万人。九頭龍諸島、ヤエズ島、双子島などがある。
政争などで大陸を逐われた人々が、島々に流れ着き、それらの島々が緩く連合することによって誕生した。モデルは江戸と唐の文化を混ぜた形。
人魚族、人間族、獣人族などが住んでいる。海の縄張り、島の独立維持で争うこともある。そんな成り立ちもあってか、この国の人は気性が荒く、島ごとの独立心が強い。蛟龍族も住んでいたが、王国のラグーンシティへと移る。短い姓、短い名が主流であり、人の名前を呼ぶときは姓名を一緒に呼ぶ。
グラン・ケイオス帝国の全盛期時代、もし帝国が九頭龍諸島に攻め込んできた場合、各島ごとでは到底太刀打ちできないことは明白だった。その為、現在は諸島にある一番大きな九頭龍島の王（九頭龍王）を諸島連合の長としている。ただし、各島の統治は島主に任されており、九頭龍王といえど各島の統治に口を出そうとすれば島民の反発を招く。九頭龍諸島連合結成後は、島同士の争いもほぼなくなり、交易も盛んに行われるようになった。
この成り立ちにより、九頭龍諸島連合は外国勢力の侵略に対しては強いが、オオヤミズチのような内部問題では結束が出来なかった。そのオオヤミズチの影響で、漁場を失った漁民たちがエルフリーデン王国近海にまで行って漁を行うようになったため、王国との間に軋轢を生むことになる。しかし、親子島沖海戦でオオヤミズチを退治し、海洋同盟を結んだことでフリードニア王国、トルギス共和国と友好関係となる。中央集権化が進み、九頭龍諸島連合は九頭龍諸島王国となる。
歴史
大陸暦1549年に、親子島沖海戦でオオヤミズチを退治し、王国と和解する。同時に海洋同盟国となる。
大陸暦1550年、フリードニア王国、トルギス共和国、グラン・ケイオス帝国の医療同盟に加わる。
2年の間、中央集権化が進み、九頭龍諸島王国となる。
大陸暦1552年、大虎ケイオス戦争で武力介入する。
大陸暦1553年、魔王領解放戦争でフリードニア艦隊と共に魔王領侵攻する。

#### 主要人物
シャ・ボン／シャボン
九頭龍諸島連合の王の娘→九頭龍諸島連合女王（大陸暦1549年 - 大陸暦1552年）→九頭龍諸島王国女王（大陸暦1552年 - ）。
18歳（大陸暦1549年時点）→21歳（大陸暦1552年時点）。
ウェーブのかかったエメラルドグリーンの髪が特徴的な少女。古代中国の宮廷官女のような衣服を纏っている。人魚族。九頭龍女王。
追い詰められていたは薄幸の姫だが、オオヤミズチの一件から図太くて強かな面を持つ為政者となった。海洋同盟の盟友であるクーの交渉術を見習って、ソーマに島型空母も欲しいと交渉し、新造空母が充実し退役させる頃には譲り渡すことを約束させており、交渉術も腕を上げている。
オオヤミズチの影響で暗雲が漂う九頭龍諸島連合を目前とし、父シャナに王国との戦争は避けるよう何度も諫言したが、聞き入れて貰えなかった。自身に父を止める力も、人々を苦しみから救う力もないことは明白であり、双子島にいるキシュンのもとに身を寄せていた。
帝国が九頭龍島の各島主たちに使者を送っていることも、帝国の目的は『人類宣言』への加盟ではなく王国への危機感を煽って、九頭龍諸島の軍船を九頭龍王の下に集結させること、それによって得するのがシャナかソーマであることを見抜く。これにより、戦を回避することはできないことを悟り、人々を守る方法として、自身がソーマの道具として扱われる代わりに、九頭龍諸島連合の民を守ってもらう為、フリードニア王国に行ってソーマと接触する。
ただし、九頭龍諸島の鎖国事情によりソーマ殿の実情を知らなかったことで、「自分もロロアのように」と発言する。すべてを諦めたシャボンの発言が、たった一人で王国を相手取り勝利する為に自分の命を賭けたロロアへの侮辱であると感じられ、ソーマの逆鱗に触れてしまう（最もソーマ自身も連日の業務による疲労、シャボンに悪意がないことも原因の1つだった）。その後、ハクヤのフォローで仕切り直して、ソーマ達王国側と協力関係を築き、オオヤミズチ情報収集に協力する。
親子島沖海戦で、ソーマからシャナと繋がっていたこと、シャナの真意を聞く。オオヤミズチ討伐後はシャナより王位継承する。また、九頭龍諸島を治めるためには、シャナの協力とは別の後ろ盾が必要となる為、ソーマには婚姻による縁戚関係の構築（シャボンの子とソーマの子を婚約させる）をしてもらう。更にキシュンと婚約し、戦後の宴に参加する。
精霊王の呪い発生時では、ソーマ達と協力し、事態収拾に取り組み、バルム・サミットに参加する。
王位継承後から大陸暦1552年春までの間に中央集権化を進め、国名を九頭龍諸島連合から九頭龍諸島王国へと変更。シャナ、キシュンの協力もあり、諸島全体を統べる九頭龍女王としての立場を確固とした。また各島が別個に保有していた海上戦力を統合し、一つの意思のもとに動く『女王艦隊』として再編した。また、キシュンと結婚し、シャランとシャロンを儲ける。
大虎ケイオス戦争では、ハクヤの指示で『フウガ軍の軍用艦船、工廠で建造中の軍艦の破壊』の為、大虎王国東の港湾都市軍事施設に無数の船団率いて攻める。
魔王領解放戦争では、キシュン達九頭龍王国艦隊を派遣する。
キ・シュン／キシュン
双子島の島主→九頭龍諸島連合宰相（大陸暦1549年 - 大陸暦1552年頃）→九頭龍諸島王国宰相（大陸暦1552年 - ）。
白狐獣人族の青年。腰に大小の九頭龍刀を差している物部（フリードニア王国で言う騎士）。
オオヤミズチの被害下の九頭龍諸島を救うため、ソーマと接触を計るシャボンに、護衛として付き添う。シャボンがソーマの怒りを買った際、座り込みをしてまで怒りを解こうとした。その後、ソーマ達に協力することになった際、双子大島でオオヤミズチの情報収集、拠点提供などをする。
オオヤミズチ退治後は、シャボンと婚約する。また、摂政（宰相）となり、シャボンを補佐している。
大陸暦1550年 - 1552年の間にシャボンと結婚し、女児と男児を一子ずつもうけている。大虎ケイオス戦争で海洋同盟の武力介入時は、艦隊を率いるシャボンを補佐する。
魔王領解放戦争では、九頭龍王国艦隊を率いる。
シャ・ナ／シャナ
九頭龍諸国連合の王→双子島の島主（大陸暦1549年 - ）。
人魚族の男性。九頭龍王。シャボンの父。
オオヤミズチの被害により、フリードニア王国での密漁を容認して、軍艦もつけていた。ただし、大陸暦1547年にカストールが九頭龍諸島の艦隊拿捕後、王国に使者を送り、オオヤミズチ退治計画などを伝えて、それ以降は密かにソーマと繋がっていた。九頭龍諸島連合で上げた税金を払って、王国に密漁させてもらうようにしていた。
大陸暦1549年、九頭龍島の館に島主達を招集して、ソーマと示し合わせた王国艦隊の進路を伝える。オオヤミズチ戦では、王国と九頭龍諸島連合の艦隊と会わせ、オオヤミズチが来るまで、ソーマと舌戦をして時間稼ぎをする。その間、配下にオオヤミズチを誘い出させ、救難信号を出し、これにより九頭龍諸島連合とフリードニア王国の艦隊を共闘させる。
オオヤミズチ退治後、フリードニア王国との緊張状態を招いた責任を取って退位する。退位後は双子島の島主となる。
大虎ケイオス戦争では、孫のシャランとシャロンを預かり面倒を見ていた。
シャ・ラン／シャラン
九頭龍諸島王国第一王女（大陸暦1551年頃 - ）。
大陸暦1550年9月 - 1552年3月の間に生まれる。
シャボンの娘。ソーマの第一子シアンの許嫁。
シャ・ロン／シャロン
九頭龍諸島王国第一王子（大陸暦1551年頃 - ）。
大陸暦1550年9月 - 1552年3月の間に生まれる。
シャボンの息子。
シマ・カツナガ
九頭龍諸島連合ヤエズ島の島主→九頭龍諸島王国ヤエズ島の島主（大陸暦1551年頃 - ）。
一際立派な体躯をしている黒髪に、黒く立派な髭を蓄えた隻眼の男性。武器は大太刀や金棒を使う。九頭龍一の武辺者と謳われる物部（もののふ）で、シャナからも頼りにされている。
オオヤミズチ退治戦前の会議では、王国艦隊を返り討ちにすると意気込んでいる武闘派島主達に対して、苦言を呈する。王国海軍のエクセル・ウォルターを警戒しており、彼女がソーマの暴走を止められなかったのではと疑問が出た時は、そうではない場合は王国に勝算があるのではと語る。
会議後、シャナにしてはことを急ぎ過ぎなのでは指摘するが、シャナが勝算のない戦いをしないことは分かっており、彼を信じた。
オオヤミズチ退治戦では、シャナに食わされたことを悟るも、オオヤミズチに挑める機会をくれて、意気揚々としていた。艦隊の指揮を行い、最終局面では配下2人がかりで持って来た金棒で、オオヤミズチ本体を攻撃する。
戦後の宴では、ハルバート、ルビィと親交を深める。勇猛だけど嫁には頭が上がらない者同士ということで、カストールと意気投合し、酒を酌み交わす。

### 東方諸国連合／フウガ派の国々

#### フウガ派の国々
ハーン大虎王国国王となったフウガを中心とした国々。

##### ハーン大虎王国／ハーン大虎帝国
草原遊牧国家マルムキタン国王フウガ・ハーンを中心に建国した一大王国。居城はハーン城（元はシャーン王国のシャーン城）。
東方諸国連合の統一と魔王領の奪還で国土を広げ、フウガの夢に共感した者たちや一旗揚げようとする者たちを集めて拡大を続けている。魔王領解放を掲げており、その次の目標として大陸制覇の野望がある為、海洋同盟や中立国の各国から警戒されており、大陸で対抗できる勢力は海洋同盟のみ。
軍事面ではマルムキタンにいたテムズボック（跳躍力に優れた騎獣）の跳躍騎兵、足腰の強いソウゲンヤクという毛長の牛の騎兵、旧グラン・ケイオス帝国軍の将兵から技術を吸収して編成したカノン砲を装備したライノサウルスの部隊がいる。
国民が稀代の英雄フウガ・ハーンに魅了され、英雄に相応しい偉業を期待し、その期待に応えることで、巨大な統一国家を維持している。そのため、人々に「英雄が歩みを止めた」と思われると国が瓦解してしまうため、立ち止まることができないという潜在的な欠陥を抱えている。

歴史
大陸暦1550年1月1日に建国。
大陸暦1550年、ガーラン精霊王国の要請で父なる島を解放し取り込む。その最中、精霊王の呪いが起こり、バルム・サミットに参加し事態収拾に取り組む。
大陸暦1552年、大虎ケイオス戦争でグラン・ケイオス帝国に勝利する。この戦争で更に大きくなり、ハーン大虎帝国となる。
大陸暦1553年、魔王領解放戦争で魔族の兵器を撃退する。

###### 王族・皇族
フウガ・ハーン
東方諸国連合の草原遊牧国家マルムキタン2代目国王（大陸暦1541年 - 大陸暦1549年）→ハーン大虎王国国王（大陸暦1550年 - 大陸暦1552年）→ハーン大虎帝国皇帝（大陸暦1552年 - ）。
22歳（大陸暦1543年、国王即位時）→26歳（大陸暦1547年時点）→32歳（大陸暦1553年時点）。
天人族の男性。大虎王→大虎帝。ユリガの兄。銀色の鎧と兜を身に着けた逞しい体つきの青年。190センチの長身で、青みがかった黒（紺）の短髪に、顔立ちは勇壮。そして背中には天人族特有の小さな白黒の翼が生えている。武器は斬岩刀と呼ばれる偃月刀で、腰には金の装飾が施された大弓がぶら下げている。
圧倒的な武技と行動力を持ち、そこに合致する人柄もあってマリアに匹敵するカリスマ性を持ち合わせた男。強さはフリードニア王国最強の一角であるアイーシャよりも上。風属性雷魔法の使い手で、ナデンと同程度の威力の雷を扱うことが出来る。英雄の資質を持っており、大陸制覇の野望もあり、ソーマから警戒されている。フウガ自身もユリガの預け先にしているが、戦うと泥沼化しそうな予感をしており、戦いたくない相手としてソーマを認識している。ただし、武勇が活かせない学問分野の話を振られると困惑顔になる。
東方諸国連合のマルムキタン国王ライガの息子だったが、ライガ死亡時の22歳で王位を受け継いだ。このことは謀殺されたと思っており、ライガ死亡を機に反逆を企てた氏族を滅ぼし、ライガが同盟という形でしか取り込めなかった部族でさえも、服従させた。
単身で魔王領に行った時、魔物の群れと戦っていた飛虎ドゥルガに助太刀した。それ以降意気投合してドゥルガと一緒にいる。その時に「魔族は魔王領の奥地にしか存在しない」ことを悟る。
東方諸国連合の魔浪では、チマ公国を援護時にソーマと出会う。魔浪が治まった後、ソーマと話し、今回の戦いでまとまりのない東方諸国連合を統一しなければならないこと、魔族が奥にいることを利用し少しずつ魔王領を解放することを語った（ソーマは今後最も警戒すべき人物として胸に刻む）。この戦いの報奨で、ムツミを婚約者にする。今後の戦いから危害が及ばないようにする為、ユリガをソーマに預ける。
国内にいる反フウガ派の残党を駆逐し、ムツミと結婚する。更に魔王領を少しずつ解放して人を集めることを始める。
東方諸国連合統一戦争では、ハシムを右腕に加え、反対勢力を駆逐し、ハーン大虎王国を建国する。
宗教などはあってもなくても良い物だと思っているが、これから勢力を拡張していくために必須だとハシムに言われていた為、ルナリア正教皇国との同盟を決める。聖女であるアンが派遣された際は、運命に唯々諾々と従う彼女に魅力を感じなかったが、運命に流される彼女に憐れみを感じており、ハーン大虎王国での暮らしで、いつかユリガみたいに元気に笑えるようになるといいと願っていた。
ハーン大虎王国建国後、ガーラン精霊王国の要請で父なる島を開放するも、シュウキンが精霊王の呪いにかかる。ハクヤとハシムの駆け引きに一喝し、ソーマに頭を下げ、事態収拾に取り組む。ソーマの依頼でバルム・サミットにも参加する。
その約2年後（大陸暦1552年）、傭兵国家ゼムの大武術大会でギムバールを降し、傭兵王も兼任する。ただし、実質はモウメイに傭兵国家ゼム傭兵王代理とし、彼に統治を任せる。その後の軍議で、支配地域の領主となれる人材と内政官僚を確保する為（表の目的はマリアの退陣、帝国を軍門に降らすこと）、魔王領解放事業を一旦停止し、グラン・ケイオス帝国への侵攻を決定する。更にユリガをソーマと婚約させ、海洋同盟に釘を刺す。そして、大虎ケイオス戦争を起こし、ルミエール達を取り込み、軍を率いて帝都ヴァロアを囲む。しかし、海洋同盟の武力介入により、停戦する。
傭兵国家ゼムを滅ぼし、ルナリア正教皇国を掌握後は、ソーマやユリガ達海洋同盟に魔王領完全解放の協力要請する。
魔王領解放戦争では、精鋭・難民兵部隊を率いて、東から攻める。魔族の兵器相手に苦戦するも、援軍に来た竜騎士王国と組み、兵器沈黙に成功する。その後はソーマやマオと共に海洋同盟・大虎帝国・シーディアンとの間で交渉をまとめ、停戦する。シーディアンの故郷である北の世界に興味を示すも、大陸制覇の為に海洋同盟と戦う意向も示す。また、それに対しソーマが勝利を確信していることにも気になっている。
作者であるどぜう丸は、秦の嬴政（始皇帝）、織田信長、ナポレオンなど、自分の中にある英雄像を凝縮させたキャラクターと称している。
飛虎ドゥルガ
白と黒の縞模様の空飛ぶ虎。現実世界にいた象などよりも遥かに大きい。
魔王領産の生き物だが、魔物なのか不明。
フウガが単身で魔王領に行った時に出会い、意気投合する。
ムツミ・チマ／ムツミ・ハーン
東方諸国連合チマ公国チマ家の長女→草原遊牧国家マルムキタン王妃（大陸暦1548年 - 大陸暦1549年）→ハーン大虎王国王妃（大陸暦1550年 - 大陸暦1552年）→ハーン大虎帝国皇妃（大陸暦1552年 - ）。
20歳（大陸暦1547年時点）→26歳（大陸暦1553年時点）。
腰のあたりで結んだ長く綺麗な黒髪の女性。虎の妻、虎の伴侶。武器は長剣。袴の上に古代日本風の鎧を身に付けている。武勇・知略に秀でる。東方諸国連合内の諸侯から家臣ではなく妻に望まれるほどの美人。武力に限らず大きな力を持った大人物の妻になることを望んでいた。本人の気質は真っ直ぐであるものの、謀略家の娘であるため策略と無縁でいられないことを歯痒く思っている。
チマ家では、ナタやゴーシュにいびられていたサミ、ヨミ、ニケ、イチハを守っていた為、弟妹達から慕われている。
チマ公国で起きた魔浪で、フウガやソーマ達と出会う。魔浪終結後、報奨権第1位となったフウガの妻となり、マルムキタンの古参からも信頼を得ていく。
末弟イチハのことは、人と違う目を持っていると思っていたが、魔物学の権威として名を馳せるほどの才が眠っていたことに驚いていた。同時にイチハがチマ公国に戻らないことを悟るが、幸せならそれでいいと思っていた。イチハを正しく評価したソーマには感謝していた。
東方諸国連合統一戦争では、父・マシュー達と対立することはあっても、フウガにつく。ハシムの中立派国王駆逐に反対するも止められなかったが、サミをフリードニア王国へ亡命させるようニケやソーマにお願いしていた。ハーン大虎王国建国後、ハーン大虎王国王妃となる。
精霊王の呪い発生時では、バルム・サミットでソーマにサミやイチハの近況を聞き、気にかけていた。
大虎ケイオス戦争では、フウガ、ガイフクと共に軍を率いて、ルミエール達帝国北部の強硬派と合流して帝都ヴァロアを包囲する。その後の停戦協議ではフウガと共に参加する。
魔王領解放戦争では、フウガに同行する。
モデルは、信州上田の小松姫、木曾義仲の愛妾である巴御前である。

###### 配下・将兵
ハシム・チマ
東方諸国連合チマ公国のチマ家長男→ハーン大虎王国参謀（大陸暦1550年 - 大陸暦1552年）→ハーン大虎帝国参謀（大陸暦1552年 - ）。
25歳（大陸暦1547年時点）→31歳（大陸暦1553年時点）。
目つきの鋭い男性。虎の知謀。父マシューの謀略の才を最も受け継いでいることもあり、チマ家の兄弟姉妹で最も優秀と目されている男。弟ナタやゴーシュが末弟イチハを虐めている場面を見ていたが、諍いに興味がなく放置していた。悪い意味でのマキャベリを体現する人物でもあり、悪手にしかならないなら手段は選び、理が勝るなら、卑劣な手段を躊躇なく行える辣腕の持ち主。弟のニケ曰く勝算の薄い、あるいはどちらに転ぶか分からない勝負はしない。ナタのことは、内心では馬鹿と呼んでいる。
東方諸国連合統一戦争では、マシュー達の反フウガ派にいても、ニケやゴーシュには軽挙を慎むよう伝え、妹のヨミとサミにはフウガ派か中立につくよう忠言した。セバル平原の戦いでも、2日間は反フウガ派で堅実な采配を振っていた。3日目は、ナタやガビ王をフウガ派につかせ、ニケと共に奇襲部隊を率いて、フウガ派に寝返る。実はセバル平原の戦いの裏で、フウガ派の軍を指示していた。マシューの手紙を見た後、俯き、しばらく顔を上げなかった。
その後もフウガに仕え、辣腕をふるって中立派を駆逐する。殺された中立派の中には、サミの義父ハインラントがいた為、サミからは恨まれているが、本人は平然としている。
ガーラン精霊王国の父なる島解放時では、大虎王国に取り込む。またバルム・サミットでは、精霊王の呪いに対処するソーマを警戒していた。
大虎ケイオス戦争では、モウメイ、ナタ、ガテン、カセンと共に軍を率いてジャモーナ城塞を攻める。更にルミエール達グラン・ケイオス帝国の強硬派を取り込み、勝利に導く。
傭兵国家ゼムの動乱では、大虎ケイオス戦争で無断離脱した傭兵達を処断する。魔王領解放戦争では、フウガに同行する。
シュウキン・タン
東方諸国連合の草原遊牧国家マルムキタン将兵→ハーン大虎王国（ハーン大虎帝国）将兵、ガーラン精霊王国「父なる島」総督（大陸暦1550年 - ）。
26歳（大陸暦1547年時点、フウガと同い年）→32歳（大陸暦1553年時点）。
天人族の男性。虎の剣。フウガの右腕を務める知勇兼備の名将。フウガの幼馴染み兼親友であり、ユリガからはもう1人の兄として慕っている。
フウガが王位を継ぐ前は友として気安く接していた。しかし、フウガが王となってからは臣下に舐められないよう、臣下の礼をとっていた。
ライガ死亡時の反逆氏族との戦いでは、フウガと共に跳躍騎兵を率いる。
東方諸国連合統一戦争が勃発した当初は、セバル平原の戦いに参加し、1日目はガテンと共に騎兵隊を率いて、シャーン王国将兵のナタと戦う。最終日ではマシューと対面し、彼の依頼でマシューを討ち取る。その後、対面時に貰った手紙をムツミとハシムに渡す。竜騎士王国との小競り合いでは、ガテン達と共に竜騎士を牽制していた。
ガーラン精霊王国では、父なる島解放の為、ロンバルト、ヨミ、エルルと共に軍を率いて解放する。大虎王国が父なる島を取り込んだ後は、ガーラン精霊王国「父なる島」総督となる。しかし、ガーラン精霊王国での病原体によって病に侵される。大陸主要6カ国が手を組んだことで医療システムが充実し、ユリガとヒルデによって一命を取り留める。
精霊王の呪いで問題解決に尽力してくれた恩がある為、グラン・ケイオス帝国やフリードニア王国との戦争には消極的だった。その為、大虎ケイオス戦争では、フウガの恩情とハシムの判断により後方の部隊に位置し、輜重や補給線を守っていた。
魔王領解放戦争では、ハイエルフ部隊を率いて西側から攻める。
世界大戦では、内政官ルミエールと共にグラン・ケイオス帝国から鞍替えした貴族軍やハイエルフの義勇軍を率いてユーフォリア王国へ赴く。この人選は、最終的な決着は両軍総大将のフウガとソーマの勝敗にかかっており、ユーフォリア戦線を維持する重要性の高さとこの戦線における勝利の重要性の低さを理解できる者でなければならなかったことと、西方も主攻だと思わせて敵の目をユーフォリア王国に向けさせるため。実際にはユーフォリア女王ジャンヌと誓約書を交わしたため、戦闘が行われることにはならなかった。ソーマの秘策である北半球の様子を写した録画映像を観て、北の世界への冒険に心惹かれると同時に、浪漫溢れる冒険の世界を見せられたことでフウガ陣営の人々の団結にヒビが入ることを予期した。
モウメイ・リョク
東方諸国連合の草原遊牧国家マルムキタン歩兵隊長→ハーン大虎王国歩兵隊長（大陸暦1550年 - 大陸暦1552年）、傭兵国家ゼム国王代理（大陸暦1552年）→ハーン大虎帝国ゼム地方総督（大陸暦1553年 - ）。
人間族の青年。虎の槌。フウガ配下の豪勇の将。フウガ、シュウキンの悪童仲間。武器は大槌（ハンマー）。騎兵として乗る場合は、テムズボックには乗れず、足腰のしっかりしたソウゲンヤク（毛長の牛）に乗る。背丈190cmのフウガよりも巨漢で、野蛮人と誤解されやすいが、その見た目に反してきちんと学を修めた良識人である。
ライガ死亡時の反逆氏族との戦いでは、歩兵を率いる。
東方諸国連合統一戦争でも歩兵として活躍し、カセンと部隊を率いる。その後はナタがよく絡んでくるので、相撲かレスリングのような取っ組み合いをよくしている。
大陸暦1552年には、傭兵国家ゼムで開催された大武術大会でフウガに次ぐ準優勝だったため、フウガの名代として実質的な統治を任される。ギムバールの統治を踏襲し、勢力に組み込んで間もないゼムを上手く治めた。
大虎ケイオス戦争では、ハシム、ガテン、ナタ、カセンと共に軍を率いてジャモーナ城塞を攻める。
大虎ケイオス戦争後では、ハシムと共に無断で戦線離脱したゼム傭兵の処断を行う。民衆寄りの為政者だった前王ギムバールには敬意を払っており、彼に不自由を与えないよう配慮をしていた。傭兵国家ゼム滅亡後は、ハーン大虎帝国ゼム地方総督となる。
ガテン･バール
東方諸国連合の草原遊牧国家マルムキタン将兵→ハーン大虎王国将兵（大陸暦1550年 - 大陸暦1552年）→ハーン大虎帝国将兵（大陸暦1552年 - ）。
人間族の青年。虎の旗。フウガ、シュウキンの悪童仲間。目立ちたがり屋で、派手好きな伊達男。性格は飄々としている。武器は鉄鞭で、変幻自在な戦い方をする。苦境にあっては機転の利く柔軟な思考を持っている。フウガ軍の主要な武将の中で一番歳若いカセンをよくからかって遊んでいる。テムズボックには派手な羽根飾りの付いた鞍を付けている。
ライガ死亡時の反逆氏族との戦いでは、騎兵100を率いて敵右翼を攻める。
東方諸国連合統一戦争では、セバル平原の戦いに参加し、1日目はシュウキンと共に騎兵隊を率いて、シャーン王国将兵のナタと戦う。竜騎士王国との小競り合いでは、シュウキン達と共に竜騎士を牽制していた。
大虎ケイオス戦争では、ハシム、モウメイ、ナタ、カセンと共に軍を率いてジャモーナ城塞を攻める。
魔王領解放戦争では、カセンと共に弓騎兵隊を率いて走り回り、魔族の兵器の注意を惹きつける。
カセン・シュリ
東方諸国連合の草原遊牧国家マルムキタン弓兵隊長→ハーン大虎王国弓兵隊長（大陸暦1550年 - 大陸暦1552年）→ハーン大虎帝国将兵（大陸暦1552年 - ）。
13歳（大陸暦1543年時点）→22歳（大陸暦1552年時点）。
天人族の青年。虎の弩（いしゆみ）。フウガ、シュウキンの悪童仲間。騎射の名手で、シュウキンに次ぐ知謀の戦士。フウガ軍の主要な武将の中で一番歳若い為、ガテンによくからかわれている。
東方諸国連合統一戦争では、セバル平原の戦いに参加し、1日目はモウメイと部隊を率いる。最終日はシュウキンと共に騎兵隊を率いて、連合軍を蹂躙する。竜騎士王国との小競り合いでは、シュウキン、ガテン達と共に竜騎士を牽制していた。
大虎ケイオス戦争では、ハシム、モウメイ、ナタ、ガテンと共に軍を率いてジャモーナ城塞を攻める。
戦後は、政務への適性が見られたため、内政を仕切るルミエールの補佐につけられる。
魔王領解放戦争では、ガテンと共に弓騎兵隊を率いて走り回り、魔族の兵器の注意を惹きつける。
ガイフク・キイン
東方諸国連合の草原遊牧国家マルムキタン将兵→ハーン大虎王国将兵（大陸暦1550年 - 大陸暦1552年）→ハーン大虎帝国将兵（大陸暦1552年 - ）。
初老の男性。虎の盾。筋骨隆々の妖狼族。先代ライガの頃からハーン家に仕えている海千山千の老将。
東方諸国連合統一戦争では、フウガの盾となると豪語し、ボディービルダーのようにポージングをしていた。それで太い腕を見せようとした時、ゴーシュの暗殺の矢で負傷する。その為、セバル平原の戦いでは守備に入る。
大虎ケイオス戦争では、フウガ、ムツミと共に軍を率いて、更に北部の帝国強硬派と合流して帝都を包囲する。その後の停戦協議では護衛として参加する。
ナタ・チマ
東方諸国連合チマ公国チマ家の次男→シャーン王国将軍（大陸暦1547年 - 大陸暦1549年）→ハーン大虎王国将兵（大陸暦1550年 - 大陸暦1552年）→ハーン大虎帝国将兵（大陸暦1552年 - ）。
22歳（大陸暦1547年時点）→27歳（大陸暦1552年時点）。
人間族の男性。虎の戦斧。斧を扱う剛力の戦闘狂。弟ゴーシュと同じ武闘派で、自分の力を過信し、イチハ達弟妹を見下す傾向がある。
読書が趣味のヨミやサミ、才を示さなかった頃のニケやイチハを蔑んでいたため、ムツミと違って弟妹からは全く慕われていない。自分の能力を発揮する飛躍のときを待ち望んでいた。 東方諸国連合統一戦争では、シャーン王国将軍だったが、ハシムの説得でフウガ軍に加わる。その後、モウメイとは相撲かレスリングのような取っ組み合いをよくしている。
大虎ケイオス戦争では、血気に逸り、開始直後に自分から最前線へと出張り、魔装甲兵団の兵士を数人倒す。しかし将軍ギュンターとの一騎打ちに割って入ったジャンヌによって、電撃を食らい負傷する。
魔王領解放戦争では、魔族の兵器相手に奮闘する。
ヨミ・チマ／ヨミ・レムス
東方諸国連合チマ公国チマ家次女→レムス王国王妃（大陸暦1547年 - 大陸暦1549年）→ハーン大虎王国の魔導士（大陸暦1550年 - 大陸暦1552年）→ハーン大虎帝国の魔導士（大陸暦1552年 - ）。
17歳（大陸暦1547年時点）→22歳（大陸暦1552年時点）。
短い髪を右側で結んだサイドテールの美少女。サミ・チマの双子の姉。読書家で知識が豊富。水属性氷魔法の使い手で、優れた魔導士。
自分達をいじめてたナタやゴーシュとは仲が悪く、そのせいでイチハとはあまり接点がなかった。ただし、守ってくれたムツミのことは慕っている。
チマ公国の魔浪後はレムス王国に仕官し、若き国王ロンバルトの求婚を受け、妻となる。
東方諸国連合統一戦争ではハシムの指示に従い、フウガに味方する。その後、義父・ハインラントを殺されて抗うサミを説得しに来る。
翌年（大陸暦1550年）、ロンバルト、シュウキン、エルルと共にガーラン精霊王国の父なる島を解放する。
大虎ケイオス戦争の軍議では、ロンバルトと共に参加する。
ロンバルト・レムス
東方諸国連合のレムス王国国王→ハーン大虎王国の将兵（大陸暦1550年 - 大陸暦1552年）→ハーン大虎帝国の魔導士（大陸暦1552年 - ）。
誠実な人柄の青年。ヨミからはロン様と呼ばれている。ロス王国国王ハインラントとは盟友である。
東方諸国連合の魔浪では、チマ公国戦に参加してヨミを妻にする。武人としてフウガに憧れており、早くから支持を表明した。
東方諸国連合統一戦争では、ハシムの指示に従ったヨミの意見で、フウガに味方する。その後、義父・ハインラントを殺されて抗うサミを説得しに来る。
翌年（大陸暦1550年）、ヨミ、シュウキン、エルルと共にガーラン精霊王国の父なる島を解放する。
大陸暦1552年時点で大虎王国の新参将兵になっており、軍議ではヨミと参加し、魔王領解放事業停止に賛成した。
魔王領解放戦争では、旧グラン・ケイオス帝国の属国兵部隊を率いて、中央から攻める。
アン
ルナリア正教皇国駐ハーン大虎王国の聖女（大陸暦1550年 - 大陸暦1552年）→ルナリア正教皇国駐ハーン大虎帝国の聖女（大陸暦1553年 - ）
童顔でショートカットの黒髪少女。虎の聖女。
ハーン大虎王国とルナリア正教皇国が同盟を組む際、ハーン大虎王国に派遣される。
聖女教育により信仰心以外は何も持たない人形のような女性。その為、メアリが亡命の誘いをしても乗らなかった。フウガの精神的な好みからは外れているが、その立ち位置や在り方から不憫に思われている。
大虎ケイオス戦争では、宣戦布告時にルナリア正教徒を扇動させ、ルナリア正教皇国軍を率いる。戦後は、教皇派を処断する。
クレーエ・ラヴァル
グラン・ケイオス帝国空軍大将・グリフォン部隊隊長→ハーン大虎帝国空軍指揮官（大陸暦1552年 - ）。
30歳前後（大陸暦1548年時点）→35歳前後（大陸暦1553年時点）
ロン毛で少し化粧をした男性。虎の翼。武器はレイピア。 病的なまでのロマンチストであり、同時に聖女マリアを狂信的なまでに信奉し敬愛している。
傭兵国家ゼムではフリードニア王国首脳陣と直接会談する際、マリアやジャンヌの護衛として赴く。初登場から暴走して、ジャンヌから拳骨を喰らう。ナデンから電流火花を飛ばされても全然気にせず、距離を詰める。武将チームでギュンター、オーエンと気が合う。またナデンとは、ソーマの出会い話を聞く。
精霊王の呪い発生時では、バルム・サミットでマリアとジャンヌを護衛する。
2年後（大陸暦1552年）にフウガ軍が、帝国と大虎王国との間にあった魔王領に軍を進めた際、マリアに魔王領奪還命令を出して欲しいと願い出るが却下される。
大虎ケイオス戦争では、北部のフウガ軍を迎撃命令を出された。ただし、このことで決戦の場から外されたことで裏切られたと感じ、涙を流して取り乱していた。そんな中、ルミエールの説得と自身の歪んだ忠誠心から、聖女マリアの敵となる為、ハーン大虎王国に寝返る。
魔王領解放戦争では、虎の翼としてハーン大虎帝国の空軍戦力の指揮官として加わる。
ルミエール・マルコー
グラン・ケイオス帝国の文官（ - 大陸暦1552年）→ハーン大虎帝国の内政官僚（大陸暦1552年 - ）。
20代前半の女性（大陸暦1552年時点）。童顔気味だが、眼鏡の似合う理知的な美人。ジャンヌの友人。帝国の士官学校出身。
魔王領への積極的な関与を望む強硬派。無力・無気力でいることを己に許さない人物であり、熱意をもって前進することを良しとする。反面その性格と来歴から、武官に理解がある文官というより、文官として活動する武官とでもいうべき精神を持っており、帝国における文官のタカ派のリーダー格とでもいうべき存在になっている。
元は武官志望だったが、訓練中のけがの後遺症で断念し文官に転向した。魔王領解放によって名声を高めるフウガを「帝国の聖女」マリアの立場を脅かす存在として危険視し、度々魔王領への派兵を進言するがその都度却下され不満を募らせていた。
大国経営のノウハウを持った多数の内政官僚が欲しいフウガ側と、魔王領に対し積極的な大国で働きたい彼女の思惑が合致した結果、大虎ケイオス戦争前から内通し（帝国内の放送の波長を教える等）、北へ派遣されたグリフォン部隊の指揮官クレーエ他、帝国北部諸侯を説得して寝返らせ帝都ヴァロアを包囲した。
マリアを見限ったつもりが、自分が見限られていたと分かり、停戦協議では魔王領解放に勤しんで欲しかったと悔しく発言した。
大虎ケイオス戦争後は魔王領解放のために邁進している。ハシムが軍事や外交などに専念するため、大虎帝国の内政を一任され、大国の内政を一手に取り仕切っていたマリアの才覚を改めて思い知る。
国内がまだ固まっていないことから大虎帝国とフリードニア王国との戦いには消極的。世界大戦では、シュウキンと共にグラン・ケイオス帝国から鞍替えした貴族軍とハイエルフの義勇軍を率いてユーフォリア王国へ赴く。ソーマの秘策である北半球の様子を写した録画映像を観て、「終わりを変えられた」と、大陸制覇が世界統一とはイコールではないことを知らされたことにショックを受け、同じく映像を観ている大虎帝国の国民がゴールを中途で妥協できず北の世界をも手に入れることを望むことで国が疲弊し揺らぐことに不安を抱いている。

###### 傭兵国家ゼム／ハーン大虎帝国ゼム地方
フリードニア王国とグラン・ケイオス帝国の間にある傭兵の国。人口は100万人。兵数は10万人。首都はゼムシティ。モデルは血の輸出と呼ばれた頃のスイス。人類宣言加盟国。
山々に囲まれた天険の地で、アミドニア地方より起伏に富んだ地形。傭兵隊長ゼムが興した堅牢な国で、永世中立国を謳いながら、各国に自国の傭兵を派遣して外貨を獲得している。
1年に1度、大武術大会を大々的に開催し、優勝すると可能なかぎりの望みを叶えて貰える。
エルフリーデン王国（後のフリードニア王国）とも傭兵契約していたが、傭兵を信用しないソーマによって契約を切られる。
大陸暦1552年の大武術大会でフウガが優勝し、フウガ派の国となる。大虎ケイオス戦争では、ハーン大虎王国、ルナリア正教皇国と共にグラン・ケイオス帝国へ侵攻する。しかし、海洋同盟の武力介入によって、トルギス共和国に南部都市２つを取られ、一部の傭兵が無断離脱した。
傭兵国家ゼムの滅亡
大陸暦1553年、大虎ケイオス戦争で傭兵が無断離脱した責任で処断されることになり、動乱が起きる。元来束縛を嫌う傭兵たちは反発し、各地の主要都市に籠もってフウガ軍に対抗しようとした。強さが全てのゼムでは弱者は虐げられていた為、国民からは傭兵たちに対して不満を募らせていた。ギムバールは傭兵を監督して不満が出ないようにしていたが、ハシムの策略もあって国民の怒りは爆発し、傭兵は虐殺される。国民の要請によりハーン大虎帝国に併合され、ハーン大虎帝国ゼム地方となる。
国王・国民
ギムバール・ド・ゼム
傭兵国家ゼム国王（ - 大陸暦1552年）。
片目に眼帯を着けた筋骨隆々な中年の大男。傭兵王。体格としてはオーエンに近い。
前王を打ち破り、武力至上主義の国の王になったが、武勇一辺倒ではない人物。強さが何より尊ばれる国を治めているが、傭兵を優遇することなく民衆寄りの統治をしている。
傭兵契約を打ち切ったフリードニア王国との国交を再構築することを目論み、王国出身者であるミオの存在を匂わせ、マリアとの会談場所の提供をする。こうして、東方諸国連合の魔浪時、ミオを使いに出して、ゼムの大武術大会にソーマを招待する。
ミオがいまだ王国と繋がっているか知る為、敢えてソーマと対面させて反応を見ようとした。武術大会にソーマの命令で現れたカゲトラのことも知っており、情報収集も怠っていない。
武術大会で自国の傭兵の強さを見せつけ、再契約しないソーマから傭兵国家ゼムは戦乱の時代以外を生きられるかと問われ、ソーマとは相容れない部分はあっても、相互不可侵の言質を取る。
武術大会後の宴では、酔った傭兵達がソーマ達に絡んで外交問題にしない為、ソーマ達に早期離脱を促す。その後はフリードニア王国とグラン・ケイオス帝国の首脳会談を用意した。これは傭兵国家ゼムに攻め込まれないようにする為、二国間の関係を推し量った。
大陸暦1552年の大武術大会で、フウガに敗れて国王を退位する。その後は、モウメイの兵士たちの監視下で軟禁状態だが、モウメイの配慮によって楽隠居している。隠居後に起きたゼムの動乱では、傭兵から反大虎帝国の旗頭要請を受けたが、私利私欲で動く傭兵たちに与する理由も無かったので拒否する。
ミオ・カーマイン
ゲオルグ・カーマインの娘。
カーマイン夫人
ゲオルグ・カーマインの妻。
モウメイ・リョク
傭兵国家ゼム国王代理。

##### ルナリア正教皇国
傭兵国家ゼムの北にある宗教国家。月の女神ルナリアを祀るルナリア正教の総本山。聖都ユムエン。人口は約100万人。兵数は5万人だが、軍は一向宗のようなものでこの倍以上動員される。
ルナリア正教は、弱者救済と相互扶助を掲げていて、大陸の混乱期には信徒数を大きく増やし、星竜連峰のマザードラゴンを信仰する母竜信仰と並んで二大宗教となっている。この国は宗教こそがこの国の生命線である為、その布教に余念が無い。
実は22世紀の地球から移住してきた者たちによって建国された国家でもある。仮想現実に生きることを善としない者達がテラ・フォーミングされた星に移住し、彼らは月の民（ルナリアン）と呼ばれた。
計算によって未来を予測する『月の碑（ルナリス）』を持っており、現地の人類にルナリスの未来予測を信じさせる為、ルナリスは月神（ルナリア）様の賜物であるという宗教（ルナリア正教）を布教し、ルナリア正教皇国を建国した。
ルナリアンが寿命で亡くなった後も、資料の一部から解読可能な文字を読み取って未来を予測している（ただし、精度は下がっている）。
歴史
大陸暦1546年、アミドニア公国にいるルナリア正教徒を煽動して反乱を起こさせる。
大陸暦1547年にフリードニア王国へ聖女メアリを派遣する。ルナリア正教の国教化、ソーマを聖王として認定しようとした。交渉の結果は、ソーマを聖王に任じない、ルナリア正教の国教化、司教はソージを派遣することになった。
その後、ルナリスの神託に「北東、昇る日、焼かれる国」と出る。「焼かれる国」の解釈を巡って、新興する国と結んでマリアやソーマと対するべきという急進派と、新興国が正教皇国を焼かないようソーマと同盟を結び備えるという穏健派に別れて争うことになり、大陸暦1549年まで続く。
大陸暦1549年に穏健派が敗れ、メアリ達一部関係者が、フリードニア王国に亡命する。
大陸暦1550年、ハーン大虎王国と同盟を組む。
大陸暦1553年、フウガ支持派の強硬派が、宗教的権威のもとにフウガを制御しようと目論む教皇派と、聖王フウガに尽くしながら布教すべきと考える聖女アン派に派閥が分かれる。しかし、武力を有している聖女アン派に鎮圧され、ハーン大虎帝国に直接支配されることになった。
聖女
ルナリア正教の専属司教。ただし、実態は国家規模のハニートラップであり、時代の権力者の好みに合う聖女を送りこんで懐柔し、自国の権威を保証させることを繰り返していた。権力者に奉仕し、妾にされることすら受け入れるよう教育されている。
常時数に人の身寄りの無い少女を聖女候補として育成しているが、選ばれなかった聖女候補はその事実も知らないまま、各地の教会へ修道女として派遣されることになる。
このため、帝国の民から聖女と慕われるマリアの存在を、ルナリア正教皇国は許せず、グラン・ケイオス帝国を敵視している。

###### 国民
メアリ・ヴァレンティ
フリードニア王国にルナリア正教を国教にする為、派遣された聖女。
ソージ・レスター
司教。逞しい身体つきをした40代の人間族。
メルーラ・メルラン
金色の髪に赤い瞳が特徴的なハイエルフ。
アン
聖女。童顔でショートカットの黒髪少女。
ゴルド
枢機卿。ソージからの賄賂を貰っていた。ソージからは正教皇国で自由に行動する為に利用していたに過ぎず、人間的な尊敬はゼロである。不正な蓄財や姦淫などの罪で、ルナリア正教皇国の急進派によって粛清される。
バルト
ルナリア正教司教。魔物研究反対派。魔物学シンポジウムでは、いたずらに踏み込めば取返しのつかないことになるのではないかと警鐘を鳴らす。

#### 東方諸国連合
魔王領出現によって一つの共同体として成立した連合国家。そのため建国から10年程度。人口は総数なら約200万人。兵数は総数なら約10万人。
元々この地域は中小国家が乱立していて、併合と分裂を繰り返してまとまりのない地域だった。中小規模国家の集合体で、外の脅威に怯えながら、内側では乱雑に結んだ同盟や縁戚関係のせいで意思を統一することも難しく、為政者が国を良くしようと行動しても、そういった柵が邪魔をする。未来への明るい展望が見えず、閉塞感に包まれた影響で『英雄』を生み出す土壌となっている。
魔王領に隣接している為、東方諸国連合の魔浪ではラスタニア王国やチマ公国が被害を受けた。
大陸暦1549年の東方諸国連合統一戦争で、この連合国家はハーン大虎王国となる。

##### チマ公国
中心都市はウェダン。元は一貴族だったチマ公が独立して興した国。
マシュー・チマ
チマ公国チマ家の家長。カイゼル髭と白髪交じりの黒髪の男性。50歳（大陸暦1547年時点）→享年52歳（大陸暦1549年時点）。
普段はウェダン城ではなく、城下町にある館で政務を行っている。
国家の窮地を逆手にとって発言力を高める布石を打ち、またフウガの野望が魔王領どころか世界全土に向き東方諸国連合を塗りつぶすことを悟るなど、謀略において卓越した才覚を持つ。 実の子供や親兄弟すら必要なら切り捨てる冷酷さを持つと同時に、自らがその側に立つこともその一環として受け入れられる人物。
東方諸国連合の魔浪時は、子供達を報奨に出し、周辺国から援軍を出さす。大国の王であるソーマとパイプを作ろうとする。
東方諸国連合統一戦争では、シャムール、ビトーと並ぶ反フウガ派だった。セバル平原の戦いで参謀を務めたが、ハシム、ナタ、ガビに裏切られ、敗北する。最期はシュウキンと会い、ナタとニケの動向を聞き、ムツミとハシムに手紙を渡すよう依頼する。シュウキンが降伏するよう説得するが、ムツミとハシムの立場を悪くすると断り、最期はシュウキンに自身の討伐を頼み、死亡する。
ムツミへの手紙には、立場を悪くしたことへの謝罪、自分の生涯に満足したこと、ハシムを恨まないようにと書かれていた。
ハシムへの手紙には、これからフウガの覇業を支える上で登用すべき人材が書かれていた。
ソーマ曰く真田昌幸のような人物であると評している。
ハシム・チマ
チマ家の長男。
ナタ・チマ
チマ家の次男。
ムツミ・チマ／ムツミ・ハーン
チマ公国のチマ家の長女。
ゴーシュ・チマ
チマ家三男→ガビ王国将兵（大陸暦1547年 - 大陸暦1549年）。
18歳（大陸暦1547年時点）→享年20歳（大陸暦1549年）。
弓の腕前は天下一品。 次兄ナタと同じく武断派で、自身の実力を過信する傾向にある。力自慢である為、イチハ、ヨミ、サミ、ニケにキツくあたっていた。
東方諸国連合の魔浪では、ガビ王国に仕官する。
東方諸国連合統一戦争では、ハシムの忠言も聞かず、独断専行でフウガを討とうとするが、返り討ちにされ死亡。
ゴーシュが死んでも、ムツミ以外特に悲しむ兄・弟・妹はいなかった。それどころか、ゴーシュを討ったフウガに対しても、イチハ達は特に恨むこともなかった。
ヨミ・チマ
チマ家の次女。
サミ・チマ
チマ家の3女。
ニケ・チマ
チマ家の4男。
イチハ・チマ
チマ家の5男（末っ子）。

##### 草原遊牧国家マルムキタン
初代国王ライガ・ハーンが草原を統一した中規模国家。種族構成としては、人間族、天人族（背中に小さな鳥の羽が生えた獣人族）が多くみられる。跳躍力に優れた騎獣テムズボックを用いた跳躍騎兵という独自の兵科を有する。他にも足腰の強いソウゲンヤクという毛長の牛もいる。
東方諸国連合成立直前（約10年前の大陸暦1536年頃）は、部族同士が、争いや婚姻によって、滅亡と統合を繰り返していた。争いでは、相手の部族を完全に滅ぼさず、勢力が縮小したところで自分達の部族に取り込み、草原の人口が減少しすぎないよう維持していた。ただし、草原の民としての同胞意識は高く、外敵には一致団結して排除していく。
魔王領出現後（大陸暦1536年 - 大陸暦1541年頃）は、草原の諸部族最強の長であるライガ・ハーンを中心に草原統一され、建国される。
大陸暦1543年に、国王ライガが急死し、2代目国王はフウガが継ぐ。
大陸暦1547年、東方諸国連合の魔浪ではチマ公国戦に参加する。
大陸暦1549年、東方諸国連合統一戦争で勝利する。
大陸暦1550年、東方諸国連合と一部解放した魔王領でハーン大虎王国が建国される。
フウガ・ハーン
草原遊牧国家マルムキタン2代目国王。
ムツミ・チマ／ムツミ・ハーン
チマ公国のチマ家の長女。
ユリガ・ハーン
草原遊牧国家マルムキタン王女。
シュウキン・タン
天人族。フウガの右腕を務める勇将。
モウメイ・リョク
人間族。フウガ、シュウキンの悪童仲間。
ガテン･バール
人間族。フウガ、シュウキンの悪童仲間。
カセン・シュリ
天人族。フウガ、シュウキンの悪童仲間。
ガイフク・キイン
妖狼族で、先代国王ライガの代から仕えている老将。
ライガ・ハーン
草原遊牧国家マルムキタン初代国王。故人。
フウガとユリガの父。フウガに似て破天荒な男。
大陸暦1543年に死去。享年40歳。死因は流行病による病死だが、諸部族の不穏な行動により、フウガは謀殺されたと思っている。
葬儀方式は伝統に則って、草原に穴を掘り、遺体と副葬品を安置して、最後に馬を一頭殺して埋められた。

##### その他
ロンバルト・レムス
レムス王国国王。
レムス王国
東方諸国連合の南部にある国。隣国に友好関係を築いているロス王国がある。
シャムール・シャーン
シャーン王国国王。筋骨隆々で老練な武人。
東方諸国連合の魔浪では、チマ公国戦に参加し、チマ家次男のナタ・チマを獲得。
東方諸国連合統一戦争では、マシュー、ビトーと並ぶ反フウガ派だった。
自身が総大将を務めたセバル平原の戦いで、ガビ、ナタ、ハシム達の裏切られ、最期はフウガとの一騎打ちで戦死する。
シャーン王国
東方諸国連合内で最も広い国土面積と、最も大きな国力を持つ中規模国家。東方諸国連合軍にも最も多くの軍を出しており、連合軍内での発言力もある。チマ公国の魔浪戦でも、参戦していた。東方諸国連合の中心は自分たちであると国民は意識している。その為、フウガの活躍を快く思っていない。国民は敵対を決めたシャムールを支持しており、反フウガ派を明言している。
ビトー・ガビ
ガビ王国国王（ - 大陸暦1549年）→ハーン大虎王国将兵（大陸暦1550年）。
全体の利益より保身を第一に考える男性。有能な弓兵を有している。
東方諸国連合の魔浪では、チマ公国戦に参加し、チマ家三男のゴーシュ・チマを獲得。
東方諸国連合統一戦争では、ゴーシュの暴走によって引き起こされたフウガ暗殺未遂事件の主犯と思われている為、マシューやシャムールと並ぶ反フウガ派として積極的に動いていた。セバル平原の戦いでは、反フウガ派の副総大将となる。しかし、ハシムが「フウガが今後暗殺未遂事件についてガビ王を断罪しないという確約した書状」を見せ、フウガと繋がっていることを明かしたことでフウガに寝返る。
ハシム曰く再度裏切る可能性がある為、戦闘の最前線で使い潰されることになっていた。反フウガ派残存勢力の掃討でも生き残ったが、ハシムの策謀によってガーラン精霊王国での魔物討伐戦で死亡する。
ガビ王国
東方諸国連合国。殼倉地帯「セバル平原」にガビ城がある。
ハインラント・ロス
ロス王国国王。レムス王国国王であるロンバルトとは長年友好的な関係を築いている。
東方諸国連合チマ公国の魔浪時は、チマ家三女サミを獲得し、養子として迎え入れる。武人でありながら穏やかな人物で、サミからは実父以上に慕われていた。
東方諸国連合統一戦争では、サミの説得で、反フウガ派に属する友好国との対立を忌避し、中立の立場をとった。しかし、グラン・ケイオス帝国やフリードニア王国と肩を並べるために東方諸国連合の統一を急ぐハシムの策略で、謀殺される。
ロス王国
東方諸国連合の南部にある国。フリードニア王国の国境線に近い場所にあり、隣国に友好関係を築いているレムス王国がある。

### 騎乗契約を交わした国
竜騎士の契約を交わした国（騎乗契約）。

#### ノートゥン竜騎士王国
星竜連峰と竜騎士の契約を交わした国家。首都はバルム。大陸暦1550年時のバルム・サミットでは開催地となる。
他国に侵略することは無いが、同盟を結んだ国家の防衛として竜騎士を派遣することはあり、この世界において竜が最強格の存在であることから、戦術的な軍事力としては大国に匹敵する力を保有している。グラン・ケイオス帝国の拡張路線時は、物量で優位かつグリフォン騎兵を有する帝国軍の侵攻を跳ね返している。
東方諸国連合結成前からラスタニア王国と同盟を結び、物資の調達先としていた。
歴史
大陸暦1547年の東方諸国連合の魔浪では、魔王領からくる魔物の被害を受けるが、自国の竜騎士で凌ぐ。その後は同盟国ラスタニア王国へ援軍派遣をし、フリードニア王国とも国交を結ぶ。
大陸暦1549年の東方諸国連合統一戦争でラスタニア王国滅亡後は、海洋同盟の国々と交易をする。
大陸暦1550年のバルム・サミット後は運び屋として、グラン・ケイオス帝国やハーン大虎王国とも交易している。
大陸暦1553年の魔王領解放戦争では、ティアマトの要請で大虎帝国軍を援護する。

##### 王族
シィル・ムント
ノートゥン竜騎士王国王女→ノートゥン竜騎士王国女王（大陸暦1550年 - ）。
20歳（大陸暦1547年時点）→26歳（大陸暦1553年時点）。
小麦色の肌にベリーショートの金髪が特徴的なボーイッシュな女性。人間族。見た目通りの男口調で、丁寧語は苦手。
大陸暦1547年5月 - 10月の間に、星竜連峰の白竜パイ・ロンと契約を結び、パイの伴侶となる。
一騎当千の竜騎士で、凄まじい連携を誇るフウガと飛虎ドゥルガ相手に渡り合うほどの優れた武勇を持つ。ただし、武勇が活かせない学問分野の話を振られると困惑顔になる。
東方諸国連合の魔浪では、自国の魔浪を解決後、竜騎士200騎を率いて、ラスタニア・フリードニア連合軍を援護する。そこでソーマやユリウス達と知り合い、友誼を結ぶ。
東方諸国連合統一戦争では、ユリウス達ラスタニア王国関係者をフリードニア王国に亡命させる為、フウガ達精鋭兵と戦う。ユリウス達が竜騎士王国に入ったことで停戦する。フリードニア王国に来訪後、ソーマの依頼でメアリ達ルナリア正教皇国関係者の亡命を手助けする。
ガーラン精霊王国で起きた魔虫症対処時では、大陸主要6カ国会談が行われることになった際、父である竜騎士王国国王から王位を譲られる。バルムサミットで書記を務める。
魔王領解放戦争では、ティアマトの要請で大虎帝国軍を援護する。魔族の兵器鎮圧後は撤退する。
パイ・ロン／パイ・ロン・ムント
星竜連峰の竜→ノートゥン竜騎士王国の竜（大陸暦1547年10月頃 - ）。
白の竜。人間形態だと白いワンピースの少女（結婚後は少年となる）。ナデンの親友。翼のないことで蔑まれたナデンのことを心配しており、ナデンの飛ぶ姿を見た時は涙を流した。
大陸暦1547年5月 - 10月の間に、ノートゥン竜騎士王国の王女であるシィル・ムントと契約を結び、男になる。このことで一人称は「ボク」に変わる。
東方諸国連合での魔浪ではラスタニア・フリードニア連合軍を援護する。
ユリウス達ラスタニア王国関係者がフリードニア王国に亡命する際、フウガと飛虎ドゥルガと戦う。その時、左目に傷を負ったが、失明を免れる。フリードニア王国に来訪時はパルナム城内の「お食事処イシヅカ」でナデン、ルビィと同窓会をする。
精霊王の呪い（魔虫事件）では、ソーマやナデンの依頼で、バルム・サミットが開催できるよう取り計らう。
魔王領解放戦争では、ティアマトの要請で大虎帝国軍を援護する。魔族の兵器鎮圧後は撤退する。

#### 星竜連峰
聖母竜（マザードラゴン）ティアマトが治める竜（ドラゴン）の自治領。首都は常春の高地ドラクル。
かつて帝国の侵略すら跳ね返した強国。人口は数百匹の竜が暮らしてる。マザードラゴンは母竜信仰という二大宗教の片割れにもなっている。
ノートゥン竜騎士王国との間で、竜と騎士との契約を結んでいるが、他国への侵略活動に竜を使うことを一切認めていない専守防衛の在り方を取っている。聖母竜ティアマトや契約前の竜の他に、巫女竜（竜騎士王国へ嫁いだものの子が出来ないまま伴侶に先立たれた竜）が居り、ティアマトの補佐や城の維持管理、子竜の世話などをしている。
ティアマトの眷属である竜族、その竜族と他種族の混血で生まれた半竜人は南半球にしか存在しない。
- 常春の高地ドラクル

星竜連峰の中心地。自然豊かな常春の地で、中心部には水面が波立つほどの巨大なドラグ湖があり、その中央に聖母竜ティアマトの居城クリスタル・キャッスルがある。
- ラドンの大樹

黄金の葉を繁らせた大樹で、草原に立っているが、そのあまりの大きさから草原の広さが感じられないほど。大昔、ラドンという黄金の竜が大樹の枝葉に住んでおり、その影響で葉が黄金色になったという言い伝えがある。枯れることも、葉を落とすこともなく、昔から変わらず立っていることから星竜連峰の永久不滅の象徴とされ、竜たちの誇りでもある。

##### 国家元首・国民
ティアマト
星竜連峰の長。聖母竜（マザードラゴン）。南半球の管理者。サファイアのような瞳、山羊のような角、さらさらとした体毛が特徴的な美しい白銀の竜。人を転送する力も持つ。母竜信仰の最高神として、信仰の対象にもなっている。下界に不干渉を原則としているが、たまたま散歩をしているという体裁でナデンとルビィの結婚式を祝いに来るなど子煩悩な人柄を持つ。
同時に自分達より上の存在がいることを示唆しながら、それを詳しく説明することが不可能であることを匂わせる等、この世界の謎について大きく関与している存在。ティアマトという存在が地球のゲームで竜として扱われている程度の知識があったソーマは、彼女の存在からこの世界の在り方や来歴について大きく認識を改めることになるなど、大きな影響力を持つ。
その正体は、作中世界の星（22世紀頃の地球人によってテラフォーミングされた星）の南半球（南の試験場）にてダンジョンの発生を管理し、人類を見守る管理者であった。AIであるマオと違って肉体を与えられ、死と再生を繰り返す代わりに子孫を残すことを許されており、何世代にもわたって管理していた。数千年以上過ぎた後に不具合を起こすダンジョンが現れ始めた際、世代交代時にダンジョンを生み出すプログラムを破棄した。
大陸暦1547年、星竜連峰にソーマを招待する。嵐が収まった後、ルビィの一件で謝罪にきたハルバートのことは、導かれた縁だと咎めもせず、ルビィのことをお願いした。
大陸暦1548年のナデンやルビィの結婚式では、フリードニア王国に来る。
魔王領解放戦争では、海洋同盟の戦闘に参戦し、ソーマ達を守る。大虎帝国軍には竜騎士王国に援護してもらうよう取り計らう。そしてMAO（マオ）と共に事態収拾に取り組む。
ナデン・デラール／ナデン・デラール・ソーマ
星竜連峰唯一の龍。
パイ・ロン／パイ・ロン・ムント
白の竜。
ルビィ／ルビィ・マグナ
赤の竜。
サフィア
青の竜。人間形態だと短い青髪の少女。ルビィの取り巻き。
エメラダ
緑の竜。人間形態だと長い緑髪の少女。ルビィの取り巻き。
黒い立方体

### ガーラン精霊王国
大陸から見て北西部にある二つの大きな島を領土としているハイエルフ至上主義を掲げる国家。
ハイエルフを頂点とし、それに次ぐ地位にライトエルフ・ダークエルフ、見下される地位にハーフエルフがいる。それ以外の種族は全て奴隷。他国に対して鎖国政策を取っており、大陸暦1550年の精霊王の呪い発生まで外交がなかった。国土は魔法が強化される場所で、襲来してきた虫型魔物も凶暴化し、父なる島全域と母なる島の一部を占拠される。
大陸暦1550年、国土奪還のために、人類宣言盟主のグラン・ケイオス帝国、海洋同盟盟主のフリードニア王国に接触するが、国策故に断られる。最後にハーン大虎王国の協力を取り付けるが、不満分子をたきつけた形で父なる島で傀儡政権が作られ、独立されてしまい、結果的に国土を奪われる。その頃、精霊王の呪い（魔虫症）が発生しており、虫系魔物からの感染症が蔓延していた。
バルム・サミット後に大陸主要６カ国が事態収拾に取り組んだことで、精霊王の呪いは解決し、平和となる。その後、フリードニア王国首脳陣がゲルラの遺体返還に来た際は、彼らを歓迎した。
高温多湿な土地柄からか、食料保存のための香辛料を用いた食文化がある。
- 母なる島

国土。一部が魔物に占拠されており、魔物との膠着状態が続いている。
- 父なる島

精霊王国独自の信仰における祭祀の中心地。魔物によって魔王領となっていたが、ハーン大虎王国によって解放されるも、傀儡政権として取り込まれる。
城塞都市ミン
父なる島で最も栄えた都市。祭祀を執り行ってきた。長らく虫型魔物の巣窟となっていたが、フウガ軍とガーラン義勇軍の連合軍によって解放され、連合軍の重要拠点となる。

#### 王族・国民
ガルラ・ガーラン
ガーラン精霊王国の国王。ゲルラの双子の兄。エルルの父親。物腰柔らかく発想も柔軟で、深謀遠慮を秘めた国王である。
ガルラの父が健在だった場合、自身が開放派として父なる島に赴きたかったが、国王という立場上できなかった。
母なる島で魔物を殲滅したゲルラと別れ、国に残る。 魔虫症の治療法確立によって、母なる島をまとめて、母なる島の患者と輸血を提供するための健常なハイエルフを父なる島に送り、エルル、シュウキン、ハクヤ達と緊密に連絡を取る態勢を構築する。 ガーラン精霊王国に来たソーマ達フリードニア王国上層部を迎え入れ、弟・ゲルラの遺体を返還される。
精霊王の呪い（魔虫症事件）を経て、ガーラン精霊王国の変革や、海洋同盟との外交を行う意向を示している。
大虎ケイオス戦争後は、ポンチョの交易品調査に協力する。
ゲルラ・ガーラン
ガルラの双子の弟。武勇に精通している。レイピアを武器として扱い、ガーラン精霊王国内で近接攻撃系の戦士の中でもトップクラスの実力者。
精霊王国の父なる島奪還のための支援をフリードニア王国に要請する。その見返りとして、海洋同盟との交易を認め、メルーラを赦免しフリードニア王国への帰属許可、海洋同盟参加の三条件を出した。だが、メルーラはソーマの臣下でガーラン精霊王国に言われる筋合いはなく、ガーラン精霊王国はハイエルフを頂点とした種族差別の国であり、海洋同盟参加も断られる。
その後はグラン・ケイオス帝国にも行ったが、こちらも会談内容が変わらず、自主族優位を改めない為、断られる。
最後にハーン大虎王国に援軍願いを出して了承された。母なる島でも魔物を殲滅し、兄・ガルラと別れる。父なる島は魔物から解放されたが、ハーン大虎王国に取り込まれてしまい、怒って去って行った。
ゲルラもまた精霊王の呪い（魔虫症）にかかっており、王都パルナムを目指していた。フリードニア王国とハーン大虎王国の国境付近でゴンザレスと会ったときは、骨と皮の状態であり気力だけで命を繋いでいた。フリードニア王国ならば、治療薬を作れると確信し、自分の死後の人体解剖依頼を要請しに来た。
ゴンザレスの計らいで、パルナムの滞在施設に着き、ソーマと話す。手の施しようもなく、日に日に衰弱し、最期にメルーラと会話して静かに逝った。
死亡前にヒルデからの聞き取り、ブラッドが解剖したことによって、魔虫症の症状、血管に虫がいることなど、多くのことが判明する。
ゲルラの遺体は、ソーマのガーラン精霊王国訪問時に返還される。
エルル・ガーラン
ガーラン精霊王国王女。ガルラの娘。見た目年齢は約17歳だが、実年齢はそれよりはるか上である。弓兵用の胸甲をつけている。
お転婆娘で、人懐っこく、誰に対しても気さくに接せられる性格。筋肉好きでもある。メルーラの影響もあってか、選民思想の強いハイエルフの中では比較的開放派の考えを持つ。
物腰柔らかいガルラとは仲は良い。また、フウガ派が自身を傀儡政権の王として利用することもガルラと同じく理解していた。ただし、自身が開放派の為、乗り気であった。
大陸暦1550年にガーラン義勇軍を率いて、シュウキン、ヨミ、ロンバルト達大虎王国軍と共に、父なる島を魔物から解放する。その後、大虎王国によって傀儡政権の王となる。シュウキンと親交を深め、魔虫症に感染したシュウキンを看病する。シュウキンの魔虫症が治った後、ハクヤ、トモエ、イチハ、ユリガ、ヒルデ、ブラッド、シュウキンと共に事態収拾に取り組む。
父なる島の独立政権の代表となった後は仲介役となり、大虎王国と取引し、海洋同盟との取引も希望する。
メルーラ・メルラン
ガーラン精霊王国出身の研究者。国内では英雄視されている。

### 冒険者
ダンジョン攻略に挑む職業。他にもギルドから斡旋される依頼（護衛任務、害獣退治など）を受ける為、便利屋に近い。国際的に組合を設けており、国家からは非常時の徴兵などを条約として結ばれている一種の傭兵に近い在り方も持つ。
ユノ、ディス、ジュリア、フェブラル、オーガスはメインの活動場所をパルナムとしている。
ユノ・ミナヅキ
声 - 朝井彩加
冒険者パーティーのシーフ。勝気な目の美少女。パーティ内ではダンジョン内での索敵、罠解除を担当し、近接戦闘もできる支援役。
ソーマが自分の魔法の練習も兼ねて冒険者ムサシ坊や君として活動している際にパーティが同行することになった。魔法の性質上会話ができないのに意思疎通を成立させている。
一週間戦争で住民の避難時でも、ムサシ坊や君（ソーマ）と会う。
1週間戦争後、戦時中の避難活動の功績で冒険者パーティーでパルナム城に招待される。そこでリーシアとも出会う。
ソーマやリーシア達が難民キャンプに来た際、悪徳奴隷商一味と戦っていた。
大陸暦1547年のソーマが進める教育番組で、ムサシ坊や君を見たのをきっかけに、ソーマとムサシ坊や君の関連性を疑っていた。
トルギス共和国では、新ダンジョン出現時に魔物討伐をする。パルナム城でムサシ坊や君を探っていて、ソーマが自ら正体を明かす。それ以降は冒険者という独自の視点から、王国についての意見が聞けることもあり、タメ口で会話できる気安い仲となる。
大陸暦1548年にはリーシア達王妃とも深夜にお茶会をし、ソーマの結婚式・戴冠式時に祝いの言葉を心の中で出す。
ソーマ、ロロア、ナデンとのお茶会では、魔物辞典発行後の冒険者の状況について話す。その後、ソーマとロロアの依頼でオバケ祭りにも参加する。共に参加したディス達ギルド仲間には、ソーマ直々の依頼と話す訳にもいかないので、王城からギルドに依頼してユノ達を指名する形をとっていた。
ディス
声 - 千葉翔也
冒険者パーティーの剣士。パーティのリーダーを務める若き青年。
ソーマが自分の魔法の練習も兼ねて冒険者ムサシ坊や君として活動している際にパーティが同行することになった。
1週間戦争時は、住民の避難を行う。その後、戦時中の避難活動の功績で冒険者パーティーでパルナム城に招待される。
ソーマやリーシア達が難民キャンプに来た際、悪徳奴隷商一味と戦っていた。
大陸暦1547年のソーマが進める教育番組で、女性の声で喋るムサシ坊や君を見たが、着ぐるみだから中身が違ってもいいと納得した。
トルギス共和国では、新ダンジョン出現時に魔物討伐をする。
オバケ祭り参加時はピエロの格好をした。
ジュリア
声 - 佐伯伊織
冒険者パーティーの魔導士。ゆるふわな美人。
ソーマが自分の魔法の練習も兼ねて冒険者ムサシ坊や君として活動している際にパーティが同行することになった。
1週間戦争時は、住民の避難を行う。その後、戦時中の避難活動の功績で冒険者パーティーでパルナム城に招待される。
ソーマやリーシア達が難民キャンプに来た際、悪徳奴隷商一味と戦っていた。
大陸暦1547年のソーマが進める教育番組で、女性の声で喋るムサシ坊や君を見たが、着ぐるみだから中身が違ってもいいと納得した。
トルギス共和国では、新ダンジョン出現時に魔物討伐をする。
オバケ祭り参加時はヴァンピールの格好をした。
フェブラル
声 - 青木優太
冒険者パーティーの神官。穏やかな青年。パーティ内では回復役、分析役を務める。
ソーマが自分の魔法の練習も兼ねて冒険者ムサシ坊や君として活動している際にパーティが同行することになった。
1週間戦争時は、住民の避難を行う。その後、戦時中の避難活動の功績で冒険者パーティーでパルナム城に招待される。
ソーマやリーシア達が難民キャンプに来た際、悪徳奴隷商一味と戦っていた。
大陸暦1547年のソーマが進める教育番組放送時は、オーガスの屋台巡りに連れて行かれる。
トルギス共和国では、新ダンジョン出現時に魔物討伐をする。
魔物辞典発行された後、魔物マニアとなり、イチハに弟子入りしたいと言っていた。
オバケ祭り参加時はヴァンパイアの格好をした。
オーガス
声 - 石毛翔弥
冒険者パーティーの拳闘士。
彼が不在時、ムサシ坊や君（ソーマ）が臨時メンバーとなっていた。1週間戦争時に復帰し、住民の避難を行う。
その後、戦時中の避難活動の功績で冒険者パーティーでパルナム城に招待される。
ソーマやリーシア達が難民キャンプに来た際、悪徳奴隷商一味と戦っていた。
大陸暦1547年のソーマが進める教育番組放送時は、フェブラルと共に屋台巡りに行く。
トルギス共和国では、新ダンジョン出現時に魔物討伐をする。
オバケ祭り参加時はピエロの格好をした。
ムサシ坊や君
着ぐるみの格好をしており、身振り手振りで受け答えする冒険者。その正体はソーマが『リビング・ポルターガイスツ』で操るムサシ坊や君。
武器は薙刀。パルナムでは着ぐるみを着た冒険者と噂されている。

### 魔王領
10年前（大陸暦1536年）、超大陸ランディアの北の果てに魔界と呼ばれる空間が出現し、魔物たちの領域となった場所。
大陸北方の国々を大混乱に陥り、各国は連合してグラン・ケイオス帝国を中心に討伐軍を編制して魔界へと攻め込んだが、知能があり強力な戦闘能力を誇る魔族（シーディアン）の前に壊滅した。その魔族たちを統べる王『魔王』も噂されている。この戦いのあと、防衛力を失った各国に魔界から出現する魔物を防ぐ余力はなく、北の国々は滅ぼされ、当初は小国程度だった魔界勢力の領土は、大陸の三分の一を占めるまでに至っている。
大陸暦1548年以降のフウガ・ハーン主導で行われている魔王領解放事業により、大陸暦1552年時点では魔物生息地の大半がハーン大虎王国領となる。
大陸暦1553年の魔王領解放戦争では、シーディアンの生息地のみ残っている。

#### 魔族（シーディアン）
魔王領に存在する魔物とは異なる存在。人間と同様に戦略や戦術に則った作戦活動を行うことが可能であり、魔王領出現後の連合軍壊滅はこちらによるもの。魔族に襲われた村もあれば、トモエが出会ったコボルトのように危機を知らせた魔族もいて、謎に包まれていた。連合軍壊滅以降は表立って活動することは無く、フウガの魔王領侵入によって、魔王領の奥に魔族がいると推測されていた。
人類が魔族と呼ぶ者の正体は、海の民『シーディアン』と呼ばれる民で、元は北の海にある様々な島に住んでいた。数えきれないほどの小島が海に散らばり、あるいは密集するような土地だった。目の前の海が川かどうかもわからない土地もあれば、大きく開けた海も見える世界だった。しかし、北で不具合を起こしたダンジョンによって、魔物襲来の被害は拡大して、南半球に逃れる。ハーザルのシーディアン以外の民はどうなったか不明で、難民のような状態だった。故郷である北半球には帰れるなら帰りたい意向であるが、魔物に蹂躙された土地を復興することも難しいジレンマも抱えている。
ランディア大陸の人類のことはランディアンと呼んでいる。シーディアン側からすれば、『魔族』と呼ばれるのは魔物とほぼ同じ意味であり、蔑称にあたる。
シーディアンの種族はオーガ（額に角のある人間族）、鎧甲冑を着けたリザードマン（四肢に鱗が付き、尻尾の生えた人間族）、バンパイヤやバンピール（蝙蝠の羽の生えた者）、コボルトで構成されている。魔物からの襲撃でシーディアンに保護されたランディアンもいて、中にはポコとガロガロのように夫婦となる者もいる。
ランディアンよりも魔物との戦闘経験値は豊富で、イチハの魔識法がなくても食べられる魔物の判別できる。
コボルト族
特徴は犬耳や犬尻尾をしており、女性はそれに比べて露出している肌がサラサラとした毛で覆われている。男性の場合はそれに加えて犬の顔をしている。激情家の種族でもある。
歴史
大陸暦1533年頃、シーディアン達は異界ゲートで南の試験場（ランディア大陸）に逃れる。
大陸暦1536年以降、異界ゲートから魔物が大量発生し、大陸北部は魔王領となり拡大する。この影響でグラン・ケイオス帝国を中心としたランディア大陸の連合軍とは、『魔物とシーディアンを同一視していた弊害』により戦争になってしまい、両者の間で虐殺や暴行も起こった。
大陸暦1553年、魔王領解放戦争で来たソーマによって異界ゲートを閉じられる。海洋同盟、大虎帝国との間で停戦する。
ハールガ
シーディアンの都市。母なる星（地球）より人を招くための【扉】として建設された。
都市構造はパルナムと似ており、円形の都市城壁の中央にマオ・シティと呼ばれる城が置かれ、そこから放射線状に道が延びて、街並みを形造っている。
元は砂漠地帯である為、独楽の下半分が砂に埋まったような状態になっており、地面は黄色みがかっている。家は石造りのものが多い。
マオによってハーザル内には水源や作物を作る環境が整っており、そこで栽培したものと家畜、襲撃してくる魔物で食べられそうなものを食べている。
城下街の北の外れに、コボルト族の居住地区がある。
軍部
兵数は約1万兵。装備は剣や槍に鎧甲冑、弓矢、魔導士なら杖とフリードニア王国国防軍の装備と大差がない。割合的に重装備で固めていおり、衣服に防御力を付与することができない為、技術レベルは劣っている。

#### シーディアン
MAO（マオ）／黒い立方体／魔王ディバルロイ
電脳の歌姫（ディーバロイド）。魔王ディバルロイことDIVAロイド。北半球を管理するAI。地球の西暦2000年代の音声読み上げソフトを使用し、DIVAロイドシリーズの中でも人気の「MAO」の姿を借りている。MAOの姿は緑色の髪に尖った猫耳、コウモリの羽、そして矢印のような尻尾を生やした女の子。マオ・シティに住んでいる。
魔王と噂されている存在であり、壊滅した連合軍の生き残りの発言などから「ディバルロイ」という単語が逐一出ており、この名を持つ存在が魔王ではないかと推測されていた。
旧人類（地球に住む人類）によって生み出され、北半球のシーディアン（試験体）とダンジョン（試験管）を管理していた。しかし、数千年以上過ぎた後、不具合を起こしたダンジョンが魔物を吐き出し始める。プログラムに縛られているマオには止める権限がない為、自分自身でどうすることもできず、北の世界は魔物によって浸食される。最後の一つの島まで追い詰められた際、ティアマトにダンジョンを生み出し続けている自身を破壊してくれることを望み、北と南を繋ぐためのゲート（異界の門）からシーディアン達と共に南半球へ逃れる。
大陸暦1547年、ティアマトに自分を破壊してもらう為、星竜連峰に巨大な立方体として現れて嵐を起こした。ソーマにしか言葉が分からず、彼の対応言語を確認したことで機能を停止した。不具合の起こした自身を止められる旧人類のソーマがいることに希望を見出し、「北へ行くように」と発言して姿を消した。
魔王領解放戦争では、立方体としてソーマとティアマトの前に再び姿を現す。そして、DIVAロイド『MAO』としての正体を現し、ソーマ達に世界の成り立ちなどについて話す。ソーマに転移ゲートを閉じる権限を与えられたことで、魔浪の発生はなくなる。
ソーマ達ランディアンとは、少しずつ相互理解を進めていきたい意向であり、海洋同盟の艦隊を都市城壁の外に駐屯させたり、トモエやイチハ達フリードニア王国首脳陣に都市の中を散策できるよう配慮する。
ソーマ達が帰国する際、現実世界から隔絶されたソーマのために、位牌代わりとして勾玉と渡す。この勾玉の中にはソーマの祖先の生体データが入っており、更にMAOとの連絡手段（簡易受信装置）にもなる。
マオの兵器
「ジャンガル（巨人兵器）」と「要塞攻略用移動要塞（キノコ兵器）」の２つ。元はアニメのロボットを再現したレプリカだった。南半球の人類を攻撃する権利はあっても、魔物を攻撃する権利を与えられなかった為、旧人類から制御権を委譲されないとマオも止められなかった。また、魔物に対してシーディアンは古めかしい装備で直接戦っていた。
ガルルン・バートル
声 - なし
長年コボルト族を導いてきた老コボルト。バートルは英雄という意味である。犬種のヨークシャーテリアかシーズーのような姿で、体毛を伸ばしっぱなしにしており、目やアゴは覆い隠れている。
トモエの集落が魔物の群れに襲われる前日、トモエに危機を知らせる。おかげでトモエ達妖狼族はエルフリーデン王国に逃れる。
トモエがエルフリーデン（後のフリードニア）王国に辿り着いたことで、魔族（シーディアン）と話せることが伝わり、王国首脳陣がシーディアンとの和解に動くことにも繋がっていた。
魔王領解放戦争時点ではリーダーを引退し、長年の苦労もあってコボルト族居住区域で老け込んでいた。しかし、トモエと再会したことで、自分のしたことが無駄ではないことを悟り、生気を取り戻す。その後は街角にある酒場で、ハルバートの肩を掴みながら酒を勧めていた。生気を取り戻してからは、オーエンのようなガハハ爺さんに様変わりしており、酒を浴びるように飲んでいた。
ガロガロ
大柄のコボルト族の男性。北の民の代表。コボルト族のリーダー。ポコの夫。親はルガルガ（父か母かは不明）。
以前ガルルンが妖狼族の少女（トモエ）に魔物襲来の危機を知らせたことを聞いていた。
ソーマとマオが異界の門を閉じた後、トモエ、イチハ、ユリガ、ナデン、ハルバート、ルビィと親交を深める。そんな中、トモエから以前コボルト族と会話したことを聞いた後、ガルルンの元へ案内する。その後はイチハ達にシーディアン事情を話す。
故郷である北の世界には帰りたいが、いま帰ったとしても魔物に蹂躙された土地を復興することも難しいと語る。
ポコ
褐色肌の約20代の女性。人間族。ガロガロの妻。翻訳の魔法が使える為、シーディアンと話せる。
元はランディア大陸北部にある荒野の遊牧民族出身で、ジルコマやコマインはその族長。しかし、魔物の襲撃を受けて家族や部族達とはぐれてしまい、魔物に襲われそうになったところを、ガロガロ達シーディアンに助けられた。その後はガロガロと親交を深め、結婚した。
魔王領解放戦争では、ソーマ達フリードニア王国首脳陣が来たことで、翻訳役としてトモエ達と対面する。
ソーマとマオが異界の門を閉じた後、トモエ、イチハ、ユリガ、ナデン、ハルバート、ルビィと親交を深める。ハーザルの酒場でトモエから、ジルコマやコマインが無事であることを知り喜ぶ。
ラビン・ゴア
バンピールの族長。冷静沈着な女戦士。ガルルンやガロガロ達が激情な中でもクールに接する。
ソーマとマオが異界の門を閉じた後、トモエ、イチハ、ユリガ、ナデン、ハルバート、ルビィと親交を深める。最初はランディアンとは敵同士だった為、侮られまいと気が立っていた。その為、ハルバートが魔族と発言した際、魔族と呼ばれるのは不快だと怒る。ただし、ハルバートから素直に謝られるとは思っていなかったので、怒りの持って行き場がなくなって戸惑う。その後は態度を軟化し、自分達がシーディアンであること、南半球の人類を陸の民『ランディアン』と呼んでいることを話す。
ククドラ
リザードマンの族長。重装鎧の戦士。口数は少ない。ランディアンのソーマにも友好的に接する。
特徴としては、光沢のある手で、ソーマが握手時のの感触は爬虫類のものというよりは、年季が入って多少柔らかくなったソフトビニールの怪獣人形みたいなものだという。
ソーマとマオが異界の門を閉じた後、種族としても本人の性格としても、案内には不向きということで辞退している。

### 現実世界
ソーマのいた現実世界。
ソーマの祖父
声 - 野瀬育二
ソーマの祖父。故人。息子夫婦を亡くした後、ソーマを引き取り育てる。
若い頃はヤンチャしていたらしく、祖母に頭が上がらない。
ソーマに家族を作り、その家族を何があっても守り抜くようにと遺言を残す。ソーマの大学合格を見届けるようにして亡くなる。
リーシアがシアン、カズハの出産後に眠っていた時、夢の中に現れ、彼女に微笑んでいた。
ソーマの祖母
ソーマの祖母。故人。家事全般が得意。「男子厨房に入らず」の考えは古いとソーマに話して、料理や裁縫、黒豆の作り方をソーマに教えた。
リーシアがシアン、カズハの出産後に眠っていた時、夢の中に現れ、彼女に微笑んでいた。
達也、良明
ソーマの高校生時代の友人。

## 用語

### 異世界・地理
異世界である超大陸ランディアを舞台とする。作中では併合、侵略などで国の情勢も変わる（文庫4巻、14巻、16巻、17巻）。
この世界は超大陸ランディアだけとされていたが、実は北半球と南半球に分かれている。南北の間には認識阻害のフィールドを形成されている為、北と南を行き来するには異界の門（北と南を繋ぐゲート）を使う。

#### 地理

##### 南半球
南半球の中心に超大陸ランディアがあり、南に行くほど寒くなる。ランディアの語源は『陸地』である。超大陸以外にもいくつもの島が確認されており、九龍諸島連合やガーラン精霊王国が存在する。北半球に住むシーディアンからは、南半球に住む人類を陸の民「ランディアン」、または南の試験体と呼ばれている。
下記の表の太字は、国名・地名が変わったもの（併合や地名変更などで）。
| 文庫1巻 - 13巻       | 文庫1巻 - 13巻       | 文庫14巻 - 16巻      | 文庫14巻 - 16巻      | 文庫17巻               | 陣営、契約                               |
| 文庫1巻 - 3巻        | 文庫4巻 - 13巻       | 文庫14巻 - 15巻      | 文庫16巻             | 文庫17巻               | 陣営、契約                               |
| - 大陸暦1546年       | 大陸暦1546年 -       | 大陸暦1550年 -       | 大陸暦1552年         | 大陸暦1553年 -         | 陣営、契約                               |
| -------------------- | -------------------- | -------------------- | -------------------- | ---------------------- | ---------------------------------------- |
| エルフリーデン王国   | フリードニア王国     | フリードニア王国     | フリードニア王国     | フリードニア王国       | 海洋同盟(大陸暦1549年 - )                |
| アミドニア公国       | フリードニア王国     | フリードニア王国     | フリードニア王国     | フリードニア王国       | 海洋同盟(大陸暦1549年 - )                |
| グラン・ケイオス帝国 | グラン・ケイオス帝国 | グラン・ケイオス帝国 | ユーフォリア王国     | ユーフォリア王国       | 人類宣言→海洋同盟(大陸暦1552年 - )       |
| トルギス共和国       | トルギス共和国       | トルギス共和国       | トルギス共和国       | トルギス共和国         | 海洋同盟(大陸暦1549年 - )                |
| 九頭龍諸島連合       | 九頭龍諸島連合       | 九頭龍諸島連合       | 九頭龍諸島王国       | 九頭龍諸島王国         | 海洋同盟(大陸暦1549年 - )                |
| 東方諸国連合         | 東方諸国連合         | ハーン大虎王国       | ハーン大虎王国       | ハーン大虎帝国         | 中立→フウガ派(大陸暦1549年 - )           |
| 傭兵国家ゼム         | 傭兵国家ゼム         | 傭兵国家ゼム         | 傭兵国家ゼム         | ハーン大虎帝国         | 中立、人類宣言→フウガ派(大陸暦1552年 - ) |
| ルナリア正教皇国     | ルナリア正教皇国     | ルナリア正教皇国     | ルナリア正教皇国     | ルナリア正教皇国       | 中立→フウガ派(大陸暦1550年 - )           |
| ノートゥン竜騎士王国 | ノートゥン竜騎士王国 | ノートゥン竜騎士王国 | ノートゥン竜騎士王国 | ノートゥン竜騎士王国   | 中立、騎乗契約                           |
| 星竜連峰             | 星竜連峰             | 星竜連峰             | 星竜連峰             | 星竜連峰               | 中立、騎乗契約                           |
| ガーラン精霊王国     | ガーラン精霊王国     | ガーラン精霊王国     | ガーラン精霊王国     | ガーラン精霊王国       | 中立                                     |
| 魔王領               | 魔王領               | 魔王領               | 魔王領               | 魔王領（シーディアン） | 人類の敵→中立（大陸暦1553年 - ）         |

##### 北半球／北の世界
超大陸ランディアより北にあり、様々な島が点在する。北半球には海の民「シーディアン」と呼ばれる民が住んでいる。

#### 世界・魔物関連

##### 世界の成り立ち
旧世紀（22世紀の始め頃）に太陽系外でテラ・フォーミングされた星の1つ。旧人類（地球に住む人類）が人口爆発と人類の活動領域の拡大を見越して、この星に適応できる人類模索する為に用意された実験場だった。しかし、科学の発展速度に追いつけなかった旧人類が地球とその周辺に引きこもってしまったことで、今では放棄されている。
実験内容はダンジョン（試験管）で、獣人族、小人族、ドワーフ族、エルフ族などの亜人(デミ・ヒューマン)と呼ばれる存在を繁殖して、この星に適応できるのか調査すること。
ダンジョンで繁殖実験成功後、ダンジョンと亜人は、試験場を北半球（北の試験場）と南半球（南の試験場）で分けて、管理者であるマオとティアマトが行っていた。管理者は旧人類の放棄後も、その存在意義として実験を継続しており、ダンジョンと適応した人類と動物を生み出していた。
数千年以上過ぎた後、不具合を起こすダンジョンが現れ始め、明らかに生命として歪な存在（魔物）を吐き出した。南半球の管理者であるティアマトは、世代交代時にダンジョンを生み出すプログラムを破棄した為、南半球にはダンジョンの数が限られている。しかし、北半球で永続的な管理を指示されているマオは、不具合の起こしているダンジョンを生み出し、魔物を吐き出し続けてしまう。マオ自身は止めたくても自分でどうすることもできず、北の世界は魔物によって浸食される。最後は北半球に住むシーディアンは一つの島まで追い詰められ、南半球に逃れることになる。
管理者が不具合を起こした場合は、地球の言語が必要である為、旧人類のメンテナンス（言語認識）するだけである。旧人類のソーマが「マオに転移ゲートを閉じる権限を与える」と言語認識したことで、転移ゲートは封じられ、魔浪もなくなった。旧人類の数親等を越えない子孫（ソーマの子であるシアンやカズハなど）でもマオの機能を制限できる。
ナノマシン
どのようなことにも応用可能な万能物体。精巧な物体で肉眼では見えないほどに小さくすることができる。旧人類によって開発され、この世界の魔法もナノマシンを魔素として使われている。

##### ダンジョン・魔物
ダンジョン
異世界各地に存在する地下遺跡。魔物はこのダンジョンから生まれている存在として定義されており、魔王領という特例を除けばダンジョンから抜け出ない限りは発見されない。ダンジョンの核（ダンジョンコア）を破壊することで、魔物の出現も止まる。また数代前のエルフリーデン国王の時に、マクスウェル家によってダンジョンコアを利用することで広範囲の同時通信を可能とする玉音放送の機能が発見されており、有力国家はダンジョンコアを保有することでお触れを出すなどといったことに使用。ソーマはこれを利用してテレビ番組に近い放送局という形で利用している。
元は適応できる亜人を生み出す試験管と呼ばれた施設だった。まずは特定の種族を生み出し、その種族の勇気ある者がダンジョンの外へと種族を率いて、そのダンジョンの仕事は一先ず終わりとなり、次の種族の繁殖実験に移行する。いま現存しているダンジョンは不具合を起こして、失敗作である魔物を吐き出すだけの存在になっている。
魔物
モンスターに近く、ダンジョンから生み出された歪な存在。魔族は魔物を食用として食べており、また魔王領からの攻撃は事実上の魔物の大量発生であることから、魔族と魔物は人類側における「人間」と「動物」に近い関係性と推測されている。様々な生物の特徴が混ざっており、リザードマンだと上半身は人類のものに似ているが、顔と下半身は二足歩行の大型爬虫類の特徴を有している。
後にイチハ・チマが各部位を分けて描いた絵を見たことで「魔物学」の学問が成立。イチハとハクヤが魔物辞典を制作し、魔物体部位識別法（通称：魔識法）で各魔物の体部位毎で分類される。大陸暦1548年に魔物学シンポジウムが行われて以降は、対魔王領だけでなく、冒険者のダンジョン攻略、マルムキタンの魔王領解放などの活動に大きな貢献が成されることになる。
実はマオ曰く魔物の身体が腐食していたり、他の生物と混在している歪な構造の原因は、不具合を起こしたダンジョンが正しい生物を製造できなくなっているからである。
魔浪
魔王領から大量の魔物が南下してくる現象。数年に一度の割合で起こる。しかし、マオとソーマによって異界ゲートが閉じられたので発生しなくなった。
オオヤミズチ
海に棲む怪物。怪獣と称される。海竜類のような首、貝に覆われた胴体、蟹鋏が付いた八本の触手を持つ。昔話の厄災として九頭龍諸島に伝わっており、大型の水棲生物だけでなく人類も捕食する。九頭龍諸島の各島を脅かしていたが、フリードニア王国と九頭龍諸島の連合艦隊により退治され、亡骸はポンチョの指揮で死体処理され、両国の将兵たちに食べられた。
ソーマは、霧の中では八本の触手が頭と合わせて九つの頭を持つ蛇のように見えることから、「九頭龍諸島」という名の由来でもあり大昔に神と崇められた「九つの頭を持つ蛟龍」と同一の存在である可能性を疑っている。
魔族

魔物を使役する者だと思われていた存在。

#### 魔法・魔導士
魔法
自然現象の操作や物体の強化を可能とする神秘の力。火・水・土・風・光・闇の六属性に分類される。
火・水・土・風属性は主に攻撃魔法、光属性は治癒魔法、闇属性は五属性に当てはまらない特殊な魔法。
しかし、海の上ではその能力が著しく低下する為、海戦では火薬兵器が使用されてきたという経緯がある。
実は旧人類によって開発されたナノマシンを魔素として使っている。
付与術式
魔法の一種。物体に様々な効果を持つ術式を付与して、強固にしたり、切断力を上げたりできる。
魔導士
魔法によって強い現象を起こせる者（魔法使い）。
エルフリーデン王国軍では属性によって配備先が異なり、火属性は陸軍、風属性は空軍、水属性は海軍、土属性は禁軍、衛生兵と同じ役割の光属性は各軍に均等に配備される。
魔導医師
医学を修めた光系統魔導士。精霊王の呪いも治せる。
大陸暦1548年、ヒルデ・ノーグが寄生虫による腹痛患者を診た際、患者から回復魔法で治して欲しいと依頼される。本来光系統の魔法は外傷しか治癒できないのだが、ヒルデも患者を納得させる為に光魔法を使ったら、治ってしまった。ヒルデ、ブラッド・ジョーカー、フリードニア王国首脳陣が事実の照らし合わせの結果、高度な医療知識があれば、魔法で病を癒やすことも可能になるということだった。ルナリア正教皇国では教会が神の恩寵であると多数の光系統魔導士を保有している為、フリードニア王国首脳陣は一定の魔法医療技術者を確保するまでは秘匿していた。
その後は王国ルナリア正教のソージ・レスター、医療同盟国のトルギス共和国やグラン・ケイオス帝国と協力して、光系統魔導士の医療従事希望者を斡旋していた。
バルム・サミット以降は魔導医師と呼ばれ、精霊王の呪い対処時に活躍した。
東西リアル歌合戦／東西対抗歌合戦
フリードニア王国で大陸暦1548年6月下旬に玉音放送で公開されて行われた軍事演習。歌が魔法に関してどのような影響が出るか確かめる実験だった。
観察対象は魔法の威力であるため攻城側の戦法は四方から『力攻め』のみとさせてもらう為、空軍戦力の参加は無し。
国防軍を東軍（攻撃側）と西軍（守備側）に分け、ランデル近郊にある国防軍の演習用砦を使って戦う。歌姫・歌騎士・歌手は二組に分けて、両軍の応援団として交互に歌う。
攻城側は時間内に防壁を突破し、ソーマのもとへとたどり着けたら勝利、逆に時間内までに守り通せたら守備側の勝利である。
武器を使用して戦う者はジーニャの作った武具・防具を使用してもらい、胸甲が破壊されたり魔力切れを起こした者は脱落者となる。
砦は1週間戦争で禁軍が使用した施設で、戦後は国防軍の演習用施設として使用されていた。
|              | 東軍（攻撃側）                                                                         | 西軍（守備側）                                                                         |
| ------------ | -------------------------------------------------------------------------------------- | -------------------------------------------------------------------------------------- |
| 指揮         | エクセル・ウォルター（途中で戦闘に参加）                                               | ルドウィン・アークス                                                                   |
| 戦闘参加者   | アイーシャ・U・エルフリーデン                                                          | ハルバート・マグナ                                                                     |
| 戦闘参加者   | アイーシャ・U・エルフリーデン                                                          | クー・タイセー                                                                         |
| 戦闘参加者   | リーシア・エルフリーデン                                                               | レポリナ                                                                               |
| 戦闘参加者   | シルバン（イワン・ジュニーロ）                                                         | 悪鬼大帝（モルトフ・ジュニーロ）                                                       |
| 戦闘参加者   | ミス・ドラン（カルラ・バルガス）                                                       |                                                                                        |
| 戦闘参加者   | エクセル・ウォルター                                                                   | ナデン・デラール・ソーマ                                                               |
| 戦闘参加者   | エクセル・ウォルター                                                                   | ルビィ・マグナ                                                                         |
| 歌手の参加者 | コマリ・コルダ                                                                         | ジュナ・ソーマ                                                                         |
| 歌手の参加者 | パミーユ・キャロル（医療班）                                                           |                                                                                        |
| 備考         | 守備側有利ということを踏まえて 人数は攻城側が守備側の二倍になっている。                | なし                                                                                   |
| 勝敗         | 攻城側の勝利。特別賞はシルバンと悪鬼大帝をまとめて吹っ飛ばしたミス・ドランが受賞する。 | 攻城側の勝利。特別賞はシルバンと悪鬼大帝をまとめて吹っ飛ばしたミス・ドランが受賞する。 |

#### 同盟・派閥・契約

##### 人類宣言
帝国女皇マリア・ユーフォリアが行った最大の政策ともいえる対魔王領を前提とする国家間同盟。正式名称は対魔族人類共闘宣言で、略して人類宣言と呼ばれている。
魔族に対する人類の共闘というだけでなく、戦争停止・民族差別禁止にも言及している。
「人類宣言」の主要三箇条（内容）は以下の通り。
- 一つ、人類同士の争いによる、武力による国境線の変更を認めない
- 二つ、各国内の諸民族の平等な権利と自決権を尊重する
- 三つ、魔王領から遠方の国は、防波堤となる魔王領近接国を支援すること

ヘルシンキ最終文書と酷似した内容であり、そちらにおける地球の国家が見抜けなかった問題点でもある「加盟国同時の争いといった外からの問題には効果的だが、クーデターや独立運動といった内部からの問題については、条約内容同士の矛盾で動くことができなくなる」という欠点が存在。
加盟国は、グラン・ケイオス帝国、帝国の属国（メルトニア王国、フラクト連邦共和国）、アミドニア公国、傭兵国家ゼム、東方諸国連合の国々。
ソーマはそれでアミドニア公都ヴァンを併呑し、ロロアはアミドニア公国全土をソーマに併合させた。
海洋同盟、ハーン大虎帝国陣営の台頭により形骸化し、大陸暦1552年の大虎ケイオス戦争後、解散する。

##### 秘密同盟
ソーマの発案により、エルフリーデン王国（のちのフリードニア王国）とグラン・ケイオス帝国との間で結ばれていた盟約。
- 魔王領や魔族、魔物に関する情報を二国間で共有する
- 魔浪の際、それまで帝国が担ってきた東方諸国連合への援軍派遣を帝国からの要請を受けてエルフリーデンが負担する
- 帝国は王国に対し、戦争支援金を求めない
- 官僚の代表に、特命全権大使の称号を与え、両国の首都に設置した大使館に常駐させる（これはピルトリー、トリルが担う）

当時、国土面積が人類国家第一位のグラン・ケイオス帝国と第二位のエルフリーデン王国の同盟を他国が警戒するので秘密とした。宝珠と簡易受信機による放送で連絡を取り合い、連携を図っていた。
大陸歴1546年から1552年の帝国解体まで続いており、帝国がユーフォリア王国となってからは海洋同盟を結ぶ。

##### 騎乗契約
星竜連峰とノートゥン竜騎士王国が結ぶ契約。毎年春の終わりに行われる「契約の儀」によって結ばれる。この契約により、無理に竜を使って他国への侵攻を画策すれば、竜が全て星竜連峰へ引き揚げてしまうため、竜騎士王国は侵略戦争ができない。
1. 竜は騎士の伴侶となり、愛竜として共に戦場を駆ける
2. 騎士は竜を伴侶として迎え、子孫繁栄に協力する
3. 騎士が竜の力を我欲に使った場合、契約は破棄される

##### 海洋同盟
海での活動を生業とする者たちの暗黙の了解である「海の掟」を、明確に条約として結んで作られた国家間同盟。
海洋交易拡大、その交易路の安全確保を目的としている。
加盟国はフリードニア王国、トルギス共和国、九頭龍諸島連合（九頭龍諸島王国）、ユーフォリア王国。
大陸暦1549年、親子島沖海戦（オオヤミズチ退治戦）でフリードニア王国と九頭龍諸島連合の共闘を機に、ソーマの仲介でトルギス共和国も交えて同盟を締結。
当初は「人類宣言」の延長だと思われかねないためにグラン・ケイオス帝国を加えることはなかったが、大陸暦1552年に帝国縮小後のユーフォリア王国も加盟する。

##### フウガ派
草原遊牧国家マルムキタン国王であるフウガ・ハーンを中心とした派閥。ハーン大虎王国建国は大虎王国、大陸暦1553年以降は大虎帝国と呼ばれている。
東方諸国連合の魔浪後、魔王領を少しずつ解放する。大陸暦1549年に東方諸国連合を統一し、ハーン大虎王国を建国された。
加盟国はハーン大虎王国（ハーン大虎帝国）、ルナリア正教皇国、ガーラン精霊王国の父なる島、傭兵国家ゼム、フラクト連邦共和国である。
大陸暦1552年に武術大会で傭兵国家ゼムと同盟を組む。
ハシムのプロバガンダ策で、帝国の属国であるメルトニア王国、フラクト連邦共和国は、帝国の天災をきっかけに独立する。その後、メルトニアは大虎王国に併吞され、フラクトは名目上独立を保っているが、大虎王国の支配下に置かれている。
大虎ケイオス戦争でグラン・ケイオス帝国北部を取り込んでおり、僅か数年経っても勢力は拡大している。

### 戦争・害獣駆除

#### 本編開始以前

##### 魔王領侵攻
- 文庫1巻・17巻、アニメ第1部（第1話）、漫画1巻
- 大陸暦1536年 - 大陸暦1541年頃

魔王領出現時に、グラン・ケイオス帝国を中心の人類連合軍と魔物・魔族との間で起きた戦争。
人類連合軍は害獣退治のつもりで魔物を倒していったが、魔王領の最奥まで行ってしまい、魔族（シーディアン）と遭遇する。人類側は魔族（シーディアン）と魔物を同一視して、シーディアンとの全面戦争になってしまう。そして、マオの持つ超兵器によって壊滅させられ、人類側は撤退する。シーディアン側もランディアン（人類側）の暴威に曝されていたが、虐殺や暴行を行った不心得者を戦後に裁いた。

#### 本編開始以降

##### 1週間戦争
- 文庫2巻、アニメ第1部（第9話 - 第12話）、漫画3巻 - 6巻
- 大陸暦1546年9月

エルフリーデン王国禁軍が、空軍、不正貴族軍と陸軍、アミドニア公国軍の三者と戦った戦争。三正面戦争とも呼ばれている。
三公のゲオルグ・カーマイン、カストール・バルガスが、国王を譲られたソーマ・カズヤに不信を抱き、反逆の意思を示す。最終勧告で、「相手を討つか捕縛したら、その配下の軍を即座に支配下に置く」というルールを設けて、内乱勃発する。
ルドウィン・アークス率いる王国禁軍がランデル近郊に城を構えて、不正貴族と雇われたゼムの傭兵、陸軍と戦う。
同時期、アミドニア公国が侵攻し、王国南西部の都市アルトムラ周辺を占拠する。ただし、アルトムラの領主ワイストと海軍大将エクセル・ウォルターによって足止めされていた。
一方、カストールは自身の手勢百騎のみで反乱し、それ以外は中立を守らせた。その後、戦艦アルベルト1隻（車輪をつけてライノサウルスに引かせた）で攻めたソーマ達一行が、紅竜城邑でカストールに勝利し、空軍を傘下に加える。
翌日、ソーマ達は空軍を率いてランデルに行き、陸軍の対空連弩砲を破壊した。元々不正貴族を潰すつもりだったカーマイン公はすぐ降伏の意思を示す。同時に不正貴族の私兵とゼムの傭兵は、カーマイン公率いる陸軍に拘束される。こうして内乱は終結し、ソーマは王国の禁軍、海軍、空軍、陸軍を手中に治める。
ソーマがアミドニア公国に宣戦布告したことで、アルトムラを後にしたアミドニア公国軍は、王国軍の攻撃目標とされた公都ヴァンに急いで向かうも、海軍の奇襲などで疲弊する。
ヴァン周辺に陣を構えた王国軍と衝突し、アミドニア公王ガイウスの戦死により、戦争終結する（文庫2巻、漫画3巻 - 6巻）。
戦後、王国軍はアミドニア公国公都ヴァンを占領するが、ユリウスの要請でグラン・ケイオス帝国が介入する。交渉の結果、エルフリーデン王国はヴァンを返還し、アミドニア公国はエルフリーデン王国に年間予算の2年分の賠償金を分割で支払うことになり（アミドニア併合後になくなる）、グラン・ケイオス帝国は調停者として存在感を示すこととなった。

##### 東方諸国連合の魔浪
- 文庫8巻 - 9巻
- 大陸暦1547年9月 - 11月

東方諸国連合で起きた魔物大量出現（魔浪）により、ラスタニア王国、チマ公国に被害が発生する。
ラスタニア王国では、ラスタニア王国軍が主都ラスタで防衛していた。グラン・ケイオス帝国とユリウスの要請により、フリードニア王国軍の先遣隊到着し、滅亡の危機を逃れる。
ラスタニア・フリードニア連合軍3千はユリウスの総指揮、カエデを参謀として動くことになる。森に潜む残存のリザードマンを殲滅する。その1週間後、フリードニア王国国防軍本隊6万が到着する。ノートゥン竜騎士王国軍も加わり、タビゴン河で数万のリザードマンを殲滅し、勝利を治める。
一方チマ公国では、マシュー・チマの交渉術により、東方諸国連合の軍が集結し、滅亡の危機を逃れていた。しかし、東方諸国連合は盟主もいない、マシューの提示した報奨によって各国の軍で手柄の取り合いとなり、戦いは終わっていなかった。ラスタニア戦線を終えたフリードニア王国軍が到着し、勝利を治める。
報奨はマシューの子供達で、選考方法は戦功の多かった国の方から指名する方法をとり、以下のような結果となった。
| 報奨獲得権順位 | 報奨獲得者             | チマ家         | 迎え方 | 備考 |
| -------------- | ---------------------- | -------------- | ------ | --- |
| 第1位          | フウガ・ハーン         | ムツミ・チマ   | 嫁     | 東方諸国連合統一戦争でハーン大虎王国国王・王妃となる。 |
| 第2位          | シャムール・シャーン   | ナタ・チマ     | 養子   | 東方諸国連合統一戦争でナタはシャムールを裏切り、フウガにつく |
| 不明           | ビトー・ガビ           | ゴーシュ・チマ | 配下   | 東方諸国連合統一戦争でゴーシュ死亡。 |
| 不明           | ロンバルト・レムス     | ヨミ・チマ     | 嫁     | 東方諸国連合統一戦争でフウガにつく。 |
| 不明           | ハインラント・ロス     | サミ・チマ     | 養子   | 東方諸国連合統一戦争でハインラント死亡後、サミはフリードニア王国に亡命する。                                                                                             |
| 不明           | 東方諸国連合のとある国 | ニケ・チマ     | 配下   | 東方諸国連合統一戦争で仕えた国から暇を出され、チマ公国に戻る。 セバル平原の戦い後、サミを連れてフリードニア王国に行く。 その後、トルギス共和国でクーに仕えることになった |
| 報奨とは別     | ソーマ・カズヤ         | イチハ・チマ   | 留学生 | ソーマは報奨獲得権第一位を辞退し、報奨終了後にマシューと交渉する。 その結果、イチハはフリードニア王国に留学することになった。                                            |

##### 親子島沖海戦
- 文庫13巻
- 大陸暦1549年2月

九頭龍諸島連合とフリードニア王国の連合艦隊が、怪物オオヤミズチを退治した戦闘。オオヤミズチ討伐戦も呼ばれている。
九頭龍諸島連合では、オオヤミズチのせいで魚が減り、国の成り立ちから一致団結できずに王国近海で密漁する。そして、密漁されたフリードニア王国との小競り合いが頻発していた。九頭龍諸島連合は、密漁する船団に正規軍をつけており、密漁を国が後押している事態となっていた。
実はフリードニア王国国王であるソーマと九頭龍諸島連合のシャナは、戦争が起こる前から裏で繋がっていた。
大陸暦1547年、カストールが九頭龍諸島の武装船一隻を拿捕した後、王国首脳陣はオオヤミズチの存在や九頭龍諸島が置かれている状況などを聞き出していた。その少し経った頃、シャナは非公式の使者を王国に派遣し、自国漁民の密漁に対する謝罪と損失の補填し、オオヤミズチ退治計画を持ちかけた。
九頭龍諸島連合で上がった税の原因はこれで、王国はそのお金でこちら側で被害に遭った漁民たちを補償していた。つまり、シャナはお金を払って王国に密漁させてもらうようにしていた。
その後、王国側の哨戒艦も、適当な時間で漁をさせてから追い払う方針へと変化した。
更にソーマはマリアに依頼して、グラン・ケイオス帝国に和平の仲介を依頼する。その相手はシャナ以外の九頭龍諸島の各島主で、王国は仮想敵として危機感を煽り、外敵なしには団結できない九頭龍諸島の艦隊を一カ所に集めるよう仕向けた。
これにより九頭龍諸島の親子島沖に、九頭龍諸島連合艦隊とフリードニア王国艦隊が対峙する。開戦寸前となり、水系の魔導士による水球でシャナとソーマは舌戦などで時間稼ぎをする。その間、シャナの部下がオオヤミズチをおびき寄せ、救難要請の狼煙を見せる。
これにより、シャナとソーマは船乗りたちにとって無視できない『海の掟』を持ち出して団結させ、両国の艦隊はオオヤミズチを退治する。

##### 東方諸国連合統一戦争
- 文庫14巻
- 大陸暦1549年6月 - 9月

フウガ率いる草原遊牧国家マルムキタン（フウガ派）が魔王領を少しずつ解放し、東方諸国連合を統一しようと起こした戦争。東方諸国連合統一の戦いとも呼ばれている。
マルムキタン以外の東方諸国連合内では、レムス王国のようにフウガを支持した国、チマ公国・シャーン王国・ガビ王国がフウガに反発した国（反フウガ派）、ロス王国のように中立する国に分かれていた。当初、シャーン王国は反フウガ派を明言していたが、反フウガ派内での連絡の秘匿性から、どの国が反フウガ派か分からない状態だった。
そんな中、ガビ王国配下でチマ家三男のゴーシュ・チマが、フウガを暗殺しようとしたが返り討ちにされる。この事件をきっかけに、セバル平原で反フウガ派とフウガ派が争う。ガビ王国軍の裏切り、ハシムの計略により、結果はフウガ派が勝利する。この戦いでシャムール・シャーン、マシュー・チマは戦死する（セバル平原の戦い）。
その後、フウガ派についたハシムの計略で、宴で親睦を深め支持を取り付けると見せかけ、参加した中立派を謀殺する（外部には反フウガ派の自爆テロだと発表された）。ロス王国のように抗う国もあったが、フウガ派に滅ぼされるか降ることになった。
宴に参加しなかったラスタニア王家は、フリードニア王国に亡命することになった。その途中、ラスタニア王家（特にユリウス）の捕縛する為、フウガ達はラスタニア王国を攻めるが、ユリウス達ラスタニア王国関係者の亡命手助けをしに来たノートゥン竜騎士王国軍30騎と小競り合いが発生する。ユリウス達が竜騎士王国内に到着したことで、停戦される。
その後、残るユリウス達ラスタニア王国関係者とサミ・チマはフリードニア王国に、ニケ・チマはトルギス共和国に亡命する。
こうして、東方諸国連合は統一され、大陸暦1550年1月1日にハーン大虎王国が建国される。

##### 大虎ケイオス戦争
- 文庫16巻
- 大陸暦1552年8月

ハーン大虎王国、ルナリア正教皇国、傭兵国家ゼムの3カ国連合軍と、グラン・ケイオス帝国軍の間で起きた戦争。
フウガ派の3カ国連合軍が帝国東部から攻め込み、ジャモーナ城塞でジャンヌとギュンター率いる帝国軍と激突した。
もう一方、フラクト連邦共和国のある北東側から攻め込むルートからは、フウガ、ムツミ、ガイフク率いるハーン大虎王国軍が侵攻したが、帝国北部にいるクレーエとルミエール達魔王領強硬派の裏切りにより、帝国が帝都ヴァロアを包囲され、国家滅亡の危機になった。
しかし、その隙に海洋同盟が武力介入する。トルギス共和国は傭兵国家ゼム南部を、九頭龍諸島王国は大虎王国東部にある港湾都市を攻める。フリードニア王国は国防軍3万兵がルナリア正教皇国との国境線を攻め、帝国西部の港からは国防軍本隊10万兵が上陸する。国防軍本隊は帝国の整備された交通網と、輸送力があれば二日ほどで帝都ヴァロアへと集結する算段となった。
帝都ヴァロワに到着したソーマにより、海洋同盟の武力介入とそれによる各地の状況を告知され、停戦する。
停戦後、グラン・ケイオス帝国は縮小され、ユーフォリア王国となる。

##### 魔王領解放戦争
- 文庫17巻
- 大陸暦1553年11月

ハーン大虎帝国と海洋同盟の人類側と、魔族の兵器との間で起きた戦争。
大陸暦1536年に発生した魔王領を解放する為、フウガ率いる大虎帝国軍は陸から、ソーマ達海洋同盟はフリードニア王国・九頭龍諸島王国の連合艦隊を率いて海から侵攻する。
言葉も通じず、それぞれ魔族の兵器によって被害を受けるが、ノートゥン竜騎士王国軍の援護によって大虎帝国軍は兵器を撃破する。海洋同盟でも、聖母竜ティアマトと黒い立方体によって兵器は止まり、戦闘中止となる。ソーマは魔族（シーディアン）の代表者マオと情報交換し、異界の門を閉じたことにより、魔浪の発生はなくなる。
ただし、北の世界では魔物が蔓延しており、いつ門が開いて魔物が溢れ出さないとも限らない状況だった。
その後は大虎帝国皇帝のフウガ、海洋同盟盟主のソーマ、魔族（シーディアン）のマオとの間で交渉の結果、停戦となり、シーディアンは海洋同盟と大虎帝国から監視の人員を派遣して独立勢力として認めることになった。

### 医療

#### 三国医療同盟／四国医療同盟
大陸暦1547年、フリードニア王国、グラン・ケイオス帝国、トルギス共和国の間で結ばれた医療同盟。
医療分野に関する知識、医学は人類全体で共有すべきと考えるソーマの発案により、同盟を組む。
王国は医者の育成と技術の向上を、共和国は医療器具の開発と生産を担い、帝国は薬の大量生産と改良を担うことになる。
王国には三つ目族の開発した『ミツメディン』という抗生物質（流行病に良く効く薬）がある。ただし、抽出基であるゼルリン亜種の育成などには土地も人手も必要で、大量生産するまでには至っていない。量が確保できなければ、薬は高価なままなので、土地も人手も資金力もある帝国に薬の生産をお願いすることに。
王国は製造方法を帝国に教える対価として、ダンジョンコアを１つ貰うことになる。
共和国は玉音放送の宝珠が国内放送用に使っている一つだけでは不便な為、王国は帝国から譲渡された宝珠を貰うことになる。王国はその対価として当面の医療器具の無償提供となった。
大陸暦1550年に九頭龍諸島連合も加わり、医療の発展しているフリードニア王国に人を派遣して医療を学んでもらうことになった。王国からは、九頭龍諸島連合の医学を調査するチームを派遣することに。共和国からも調査チームを派遣、お土産に医療器具を持たせることに。

#### 精霊王の呪い
身体に貝の特徴を持つ虫型魔物と交戦し、その体液を浴びたことによって感染する病。
魔素を蝕む虫がおり、血管の中に潜む。三ツ目族の第三の目や顕微鏡でようやくハッキリ見えるレベルで小さい。
人から人へ感染する例というのはほとんどなく、血に触れたとしてもすぐに洗浄し消毒すれば問題ない。
巻き貝の体部位を持つ魔物に近づかず、戦闘時は、体液のかからない遠距離からの攻撃で仕留めるのが理想。
もし体液がかかった場合、すぐに液が付着した部分を洗って消毒することが推奨されている。気付かず放置しておくと感染のリスクは高まる。
ガーラン精霊王国では精霊王の呪いとされていたが、フリードニア王国やハーン大虎王国の調査により、潜血魔蝕虫症（せんけつましょくちゅうしょう）、通称潜血症ということが判明する。
モデルは日本住血吸虫症である。

#### バルム・サミット
ノートゥン竜騎士王国の首都バルムで行われた主要国家首脳会議。大陸暦1550年に起きた精霊王の呪い発生時、ソーマの発起により開催。三勢力の長である国々（グラン・ケイオス帝国、フリードニア王国、ハーン大虎王国）、医療が進歩している共和国と九頭龍諸島連合、会議場所の提供と中立的立場から竜騎士王国の６カ国が参加。
議題
- 精霊王の呪いの正体

潜血魔蝕虫症（魔虫症）の症状・原理。
- 魔虫症の治療法

医学を修めた光系統魔導士（魔導医師）が治療可能。
- 不足している光系統魔導士について

王国との連絡により、王国と同じく魔導医師を育成してきた帝国と共和国からも派遣することに。
- 発生地域であるガーラン精霊王国への輸送について

九頭龍諸島連合は海路輸送を、ノートゥン竜騎士王国は空路輸送を担う。
- バルム医療宣言

ソーマの発案により出来た医療同盟。病が発生しても蔓延する前に封じ込め、世界が一丸となって解決に動けるようにするためでもあった。その内容は、病気が発生した場合は秘匿せずに他国にも情報を公開し、速やかに防疫措置を実行し、必要ならば他国に協力を求め、他国もその求めに応じて医薬品や医療器具を融通する仕組み。
会議に参加した６カ国が加盟し、ルナリア正教皇国とガーラン精霊王国はハーン大虎王国により、傭兵国家ゼムはグラン・ケイオス帝国により加盟を働きかけることになった。
- ハーン大虎王国とノートゥン竜騎士王国について

世界規模で防疫措置を実行するには、基本的な知識は持っていてもらうことになった。
共和国や九頭龍諸島連合と同じく大虎王国と竜騎士王国には、医療の発展しているフリードニア王国とグラン・ケイオス帝国に人を派遣して医療を学んでもらうことになった。
| 参加国               | 参加者                    | 参加者                              | 参加者               | 備考                           |
| 参加国               | 国家元首                  | その他の参加者                      | その他の参加者       | 備考                           |
| -------------------- | ------------------------- | ----------------------------------- | -------------------- | ------------------------------ |
| フリードニア王国     | ソーマ・A・エルフリーデン | リーシア・エルフリーデン            | ユリウス・ラスタニア | 海洋同盟の盟主                 |
| グラン・ケイオス帝国 | マリア・ユーフォリア      | ジャンヌ・ユーフォリア              | クレーエ・ラヴァル   | 人類宣言の盟主                 |
| ハーン大虎王国       | フウガ・ハーン            | ムツミ・ハーン                      | ハシム・チマ         | フウガ派の中心国               |
| ノートゥン竜騎士王国 | シィル・ムント            |                                     |                      | 中立的立場から、書記として参加 |
| トルギス共和国       | クー・タイセー            | 海洋同盟国。 簡易受信機で参加した。 |                      |                                |
| 九頭龍諸島連合       | シャ・ボン                | 海洋同盟国。 簡易受信機で参加した。 |                      |                                |

### その他

#### 結婚式
作中では合同結婚式が2回行われている。1度目はリーシア、アイーシャ、ジュナ、ロロア、ナデンの5人。2度目はユリガ、マリアの2人。
エルフリーデン王国では愛人枠の側妃が正妃に気遣って出席を辞退するケースもあったが、ソーマやリーシアの意向で、結婚式は正妃・側妃に関わらず、皆で一緒に挙げることになっていた。ロロアの発案で、ソーマ達の結婚式時は家臣が王都中で結婚式を挙げることになっている（第1次・第2次合同結婚式）。
ラスタニア王国や草原遊牧国家マルムキタンとは、合同結婚式で行っていないが同じ時期に行われている。
| ブーム（時期）                        | 場所                     | 花婿                           | 花嫁1                    | 花嫁2                  | 花嫁3          | 花嫁4              | 花嫁5            |
| ------------------------------------- | ------------------------ | ------------------------------ | ------------------------ | ---------------------- | -------------- | ------------------ | ---------------- |
| 第1次結婚ブーム （大陸暦年1548年4月） | フリードニア王国         | ソーマ・カズヤ                 | リーシア・エルフリーデン | アイーシャ・ウドガルド | ジュナ・ドーマ | ロロア・アミドニア | ナデン・デラール |
| 第1次結婚ブーム （大陸暦年1548年4月） | フリードニア王国         | ポンチョ・イシヅカ・パナコッタ | セリィナ                 | コマイン               |                |                    |                  |
| 第1次結婚ブーム （大陸暦年1548年4月） | フリードニア王国         | ルドウィン・アークス           | ジーニャ・マクスウェル   |                        |                |                    |                  |
| 第1次結婚ブーム （大陸暦年1548年4月） | フリードニア王国         | ハルバート・マグナ             | カエデ・フォキシア       | ルビィ                 |                |                    |                  |
| 第1次結婚ブーム （大陸暦年1548年4月） | ラスタニア王国           | ユリウス・アミドニア           | ティア・ラスタニア       |                        |                |                    |                  |
| 第1次結婚ブーム （大陸暦年1548年4月） | ラスタニア王国           | ジルコマ                       | ローレン・フラン         |                        |                |                    |                  |
| 第1次結婚ブーム （大陸暦年1548年4月） | 草原遊牧国家マルムキタン | フウガ・ハーン                 | ムツミ・チマ             |                        |                |                    |                  |
| （大陸暦1550年 - 大陸暦1551年の間）   | 九頭龍諸島王国           | シャ・ボン                     | キ・シュン               |                        |                |                    |                  |
| （大陸暦1552年4月）                   | トルギス共和国           | クー・タイセー                 | タル・オズミ             | レポリナ               |                |                    |                  |
| 第2次結婚ブーム （大陸暦1553年1月）   | フリードニア王国         | ソーマ・A・エルフリーデン      | ユリガ・ハーン           | マリア・ユーフォリア   |                |                    |                  |
| 第2次結婚ブーム （大陸暦1553年1月）   | フリードニア王国         | ギャツビー・コルベール         | ミオ・カーマイン         |                        |                |                    |                  |
| 第2次結婚ブーム （大陸暦1553年1月）   | フリードニア王国         | イヌガミ                       | トモコ・イヌイ           |                        |                |                    |                  |
| 第2次結婚ブーム （大陸暦1553年1月）   | ユーフォリア王国         | ハクヤ・クオンミン             | ジャンヌ・ユーフォリア   |                        |                |                    |                  |

## 既刊一覧

### 小説
- どぜう丸（著）・冬ゆき（イラスト）、オーバーラップ〈オーバーラップ文庫〉、全21巻
  - 『現実主義勇者の王国再建記I』、2016年5月25日初版第一刷発行（同日発売[30]）、ISBN 978-4-86554-111-3
  - 『現実主義勇者の王国再建記II』、2016年9月25日初版第一刷発行（同日発売[31]）、ISBN 978-4-86554-148-9
  - 『現実主義勇者の王国再建記III』、2017年2月25日初版第一刷発行（同日発売[32]）、ISBN 978-4-86554-191-5
  - 『現実主義勇者の王国再建記IV』、2017年6月25日初版第一刷発行（同日発売[33]）、ISBN 978-4-86554-226-4
  - 『現実主義勇者の王国再建記V』、2017年10月25日初版第一刷発行（同日発売[35]）、ISBN 978-4-86554-272-1
  - 『現実主義勇者の王国再建記VI』、2018年2月25日初版第一刷発行（同日発売[26]）、ISBN 978-4-86554-314-8
  - 『現実主義勇者の王国再建記VII』、2018年6月25日初版第一刷発行（同日発売[36]）、ISBN 978-4-86554-363-6
  - 『現実主義勇者の王国再建記VIII』、2018年10月25日初版第一刷発行（同日発売[37]）、ISBN 978-4-86554-405-3
  - 『現実主義勇者の王国再建記IX』、2019年2月25日初版第一刷発行（同日発売[38]）、ISBN 978-4-86554-451-0
  - 『現実主義勇者の王国再建記X』、2019年6月25日初版第一刷発行（同日発売[25]）、ISBN 978-4-86554-511-1
  - 『現実主義勇者の王国再建記XI』、2019年10月25日初版第一刷発行（同日発売[39]）、ISBN 978-4-86554-561-6
  - 『現実主義勇者の王国再建記XII』、2020年4月25日初版第一刷発行（同日発売[28]）、ISBN 978-4-86554-646-0
  - 『現実主義勇者の王国再建記XIII』、2020年9月25日初版第一刷発行（同日発売[40]）、ISBN 978-4-86554-740-5
  - 『現実主義勇者の王国再建記XIV』、2021年4月25日初版第一刷発行（同日発売[43]）、ISBN 978-4-86554-891-4
  - 『現実主義勇者の王国再建記XV』、2021年6月25日初版第一刷発行（同日発売[45]）、ISBN 978-4-86554-937-9
  - 『現実主義勇者の王国再建記XVI』、2021年12月25日初版第一刷発行（同日発売[41]）、ISBN 978-4-8240-0065-1
  - 『現実主義勇者の王国再建記XVII』、2022年4月25日初版第一刷発行（同日発売[46]）、ISBN 978-4-8240-0162-7
  - 『現実主義勇者の王国再建記XVIII』、2023年6月25日初版第一刷発行（同日発売[108]）、ISBN 978-4-8240-0528-1
  - 『現実主義勇者の王国再建記XIX』、2024年2月25日初版第一刷発行（同日発売[109]）、ISBN 978-4-8240-0738-4
  - 『現実主義勇者の王国再建記XX』、2024年12月25日初版第一刷発行（同日発売[110]）、ISBN 978-4-8240-1025-4
  - 『現実主義勇者の王国再建記短編集編年体（）』、2024年12月25日初版第一刷発行（同日発売[111]）、ISBN 978-4-8240-1025-4

### 漫画
- どぜう丸（原作）・冬ゆき（キャラクター原案）・上田悟司（作画） 『現実主義勇者の王国再建記』 オーバーラップ〈ガルドコミックス〉、既刊13巻（2025年3月25日現在）
  1. 2018年2月25日初版第1刷発行（同日発売[29]）、ISBN 978-4-86554-321-6
  2. 2018年8月25日初版第1刷発行（同日発売[112]）、ISBN 978-4-86554-391-9
  3. 2019年2月25日初版第1刷発行（同日発売[113]）、ISBN 978-4-86554-458-9
  4. 2019年10月25日初版第1刷発行（同日発売[114]）、ISBN 978-4-86554-564-7
  5. 2020年4月25日初版第1刷発行（同日発売[115]）、ISBN 978-4-86554-655-2
  6. 2020年11月25日初版第1刷発行（同日発売[116]）、ISBN 978-4-86554-794-8
  7. 2021年6月25日初版第1刷発行（同日発売[117]）、ISBN 978-4-86554-950-8
  8. 2021年12月25日初版第1刷発行（同日発売[118]）、ISBN 978-4-8240-0075-0
  9. 2022年8月25日初版第1刷発行（同日発売[119]）、ISBN 978-4-8240-0283-9
  10. 2023年4月25日発売[120]、ISBN 978-4-8240-0481-9
  11. 2023年12月25日発売[121]、ISBN 978-4-8240-0697-4
  12. 2024年7月25日発売[122]、ISBN 978-4-8240-0902-9
  13. 2025年3月25日発売[123]、ISBN 978-4-8240-1134-3

## テレビアニメ
2020年4月にテレビアニメ化が発表され、2021年7月から9月まで第一部がTOKYO MXほかにて放送された。
2022年1月から4月まで第二部がTOKYO MXほかにて放送された。原作3巻から4巻のアニメ化。
ナレーションは速水奨。

### スタッフ
- 原作 - どぜう丸[48][8]
- キャラクター原案 - 冬ゆき[48][8]
- 監督 - 渡部高志[48][8]
- 構成・脚本 - 雑破業、大野木寛[48][8]
- キャラクターデザイン - 大塚舞[48][8]
- プロップデザイン - 中原れい[128]
- 美術監督 - 瀬川孟彦[128]
- 美術設定 - 山本恵
- 色彩設計 - 石川恭介[128]
- 撮影監督 - 福世晋吾[128]
- 編集 - 近藤勇二[128]
- 音楽 - 立山秋航[48][8]
- 音響監督 - 明田川仁[48][8]
- 音響効果 - 小山恭正[48][8]
- 音響制作 - マジックカプセル[48][8]
- 音楽制作 - キングレコード[48][8]
- プロデュース - WOWMAX [48][8]
- チーフプロデューサー - 須藤孝太郎、黄晶磊（第一部）、原田直樹
- プロデューサー - 小荒井梨湖[128]、繆蘭芳[128]、吉田翔平[128]、菊川幸夫[128]、小澤文啓[128]
- アニメーション統括プロデューサー - 松倉友二[128]
- アニメーション制作プロデューサー - 岡田耕二
- アニメーション制作 - J.C.STAFF[48][8]
- 製作 - どぜう丸・オーバーラップ／現国製作委員会

### 主題歌

#### オープニング・エンディング
「HELLO HORIZON」
水瀬いのりによる第一部オープニングテーマ。作詞は岩里祐穂、作曲・編曲は白戸佑輔。
「カザニア」
愛美による第一部エンディングテーマ。作詞・作曲・編曲はタルタノリキ。
「REAL-EYES」
水瀬いのりによる第二部オープニングテーマ。作詞はRUCCA、作曲・編曲はElements Gardenの藤間仁。
「LIGHTS」
愛美による第二部エンディングテーマ。作詞は愛美、作曲は佐藤樹とKon-K、編曲はKon-K、ストリングス編曲は岸田勇気。

#### 挿入歌
「Give a reason」
ジュナ・ドーマ（上田麗奈）による第3話挿入歌。作詞は有森聡美、作曲は佐藤英敏。
「港町の子守唄」
ジュナ・ドーマ（上田麗奈）による第9話挿入歌。作詞はどぜう丸、作曲は夢見クジラ。
「ワタリドリ」
ジュナ・ドーマ（上田麗奈）による第12話挿入歌。作詞は吉田詩織、作曲は金子麻友美、編曲は久下真音。
「原野の風」
パミーユ・キャロル（岡咲美保）による第12話挿入歌。作詞は吉田詩織、作曲はANDW、編曲は久下真音。
「ゴルドアの谷を越えて」
マルガリタ・ワンダー（東内マリ子）による第12話挿入歌。作詞はどぜう丸、作曲・編曲は夢見クジラ。

### 各話リスト
| 話数   | サブタイトル                             | 脚本     | 絵コンテ                | 演出                | 作画監督 | 総作画監督             | 初放送日      |        |        |        |        |        |        |        |        |        |        |        |        |        |        |        |        |        |
| 第一部 | 第一部                                   | 第一部   | 第一部                  | 第一部              | 第一部 | 第一部                 | 第一部        | 第一部 | 第一部 | 第一部 | 第一部 | 第一部 | 第一部 | 第一部 | 第一部 | 第一部 | 第一部 | 第一部 | 第一部 | 第一部 | 第一部 | 第一部 | 第一部 | 第一部 |
| ------ | ---------------------------------------- | -------- | ----------------------- | ------------------- | --- | ---------------------- | ------------- | ------ | ------ | ------ | ------ | ------ | ------ | ------ | ------ | ------ | ------ | ------ | ------ | ------ | ------ | ------ | ------ | ------ |
| 1話    | まず勇者より始めよ                       | 雑破業   | 渡部高志                | 宮崎修治            | 村上雄 三沢聖也 佐々木貴宏 亀田朋幸 星山企画 | 藤井昌宏 工藤裕加      | 2021年 7月4日 |        |        |        |        |        |        |        |        |        |        |        |        |        |        |        |        |        |
| 2話    | ただ才あらば用いる                       | 雑破業   | 高田耕一                | 粟井重紀            | 胡峰成 劉雲留 鄒磊 王家涵 | 藤井昌宏               | 7月11日       |        |        |        |        |        |        |        |        |        |        |        |        |        |        |        |        |        |
| 3話    | 臣をして忠臣たらしむことなかれ           | 雑破業   | 羽多野浩平              | 田中瑛              | 藤井昌宏 村上雄 林信秀 西野佳佑 三沢聖也 趙暁昕 アラタハヤト                                                                                               | 藤井昌宏               | 7月18日       |        |        |        |        |        |        |        |        |        |        |        |        |        |        |        |        |        |
| 4話    | 食指、動く                               | 雑破業   | 渡部高志                | 冨田剛司 森田侑希   | 手島勇人 南原孝衣子 関鵬 李莨鵬 銭進一 | 藤井昌宏               | 7月25日       |        |        |        |        |        |        |        |        |        |        |        |        |        |        |        |        |        |
| 5話    | 衣食足って、栄辱を知る                   | 雑破業   | まついひとゆき          | 小野田雄亮          | 三沢聖也 趙暁昕 西野佳佑 佐々木綾 村上雄 中林蘭子 魏旭龍 呉強                                                                                              | 藤井昌宏               | 8月1日        |        |        |        |        |        |        |        |        |        |        |        |        |        |        |        |        |        |
| 6話    | 智者は時にそむいて利を捨てず             | 雑破業   | 石山タカ明              | 堀内直樹            | 鄒磊 崔文澤 吳耀 | 李少雷 胡峰成          | 8月8日        |        |        |        |        |        |        |        |        |        |        |        |        |        |        |        |        |        |
| 7話    | 古老、曰く                               | 雑破業   | 冨永恒雄                | 田中瑛              | 泉しづか 福本佳菜絵 堀光明 河原久美子 舘崎大 三沢聖也 中村香穂 鈴木佐都 小栁亜美 顾金秋 陈玉峰 朱峥 赵玲 シード セブンシーズ BigOwl                        | 藤井昌宏               | 8月15日       |        |        |        |        |        |        |        |        |        |        |        |        |        |        |        |        |        |
| 8話    | 森、鳴動す                               | 雑破業   | 杉島邦久                | 深瀬重              | 江涌 吴耀 鄒磊 崔文澤 周龙 李东怿 花猫動画 小澤和則 | 藤井昌宏               | 8月22日       |        |        |        |        |        |        |        |        |        |        |        |        |        |        |        |        |        |
| 9話    | 縦横、成らず                             | 大野木寛 | 岩崎良明                | 粟井重紀            | 堀光明 河野直人 松本勝次 粟井重紀 セブンシーズ K-PRODUCTION 寿門堂                                                                                         | 藤井昌宏               | 8月29日       |        |        |        |        |        |        |        |        |        |        |        |        |        |        |        |        |        |
| 10話   | 兵は楽しむ所に非ざるなり                 | 大野木寛 | 大畑清隆                | 田中瑛 粟井重紀     | 魏旭龍 呉強 STUDIO MASSKET | 藤井昌宏               | 9月5日        |        |        |        |        |        |        |        |        |        |        |        |        |        |        |        |        |        |
| 11話   | 李代桃僵                                 | 大野木寛 | 渡部高志 まついひとゆき | 田中瑛 奥野浩行     | 村上雄 三沢聖也 福本佳菜絵 泉しづか STUDIO MASSKET K-PRODUCTION 4tune 寿門堂 ENGI                                                                          | 藤井昌宏               | 9月12日       |        |        |        |        |        |        |        |        |        |        |        |        |        |        |        |        |        |
| 12話   | 囲師には必ず闕く                         | 大野木寛 | 杉島邦久                | 小野田雄亮          | 福本佳菜絵 泉しづか 渡部ゆかり 中弥幸一 西野佳佑 手島勇人 奥野浩行 粟井重紀 松本勝次 北島勇樹 江原小百合 桜井このみ 古徳真美 BigOwl STUDIO CL セブンシーズ | 藤井昌宏               | 9月19日       |        |        |        |        |        |        |        |        |        |        |        |        |        |        |        |        |        |
| 13話   | 百戦百勝は善の善なる者に非ず             | 大野木寛 | 渡部高志                | 堀内直樹            | 鄒磊 吳耀 江勇 | -                      | 9月26日       |        |        |        |        |        |        |        |        |        |        |        |        |        |        |        |        |        |
| 第二部 |                                          |          |                         |                     | |                        |               |        |        |        |        |        |        |        |        |        |        |        |        |        |        |        |        |        |
| 14話   | 虎の威を借るアミドニア                   | 大野木寛 | まついひとゆき          | 粟井重紀            | 小七 崔文澤 江湧 | 大塚舞                 | 2022年 1月9日 |        |        |        |        |        |        |        |        |        |        |        |        |        |        |        |        |        |
| 15話   | 莫逆の友と為る                           | 大野木寛 | 杉島邦久                | 金澤由季            | 和田祐二 関鵬 李莨鵬 | 藤井昌宏               | 1月16日       |        |        |        |        |        |        |        |        |        |        |        |        |        |        |        |        |        |
| 16話   | 苛政は寅よりも猛し                       | 大野木寛 | 頂真司                  | 神谷望夢            | 江湧 朱暁林 | 大塚舞                 | 1月23日       |        |        |        |        |        |        |        |        |        |        |        |        |        |        |        |        |        |
| 17話   | 士は己を知る者の為に死す                 | 大野木寛 | 頂真司                  | 羽多野浩平 海宝興蔵 | 金海淑 黃成原 洪靑龍 | 藤井昌宏               | 1月30日       |        |        |        |        |        |        |        |        |        |        |        |        |        |        |        |        |        |
| 18話   | 杯中の蛇影                               | 大野木寛 | 杉島邦久                | 粟井重紀            | 江湧 崔文澤 | 大塚舞                 | 2月6日        |        |        |        |        |        |        |        |        |        |        |        |        |        |        |        |        |        |
| 19話   | 奇貨おくべし                             | 大野木寛 | 頂真司                  | 清水一伸            | Qki 黃成原 | 藤井昌宏               | 2月13日       |        |        |        |        |        |        |        |        |        |        |        |        |        |        |        |        |        |
| 20話   | 西施のひそみにならう                     | 大野木寛 | まついひとゆき          | 金澤由季            | 高橋みか 泉しづか 長崎千穂 佐々木綾 清水美友紀 ビート 林信秀 株式会社つむぎ秋田アニメLab STUDIO MASSKET                                                    | 大塚舞                 | 2月20日       |        |        |        |        |        |        |        |        |        |        |        |        |        |        |        |        |        |
| 21話   | 蝦で鯛を釣ろうとしたら鮫が掛かった       | 大野木寛 | 鈴木行                  | 粟井重紀            | 江湧 崔文澤 | 藤井昌宏               | 2月27日       |        |        |        |        |        |        |        |        |        |        |        |        |        |        |        |        |        |
| 22話   | 人学ばざれば智なし、智なき者は愚人なり   | 大野木寛 | 頂真司                  | 佐々木瑞樹          | 桜井木ノ実 服部益美 南伸一郎 魏旭龙 杜卫峰 | 大塚舞 坂本哲也        | 3月6日        |        |        |        |        |        |        |        |        |        |        |        |        |        |        |        |        |        |
| 23話   | うがい手洗いは防疫の基本                 | 大野木寛 | 石山タカ明              | 石山タカ明          | 金海淑 黃成原 洪靑龍 | 藤井昌宏               | 3月13日       |        |        |        |        |        |        |        |        |        |        |        |        |        |        |        |        |        |
| 24話   | 家郷に離別して歳月多し                   | 大野木寛 | まついひとゆき          | 粟井重紀            | 坂本哲也 村上雄 泉しづか 冨田恵里沙 24FPS StudioEverGreen                                                                                                  | 大塚舞 坂本哲也 村上雄 | 3月20日       |        |        |        |        |        |        |        |        |        |        |        |        |        |        |        |        |        |
| 25話   | 相手を知り、己を知れば夫婦仲も危うからず | 大野木寛 | 頂真司                  | 堀内直樹            | 江湧 崔文澤 | 藤井昌宏               | 3月27日       |        |        |        |        |        |        |        |        |        |        |        |        |        |        |        |        |        |
| 26話   | 前に古人を見ず、後に来者を見ず           | 大野木寛 | 渡部高志                | 深瀬重              | Qki 黒染 前原薫 小澤和則 村上雄 坂本哲也 24FPS StudioEverGreen STUDIO MASSKET BigOwl                                                                       | 大塚舞 藤井昌宏        | 4月3日        |        |        |        |        |        |        |        |        |        |        |        |        |        |        |        |        |        |

### 放送局
| 放送期間                 | 放送時間                     | 放送局       | 対象地域 | 備考                                    |
| ------------------------ | ---------------------------- | ------------ | -------- | --------------------------------------- |
| 2021年7月4日 - 9月26日   | 日曜 1:30 - 2:00（土曜深夜） | TOKYO MX     | 東京都   |                                         |
|                          |                              | BS11         | 日本全域 | BS放送 / 『ANIME+』枠                   |
| 2021年7月9日 - 9月28日   | 火曜 1:50 - 2:20（月曜深夜） | 北海道テレビ | 北海道   | 初回は金曜1:30 - 2:00（木曜深夜）に放送 |
| 2021年7月31日 - 10月23日 | 土曜 20:30 - 21:00           | アニマックス | 日本全域 | BS/CS放送                               |

| 放送期間               | 放送時間                     | 放送局       | 対象地域 | 備考                  |
| ---------------------- | ---------------------------- | ------------ | -------- | --------------------- |
| 2022年1月9日 - 4月3日  | 日曜 1:30 - 2:00（土曜深夜） | TOKYO MX     | 東京都   |                       |
|                        |                              | BS11         | 日本全域 | BS放送 / 『ANIME+』枠 |
| 2022年1月13日 - 4月7日 | 木曜 1:50 - 2:20（水曜深夜） | 北海道テレビ | 北海道   |                       |
| 2022年1月22日 -        | 土曜 19:30 - 20:00           | アニマックス | 日本全域 | BS/CS放送             |

インターネットではFODにて地上波と同時に独占配信が実施される。

### BD
| 巻 | 発売日         | 収録話          | 規格品番    |
| -- | -------------- | --------------- | ----------- |
| I  | 2021年10月13日 | 第1話 - 第13話  | KIZX-470/2  |
| II | 2022年4月13日  | 第14話 - 第26話 | KIZX-518/21 |

### WEBサイト

#### Webラジオ
ソーマ・カズヤ役の小林裕介とトモエ・イヌイ役の佳原萌枝によるWebラジオ『現実主義言者の王国再声記 HOW A REALIST PERSONALITY RADIO THE KINGDOM 〜現国ラジオ〜』が、YouTubeにて毎週金曜12時に配信。ゲストで水瀬いのり、水中雅章、興津和幸、長谷川育美、愛美、石川由依、内山夕実も出演。
- 第1部：2021年7月9日から10月8日まで（第1幕 - 第13幕）
- 第2部：2022年1月7日から4月15日まで（第14幕 - 第27幕）

#### 宝珠放送『王様のブリンチ』
TVアニメ「現実主義勇者の王国再建記」生配信特番〜宝珠放送『王様のブリンチ』〜がYouTubeにて配信。
アニメ本編あらすじなど作品の魅力を、コーナーを交えて紹介する。
| 回数  | 放送日        | 司会               | 出演者                                              |
| ----- | ------------- | ------------------ | --------------------------------------------------- |
| 第1回 | 2021年7月9日  | 小林裕介、佳原萌枝 | 水瀬いのり、長谷川育美、上田麗奈                    |
| 第2回 | 2021年9月26日 | 小林裕介、佳原萌枝 | 長谷川育美、興津和幸、愛美                          |
| 第3回 | 2022年1月8日  | 小林裕介、佳原萌枝 | 水瀬いのり、長谷川育美、興津和幸、M・A・O、石川由依 |
| 第4回 | 2022年4月9日  | 小林裕介、佳原萌枝 | 水瀬いのり、長谷川育美、興津和幸、水中雅章          |

#### オーバーラップ文庫9周年記念オンラインイベント
オーバーラップ文庫創刊9周年を記念したオンラインイベント。
TVアニメ化された作品をはじめ、豪華キャスト陣を迎えてオーバーラップ作品の最新情報の紹介される。
2022年4月17日（日）16:30からYouTube LIVE、Twitter Liveで配信。
総合司会は桑原由気、白石稔。
「現実主義勇者の王国再建記」パートでは、小林裕介、上田麗奈、佳原萌枝が出演する。